# ブルックリン区
ブルックリン区（ブルックリンく、Borough of Brooklyn）は、アメリカ合衆国ニューヨーク州ニューヨーク市に置かれた行政上の5つの区の一つ。ニューヨーク州のキングス郡（Kings County）の郡域とブルックリン区は同じである。
ロングアイランド最西部に位置しイースト川、ニューヨーク港、大西洋に囲まれクイーンズ区と接する。名称は、オランダ人入植者が母国の地名を取り同地にブルーケレン（Breuckelen）という小さな町を築いたことに由来する。キングス郡はイギリス王のチャールズ2世にちなんでつけられた郡名。ちなみに、隣のクイーンズはこのチャールズ2世の后のキャサリン王后にちなんでつけられた。
1898年に行われた区画整理までは、独立した市として存在していた。ブルックリンは5つの区の中で最も人口が多く、270万人の人々が居住している。ニューヨーク市の5つの区を独立した市として考えるならば、ブルックリンはロサンゼルス市、シカゴ市に続き全米で3番目に人口の多い市となる。またキングス郡はニューヨーク州で最も人口の多い郡であり、アメリカでニューヨーク郡（マンハッタン区）に次ぎ、2番目に高い人口密度を誇っている。
マンハッタンへはブルックリン橋、マンハッタン橋、ウィリアムズバーグ橋、バッテリー・トンネルを始めニューヨーク市地下鉄でアクセスが可能。クイーンズへは地下鉄とニューヨーク市バス、ロングアイランド鉄道で、スタテンアイランドへはヴェラザノ・ナローズ橋を通り車・バスでアクセスできる。
マンハッタンとは違った独特の文化の発信地としても名高い。ブルックリン出身者は Brooklynite （ブルックリナイト、ブルックリナイツ）と呼ばれる。

## 歴史

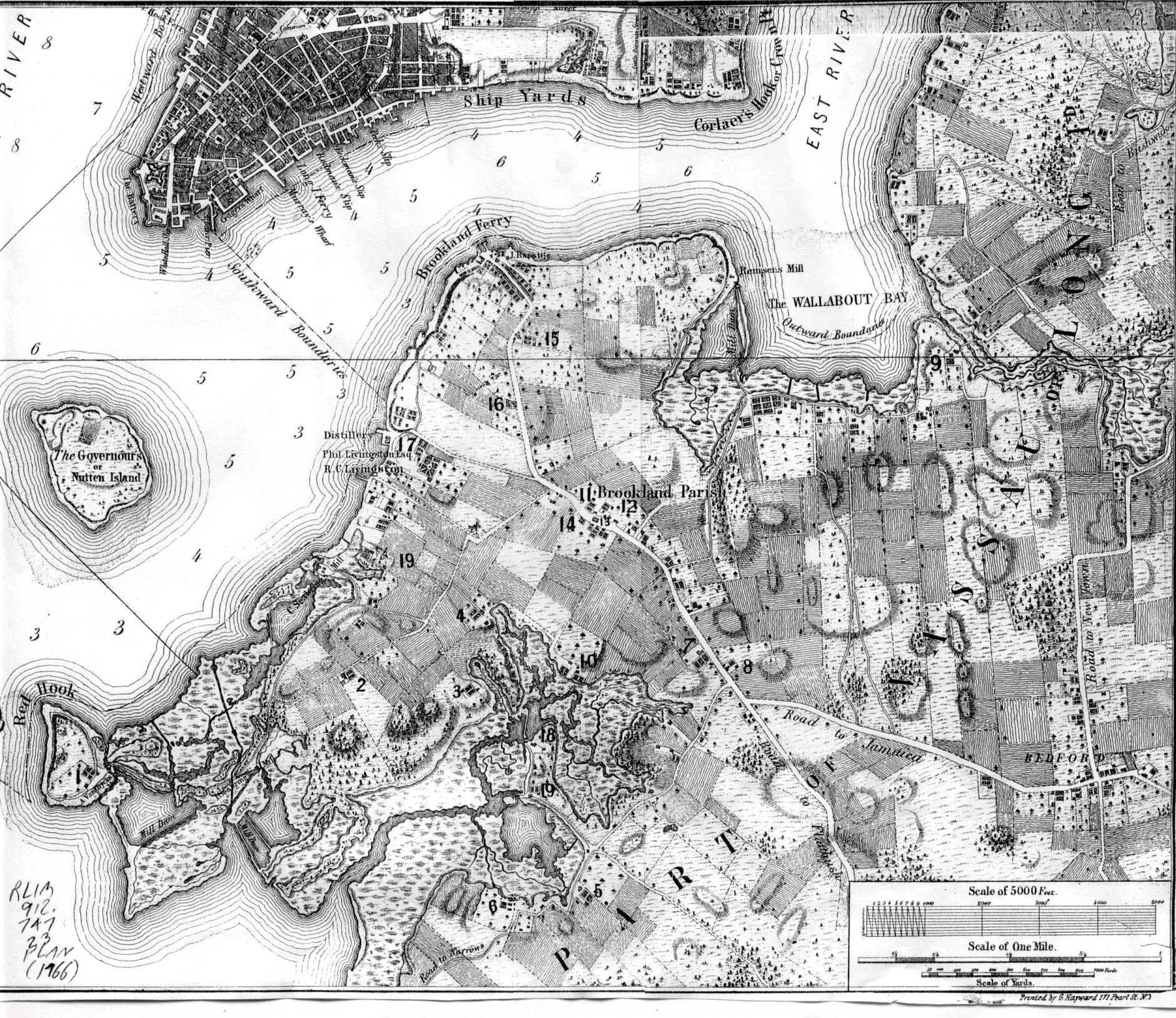
1766年のキングス郡の地図。左上に見えるマンハッタンは開発が進んでいるのに対しキングスには農地が多い。また埋め立てがないため海岸線が現在に比べ凸凹である。

ヨーロッパ人によるブルックリンの開拓は17世紀より始まり、以来350年余りの歴史を持つアメリカで最も歴史ある地区の一つである。橋の建設や地下鉄の開設などにより19世紀よりベッドタウン化が進み、それまで独立行政を行っていた同区は1898年にニューヨーク市に併合された。

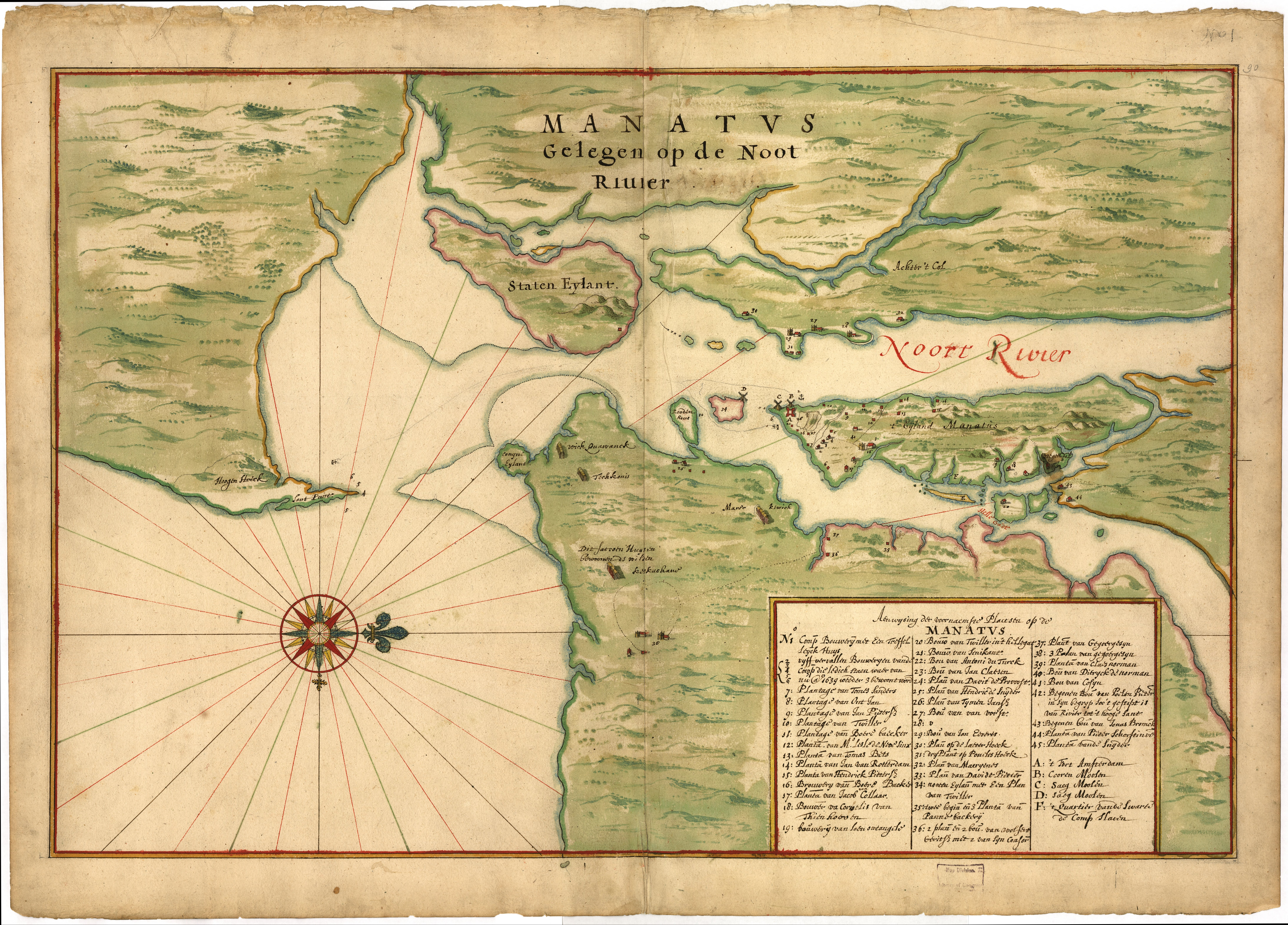
1639年オランダ作成の地図。下から中央に向かって伸びる陸地がロングアイランド。その先
端に浮かぶ小さな島が現在のスタテンアイランド。二つの川に挟まれた中央右の島が現在のマンハッタン。

### 6つのオランダ街
オランダはロングアイランドの最西端に入植した最初のヨーロッパ人であり、それまではインディアンのレナペ族が同地に居住していた。オランダの地名ブルーケレン（Breuckelen）より名づけられた"ブルーケレン入植"はニューネーデルラントの一部を成していた。オランダ西インド会社を中心に同地に6つの街を築いた。
- グレーヴセンド: 1645年イングランド人がオランダより譲渡証明を受け開拓。
- ブルックリン: 1646年、オランダの地名ブルーケレンの名を使い開拓。
- フラットランズ: 1647年、オランダの地名アメルスフォールトからニューアメルスフォールトとして開拓。
- フラットブッシュ: 1652年、ミッドウォートとして開拓。
- ニューユトレヒト: 1657年、オランダの地名ユトレヒトから取り開拓。
- ブッシュウィック: 1661年、ボズウィックとして開拓。

### イングランドの統治
1664年、第二次英蘭戦争によりニューネーデルラントがイングランドによって征服されるとロングアイランド西部はイングランドの支配下に置かれた。同戦争で活躍した海軍の指揮官を務めたヨーク公（後のジェームズ2世）を称えニューネーデルラントはニューヨークと名を変え、現在のブルックリンを含むロングアイランドはニューヨーク植民地の管轄化に置かれた。
1683年11月1日、イングランドはロングアイランド最西部の南端に置かれた上記の6つの街をキングス郡として統一した。この頃のニューヨーク植民地は12の郡を内包しておりキングスはその一つとなった。これが現在のブルックリン地域初めての地方行政の誕生であり、後の同地区の行政的アイデンティティも形成することとなった。
ペトルーンと呼ばれる領主的権限を持つ大地主や小作農民が同地にはいなかったことから13植民地の中でも同地区の奴隷の使用は盛んであった。

### アメリカ独立戦争
1776年8月27日、ロングアイランドの戦い（別名ブルックリンの戦い）が行われる。この戦いは植民地側が独立を宣言した後に行われた最初の戦闘であり、またこの独立戦争最大規模の戦闘になった。イギリス軍はジョージ・ワシントン率いる大陸軍を現在のグリーンウッド墓地、プロスペクト・パーク、グランド・アーミー・プラザまで後退させた。要塞化されていたブルックリン・ハイツもニューヨーク港を征服しているイギリスの攻撃に持ちこたえることが出来ず、数日後に大陸軍は撤退。現在のアトランティック・アヴェニュー西方にある丘ゴワナス・クリークで激しい戦闘を繰り広げ唯一の優勢を保っていたワシントンであったが、ロングアイランドの戦いにおいて多くの犠牲を出したことから「我々は今日多くの勇敢な兵士を失ってしまった」と悲観的声明を発表した。

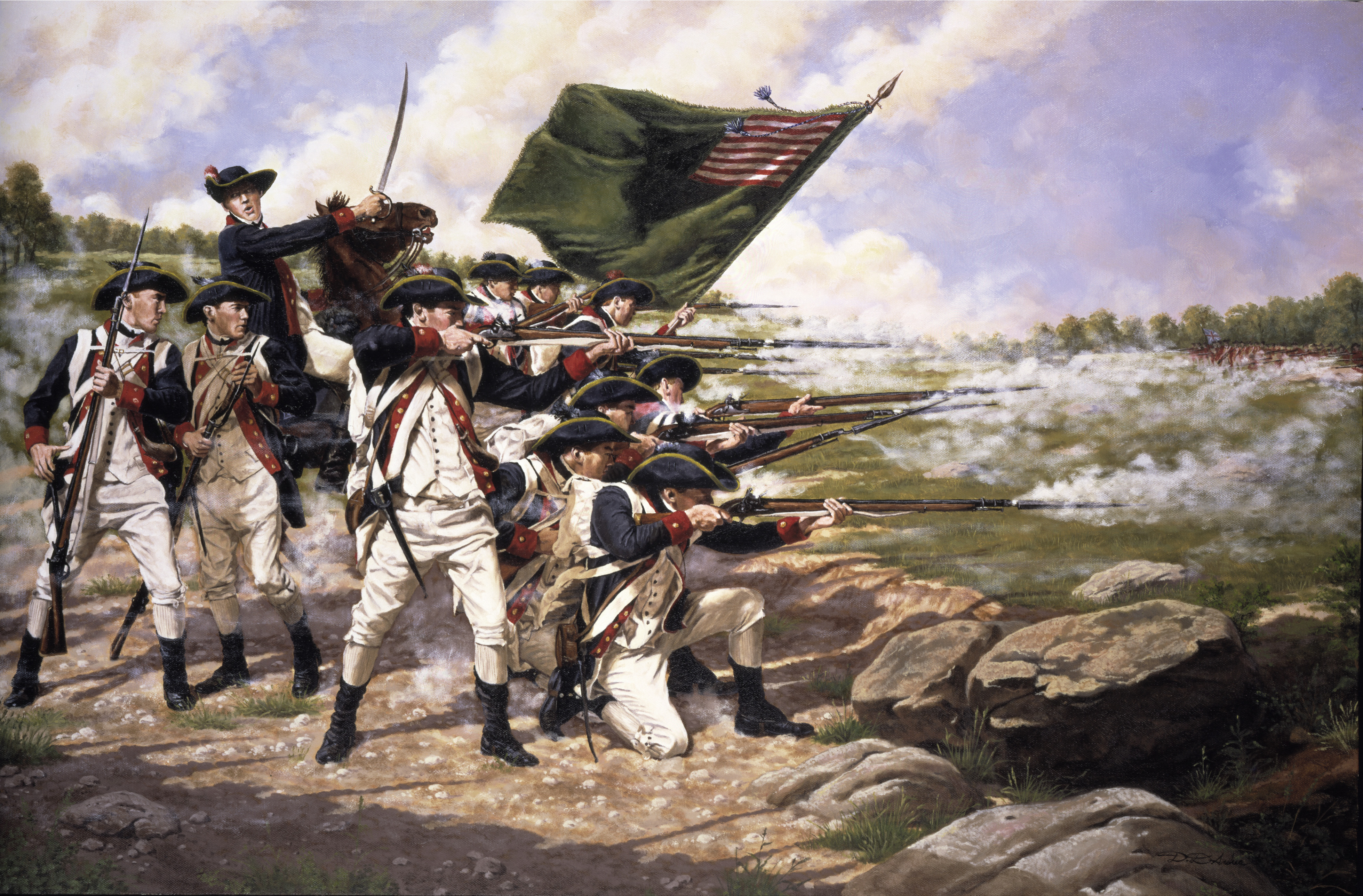
1776年8月ロングアイランドの戦い

この戦いで惨敗を喫してしまったワシントンは指揮官としての資質を問われることもあったが、僅か一日で全兵士をイーストリバーを越えて撤退させたことは多くの歴史家によって高く評価されている。
ブルックリンを含むロングアイランドはほぼ全てがイギリスの指揮下に置かれ、現在のニューヨーク市地域は瞬く間にイギリスの北米指揮の本拠地となった。イギリスとのビジネス関係からキングスにはイギリス支持派のロイヤリストがおり、彼らは大陸軍と共に撤退や避難はしなかったためイギリスは彼らのサポートも受けることが出来た。しかしワシントン率いるアメリカ独立戦争の情報戦略が功を奏し、徐々にロイヤリスト達は植民地側へと付くようになっていった。
イギリスはウォーラバウト港に囚人船を持ち込み、ここに収容され死んでいったアメリカ人パトリオットの人数は独立戦争の戦闘で死んだ数よりも多い。
1783年、パリ条約が結ばれ植民地はアメリカ合衆国としてイギリスより完全独立。同年11月25日はイギリス軍がニューヨークより撤退した日で、Evacuation Day（撤退の日）と呼ばれ現在でも式典などが催される記念日となっている。

### 19世紀初頭の都市化
19世紀初頭になると都市の拡大と共にマンハッタンに次ぎキングス郡の都市化が顕著となった。19世紀後半まではマンハッタンとの交通手段は蒸気船しかなく、小作が行われている農業地帯も多かったがニューヨーク港を効率よく利用できる地形から工業化も進み、また財界人のベッドタウンとしても発展が加速した。1806年にはウォーラバウト港にブルックリン海軍工廠も創業し1966年まで造船を続けた。
初期の都市化はロウワー・マンハッタン（マンハッタン島南端）からアクセスの良いブルックリン街より始まり、フルトン・フェリー地区から就航した蒸気船によってブルックリン・ハイツはウォール・ストリートに勤める人々の住宅街として発展した。このフェリー駅からクイーンズのジャマイカ地区を結ぶ道はフルトン・ストリートとなりイースト・ニューヨーク地区まで延びた。また複数あった街や村のいくつかは統合され1834年にブルックリン市が誕生した。

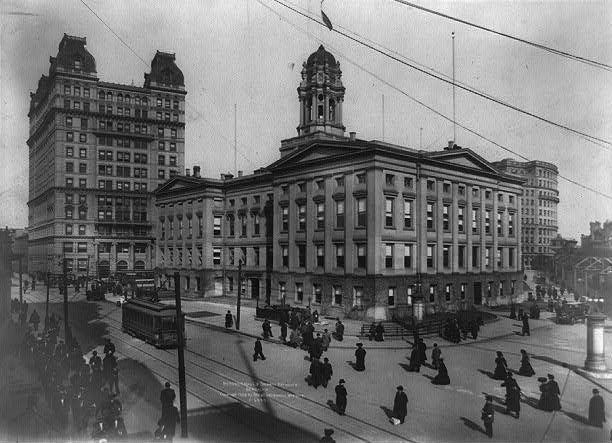
1908年のブルックリン・ハイツ

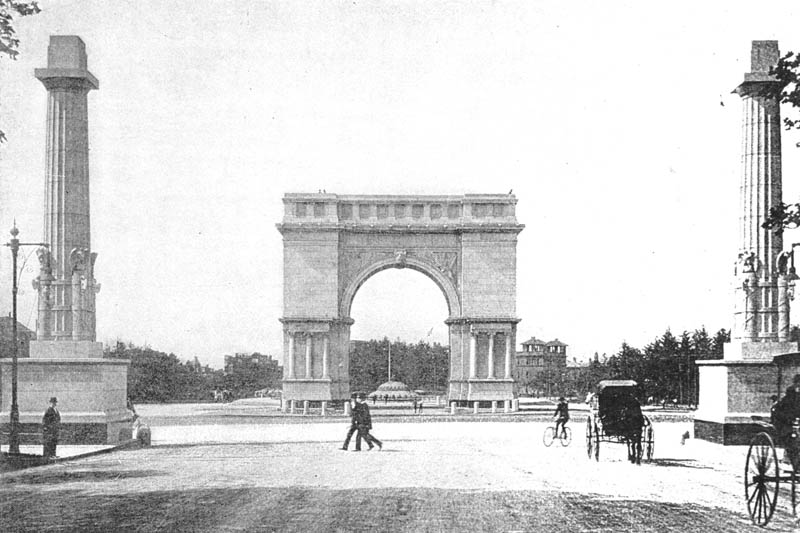
1894年グランド・アーミー・プラザの凱旋門

1879年のスケッチ

これと平行してやや北にあるブッシュウィック町もウィリアムズバーグ村と共に発展。ウィリアムズバーグ村は1840年にウィリアムズバーグ町より分離された村であったが、1851年にはウィリアムズバーグ市ができたことで統合された。このころのキングス郡には2つの市と6つの町が存在しており独立地方行政が敷かれていた。またマンハッタンが1811年委員会計画で完璧な格子状の道路網を築いたのに対し、複数の区画を有していたキングスはあえて道路を碁盤の目にはせず、それぞれの行政が独自に道路網を整備した。これはもともとオランダとイギリスが別々に開拓したために東部と西部で街路の仕組みが異なっていたことも原因である。西部ではマンハッタンと同じ方式で南北にアヴェニュー（街）が走り、東西にストリート（丁目）が走るが、東部ではその逆で、南北にストリートが走り、東西にアヴェニューが走る。東部ではアヴェニューも数字ではなくアルファベット順となる。ウィリアムズバーグ地区とその後背地であるブッシュウィックはイーストリバー沿いであったことから誕生からわずか3年で急激な成長を見せ、1854年にはブルックリン都市圏として扱われるに至った。
19世紀中盤よりインダストリアル・ディコンセントレーション（産業の脱集中化）といわれる都市部からの工業地帯の締め出しによってマンハッタンからロングアイランド西部へと移ってきた産業により、造船や製造業などの雇用が生まれ、ブルックリンは合衆国東海岸北部の主要工業地帯となった。

### 南北戦争
ブルックリンにおける南部奴隷解放の運動はマンハッタンより活発で共和党体制だった同市は南北戦争において他の東海岸北部地域同様、強烈な北軍支持に周った。グランド・アーミー・プラザにある凱旋門は北軍の勝利に終わった戦後に建造され、プリマス教会には奴隷制度廃止運動家ヘンリー・ウォード・ビーチャーの記念碑が建てられている。
同戦争においてブルックリンはその工業と海上輸送を利用し多くの兵士と物資を供給。装甲艦モニターはブルックリンで製造された。同市が送り出した有名な連隊に第14ブルックリン連隊、通称レッドレッグド・デビルズがいる。彼らはフランスの猟騎兵を参考にした赤い戦闘服を身に纏い1861年から1864年まで戦闘を行った。市の名前を使用した唯一の連隊であり、エイブラハム・リンカーン大統領は個人的に彼らをレセプションに招待、1861年4月には下士官へと昇進させた。

### 高度成長
およそ30年に渡るニューヨーク都市圏の拡大に伴い、キングス郡は港湾都市として発展著しく19世紀には合衆国で3番目に多い人口を抱えるまでになった。詩人エマ・ラザラスのソネット作品 The New Colossus　の中の1883年に発表された詩の中でブルックリンはマンハッタン（ニューヨーク郡）の双子都市と書かれており、ニューヨーク港を2都市を結ぶ空中通路と表現している。双子都市としての性格により初期はマンハッタンとライバル関係にあるキングスであったが、その風潮も徐々に薄れていった。
移民の流入と工業化によりその経済発展も目を見張るものがあった。ゴワナス港からグリーンポイントまでの沿岸は埠頭や工場が立ち並び、ゴワナス運河の開通やニュータウン川と呼ばれる三角江を運河化したことにより輸送も効率化した。装甲艦モニターなどは高度成長時代のウィリアムズバーグの造船所で生産された最も有名な工業製品である。南北戦争後は路面電車を始めとしたインフラ整備も進み、開発はプロスペクト・パークを越えさらに東へと郡の中部まで広がっていった。急激に人口が増加したことにより水道インフラの整備が必要となり中央水道設備の設置の為リッジウッド貯水池を設けた。

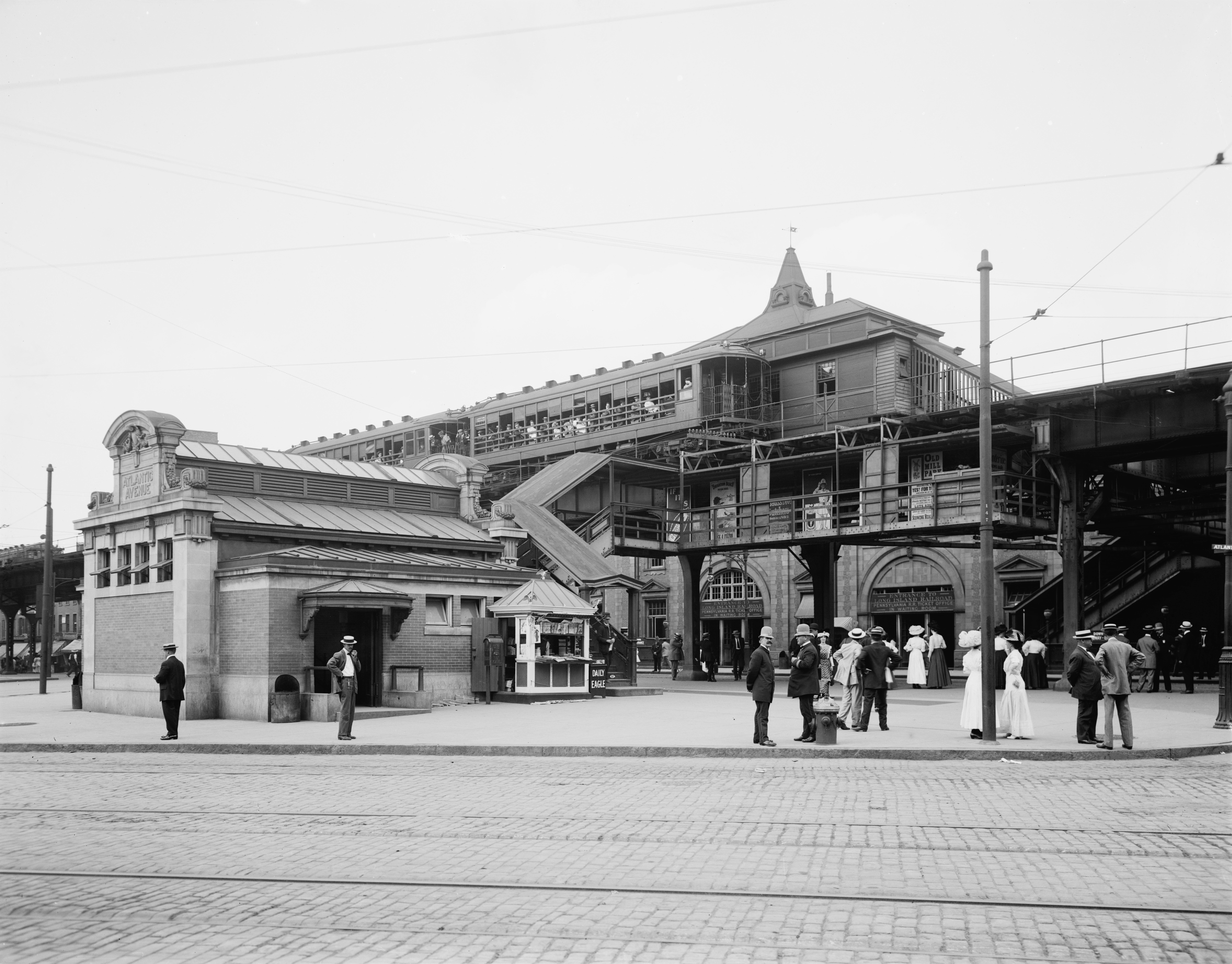
1910年のアトランティック・アヴェニュー駅

しかしキングス郡の端にある村町は現在のように地下鉄網もなかったため依然としてマンハッタンやブルックリンのダウンタウンから隔離された地域であり、またそこに住まう人々も閑静な郊外地域としての環境を保持したいと考えていた。1878年にニューヨーク市地下鉄のBMTブライトン線（Qトレイン）が開業したことにより同地域の隔離状態は終焉を迎えた。
スポーツなどの娯楽産業にも華が咲くようになりプロ野球チームのブルックリン・ブリッジルームスはワシントン・パークやパーク・スロープなどで試合を行っていた。チームは20世紀初頭に現在のロサンゼルス・ドジャースの前身にあたるブルックリン・ドジャースと名を変えエベッツ・フィールドをホームとした。またコニーアイランドのブライトン・ビーチを中心に南部沿岸地域では競馬場やアミューズメントパークが開業し合衆国随一の娯楽産業地域として最盛を迎えた。
19世紀末はその爆発的成長の最後の時代であり地下鉄と工業化は最南端(西側）のベイ・リッジからサンセット・パークまで拡大した。ブルックリン市は1886年にニューロッツ町、1894年にフラットブッシュ町、グレーヴセンド町、ニューユトレヒト町、1896年にフラットランズ町を併合し、その面積はほぼキングス郡全体に匹敵する大きさとなった。

### ニューヨーク市併合

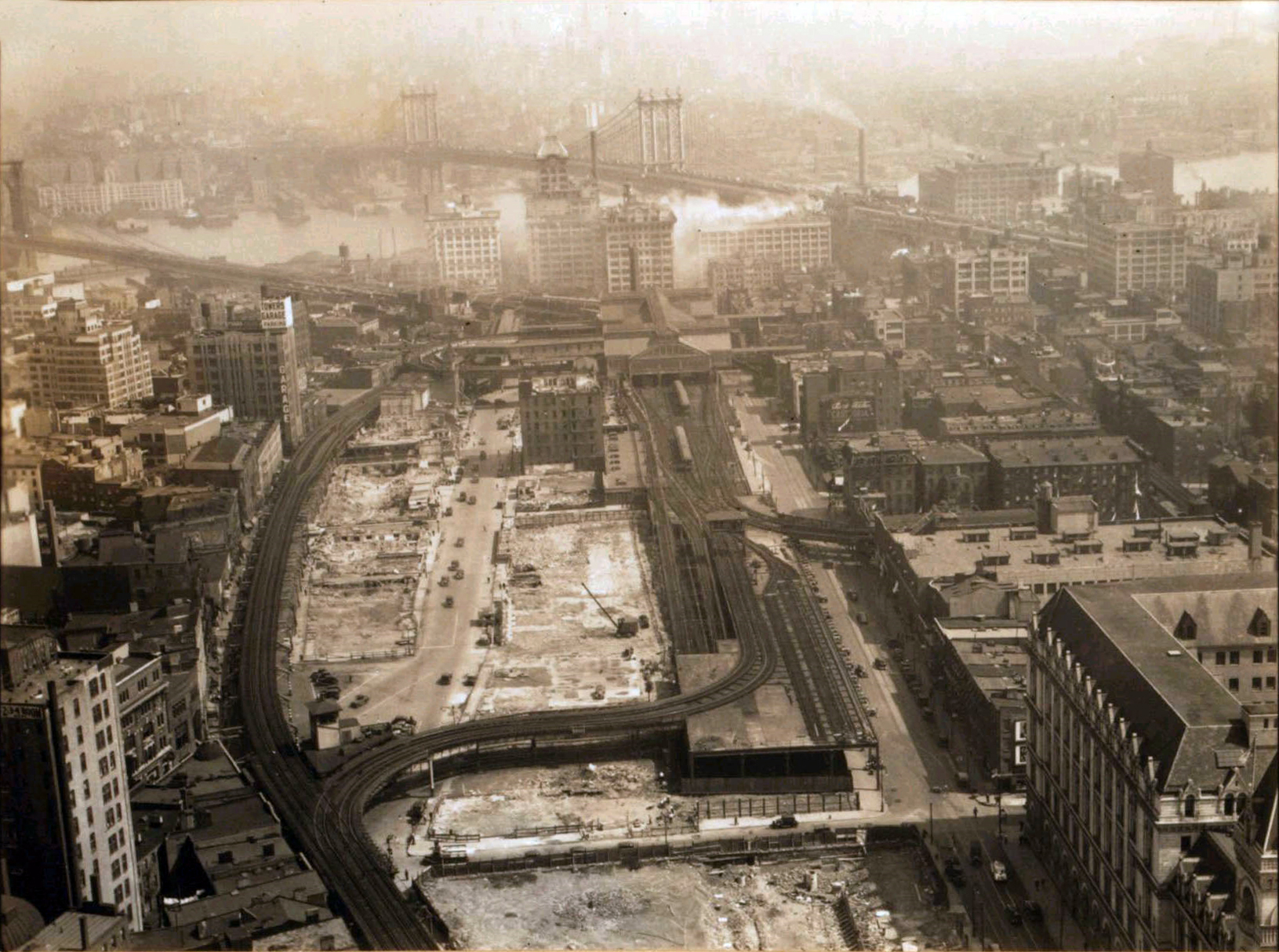
1936年のイーストリバー沿岸。左がブルックリン橋で鉄道のアプローチが設けられている。右は1909年開通のマンハッタン橋。手前がブルックリン。

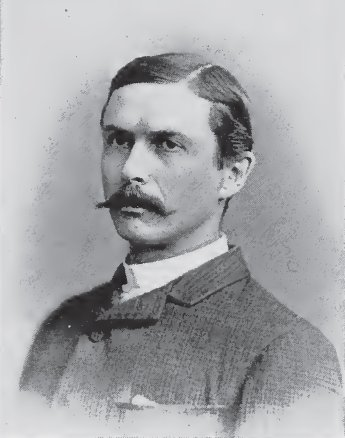
アルフレッド・C・シャピン市長（1888-1891 民主党）

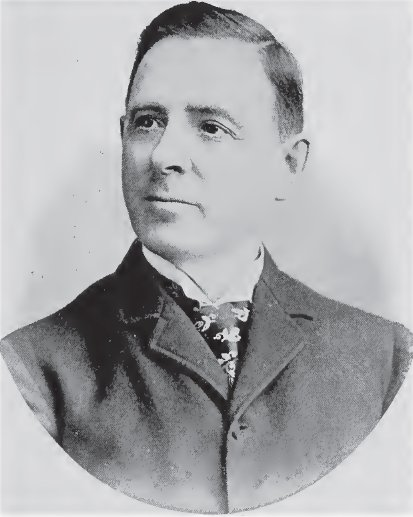
デヴィッド・A・ブーディ市長（1892-1893 民主党）

1883年、ブルックリン橋が完成し長年船しかマンハッタンとの連絡手段がなかった時代は終わった。それに伴いマンハッタンとブルックリン市の交流は劇的に活発化した。この頃になるとブルックリン市はこのまま独立した発展を続けるのか、またはニューヨーク郡、西部クイーンズ郡、リッチモンド郡（スタテンアイランド）、ブロンクス郡を内包する5区構成のニューヨーク市の一部となるのか揺れることとなった。法律家アンドリュー・ハズウェル・グリーンを始めとした革新派は5区構成の案に賛成し、彼らは反対派の保守層や新聞社ブルックリン・イーグルと議論を交わし続けた。1894年の選挙では5郡の郡民は5区構成の併合案に賛成するものが多数派となり、1898年に正式に併合、現在のニューヨーク市が誕生した。
この併合によりブルックリンの人々のアイデンティティはかなり複雑なものとなり、しばしば新聞などで「1898年の偉大なる失敗」とも言われた。こういったブルックリンの独自性は現在も年老いた人々に受け継がれておりブルックリナイツとしてのプライドを保持している。
なおニューヨーク市誕生後もブルックリン区はキングス郡としてニューヨーク州の郡の一つとして存在し続けている。

| 市長                           | 政党          | 就任   | 退任   |
| ------------------------------ | ------------- | ------ | ------ |
| ジョージ・ホール               | 民主党/共和党 | 1834年 | 1834年 |
| ジョナサン・トロッター         | 民主党        | 1835年 | 1836年 |
| ジェレマイアー・ジョンソン     | ホイッグ党    | 1837年 | 1838年 |
| サイラス・P・スミス            | ホイッグ党    | 1839年 | 1841年 |
| ヘンリー・C・マーフィー        | 民主党        | 1842年 | 1842年 |
| ジョセフ・スプラグ             | 民主党        | 1843年 | 1844年 |
| トーマス・G・タルメイジ        | 民主党        | 1845年 | 1845年 |
| フランシス・B・ストライカー    | ホイッグ党    | 1846年 | 1848年 |
| エドワード・コップランド       | ホイッグ党    | 1849年 | 1849年 |
| サミュエル・スミス             | 民主党        | 1850年 | 1850年 |
| コンクリン・ブラッシュ         | ホイッグ党    | 1851年 | 1852年 |
| エドワード・A・ランバート      | 民主党        | 1853年 | 1854年 |
| ジョージ・ホール               |               | 1855年 | 1856年 |
| サミュエル・S・パウエル        | 民主党        | 1857年 | 1860年 |
| マーティン・カルブフェリッシュ | 民主党        | 1861年 | 1863年 |
| アルフレッド・M・ウッド        | 共和党        | 1864年 | 1865年 |
| サミュエル・ルース             | 共和党        | 1866年 | 1867年 |
| マーティン・カルブフェリッシュ | 民主党        | 1868年 | 1871年 |
| サミュエル・S・パウエル        | 民主党        | 1872年 | 1873年 |
| ジョン・W・ハンター            | 民主党        | 1874年 | 1875年 |
| フレデリック・A・シュローダー  | 共和党        | 1876年 | 1877年 |
| ジェームズ・ホーウェル         | 民主党        | 1878年 | 1881年 |
| セス・ロウ                     | 共和党        | 1882年 | 1885年 |
| ダニエル・D・ホイットニー      | 民主党        | 1886年 | 1887年 |
| アルフレッド・C・シャピン      | 民主党        | 1888年 | 1891年 |
| デイヴィッド・A・ブーディ      | 民主党        | 1892年 | 1893年 |
| チャールズ・A・シェレン        | 共和党        | 1894年 | 1895年 |
| フレデリック・W・ウルスター    | 共和党        | 1896年 | 1898年 |

## 政治
1898年の併合以来、ブルックリンでは大きな権力を有するニューヨーク市長をトップとする行政が敷かれている。このニューヨーク市行政は公安、教育、福祉、衛生、インフラ、娯楽と全てにおいて指揮権を握る形となっており、それぞれの区の独立性は小さい。

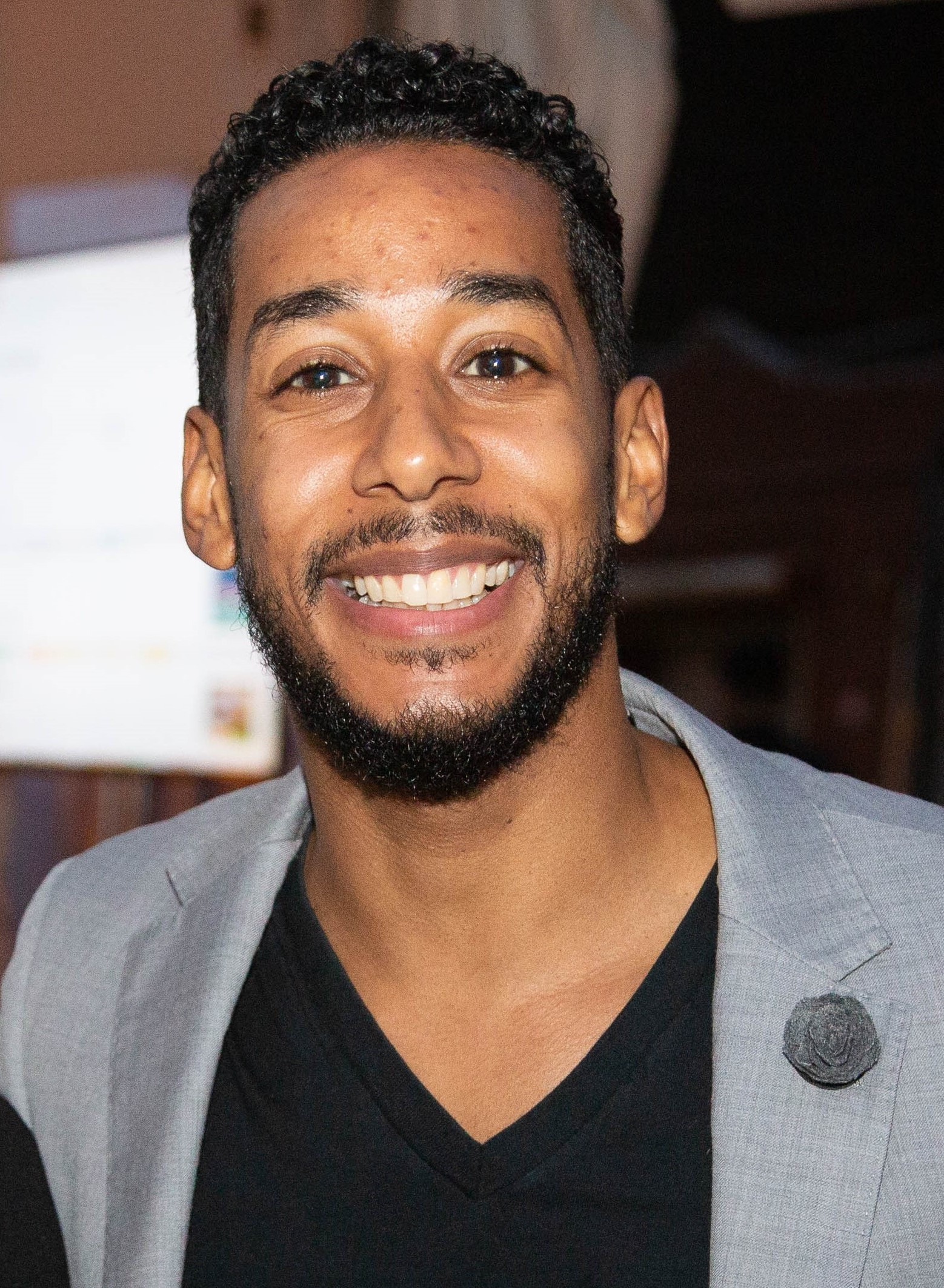
アントニオ・レイノソ区長

ブルックリン市庁舎として使用されていた建物は現在区庁舎になっており、ニューヨーク市の中央行政と郡の行政のバランスを取る立場にある。区長はニューヨーク市予算委員会にて重要な立場にあり、市及び区の予算編成を行う。1989年、アメリカ合衆国最高裁判所は最大の人口を抱えるブルックリンが予算委員会で人口が最も少ないスタテンアイランドと同等の権限しか有さないのはアメリカ合衆国憲法修正第14条の平等保護に反するとして違憲という判決を下した。1990年からは区長は区の為に市長や市議会、州議会などでも発言する機会が増えている。現在の区長、民主党のアントニオ・レイノソは2022年に就任した。
ニューヨーク市内は民主党支持者が多数派で、ブルックリンも同様の傾向にある。共和党は区南部のベイ・リッジやディッカー・ハイツなどで支持者を獲得している。

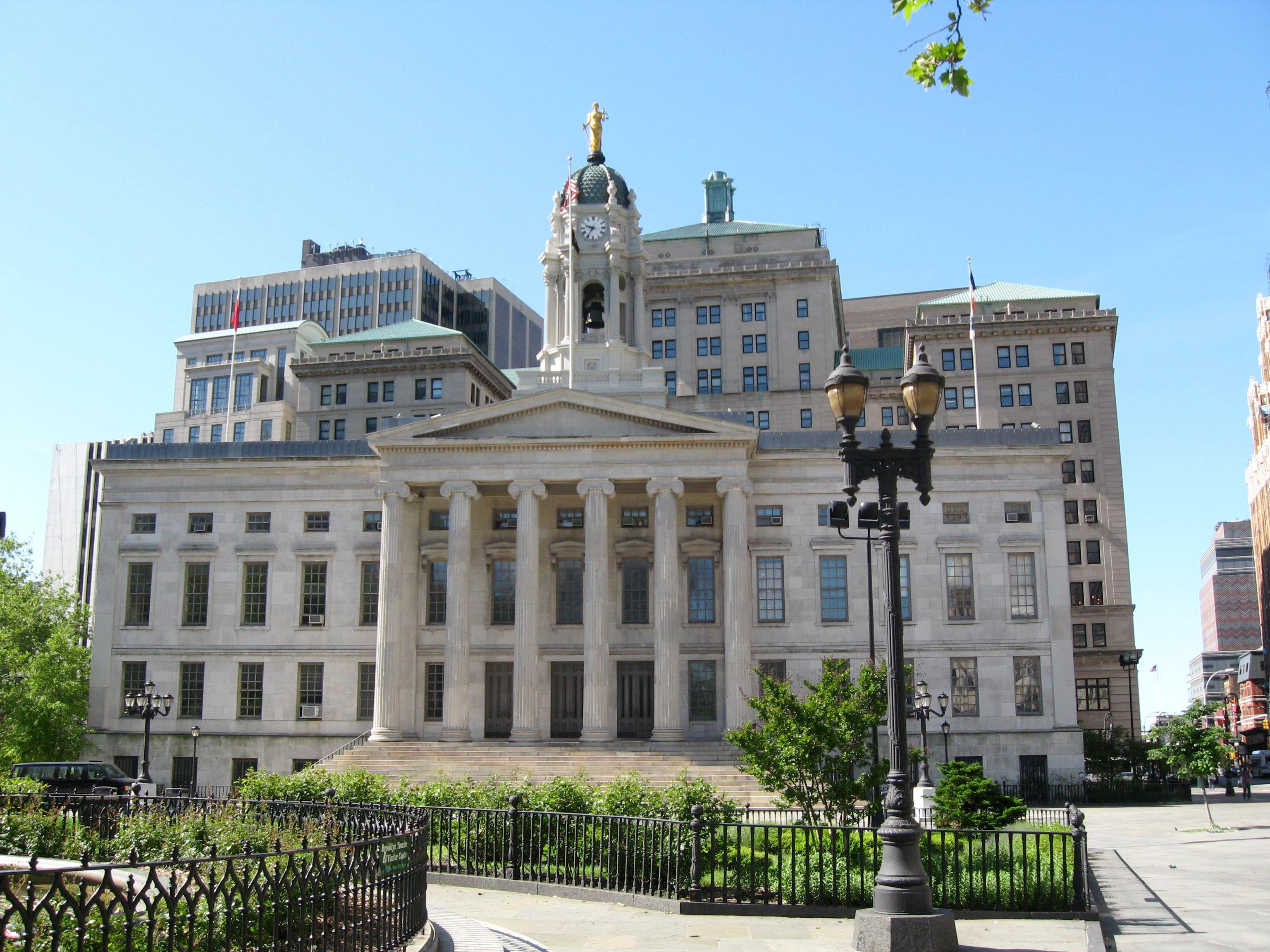
ブルックリン区庁舎

民主党は公共住宅や教育、経済に力を入れており、その中でも今論争中なのが区中北部プロスペクト・ハイツ地区を中心としたアトランティック・ヤーズという再開発で住宅やオフィスを含む高層ビルを16棟建築する計画となっている。
ニューヨーク市5区はそれぞれがニューヨーク州の郡として存在しており、ブルックリンもキングス郡として独立した郡裁判所と選挙によって選ばれる地方検事（District Attorney）を持つ。現在のエリック・ゴンザレス（民主党）は2016年より地方検事の職についている。ブルックリンは区として16人を市議会に送っており、これは5区最大の人数である。また市のインフラ整備などに助言する権限を有する名誉職のコミュニティ・ディストリクトという役職は市に59人おり、そのうち18人はブルックリン代表である。
ブルックリンの公式モットーは Een Draght Mackt Maght という古いオランダ語で、ネーデルラント連邦共和国のモットーに感銘を受けたことから作成された。英語訳すると In Unity There is Strength となり、日本語訳するなら「結束は力なり」。このモットーは区旗と区印に刻まれている。尚、区の公式色は青と金。

### 連邦政治
ブルックリンは大統領選挙においてここ50年間共和党候補を選出していない。2020年の大統領選挙では民主党候補（現大統領）ジョー・バイデンが76.78%を、共和党候補ドナルド・トランプが22.14%を得票した。
全米435ある連邦議会下院選挙区のうち、ブルックリンは5つの区を持ち、そのうち1区は全域がブルックリン区内にある。
- ニューヨーク州第7区: クイーンズ西部を含む選挙区。現職は民主党のニディア・ベラスケス（1992年初当選）。
- ニューヨーク州第8区: 現職は民主党のハキーム・ジェフリーズ（2012年初当選）。
- ニューヨーク州第9区: 現職は民主党のイベット・クラーク（2006年初当選）。
- ニューヨーク州第10区: マンハッタン南部を含む選挙区。現職は民主党のジェリー・ナドラー（1992年初当選）。
- ニューヨーク州第11区: スタテンアイランドを含む選挙区。現職は共和党のニコル・マリオタキス（2020年初当選）。

| 年     | 共和党           | 民主党           |
| ------ | ---------------- | ---------------- |
| 2020年 | 22.14% 202,772票 | 76.78% 703,310票 |
| 2016年 | 17.51% 141,044票 | 79.51% 640,553票 |
| 2012年 | 16.90% 124,551票 | 82.02% 604,443票 |
| 2008年 | 20.0% 151,872票  | 79.4% 603,525票  |
| 2004年 | 24.3% 167,149票  | 74.9% 514,973票  |
| 2000年 | 15.7% 96,605票   | 80.6% 497,468票  |
| 1996年 | 15.1% 81,406票   | 80.1% 432,232票  |
| 1992年 | 22.9% 133,344票  | 70.7% 411,183票  |
| 1988年 | 32.6% 230,064票  | 66.3% 368,518票  |
| 1984年 | 38.3% 285,477票  | 61.3% 328,379票  |
| 1980年 | 38.4% 200,306票  | 55.4% 288,893票  |
| 1976年 | 31.1% 190,728票  | 68.3% 419,382票  |
| 1972年 | 49.0% 373,903票  | 50.8% 387,768票  |
| 1968年 | 32.0% 247,936票  | 63.1% 489,174票  |
| 1964年 | 25.0% 229,291票  | 74.8% 684,839票  |
| 1960年 | 33.5% 327,497票  | 66.2% 646,582票  |
| 1956年 | 45.2% 460,456票  | 54.7% 557,655票  |

| 政党   | 2005年 | 2004年 | 2003年 | 2002年 | 2001年 | 2000年 | 1999年 | 1998年 | 1997年 | 1996年 |
| ------ | ------ | ------ | ------ | ------ | ------ | ------ | ------ | ------ | ------ | ------ |
| 民主党 | 69.7%  | 69.2%  | 70.0%  | 70.1%  | 70.6%  | 70.3%  | 70.7%  | 70.8%  | 70.8%  | 71.0%  |
| 共和党 | 10.1%  | 10.1%  | 10.1%  | 10.1%  | 10.2%  | 10.5%  | 10.9%  | 11.1%  | 11.3%  | 11.5%  |
| その他 | 3.7%   | 3.9%   | 3.8%   | 3.6%   | 2.9%   | 2.8%   | 2.5%   | 2.8%   | 2.3%   | 2.3%   |
| 無党派 | 16.5%  | 16.9%  | 16.1%  | 16.2%  | 16.3%  | 16.5%  | 15.9%  | 15.5%  | 15.4%  | 15.2%  |

### 姉妹都市
| 都市               | 姉妹都市                         | 国           | 締結年 |
| ------------------ | -------------------------------- | ------------ | ------ |
| ブルックリン       | ウィーン市レオポルトシュタット区 | オーストリア | 2007年 |
| ブルックリン       | イスタンブール市ベシクタシュ区   | トルコ       | 2005年 |
| ブルックリン       | ローマ県アンツィオ               | イタリア     | 1990年 |
| ブルックリン       | ロンドン市ランベス区             | イギリス     |        |
| クラウンハイツ地区 | クッファシャバッド村             | イスラエル   |        |

## 経済

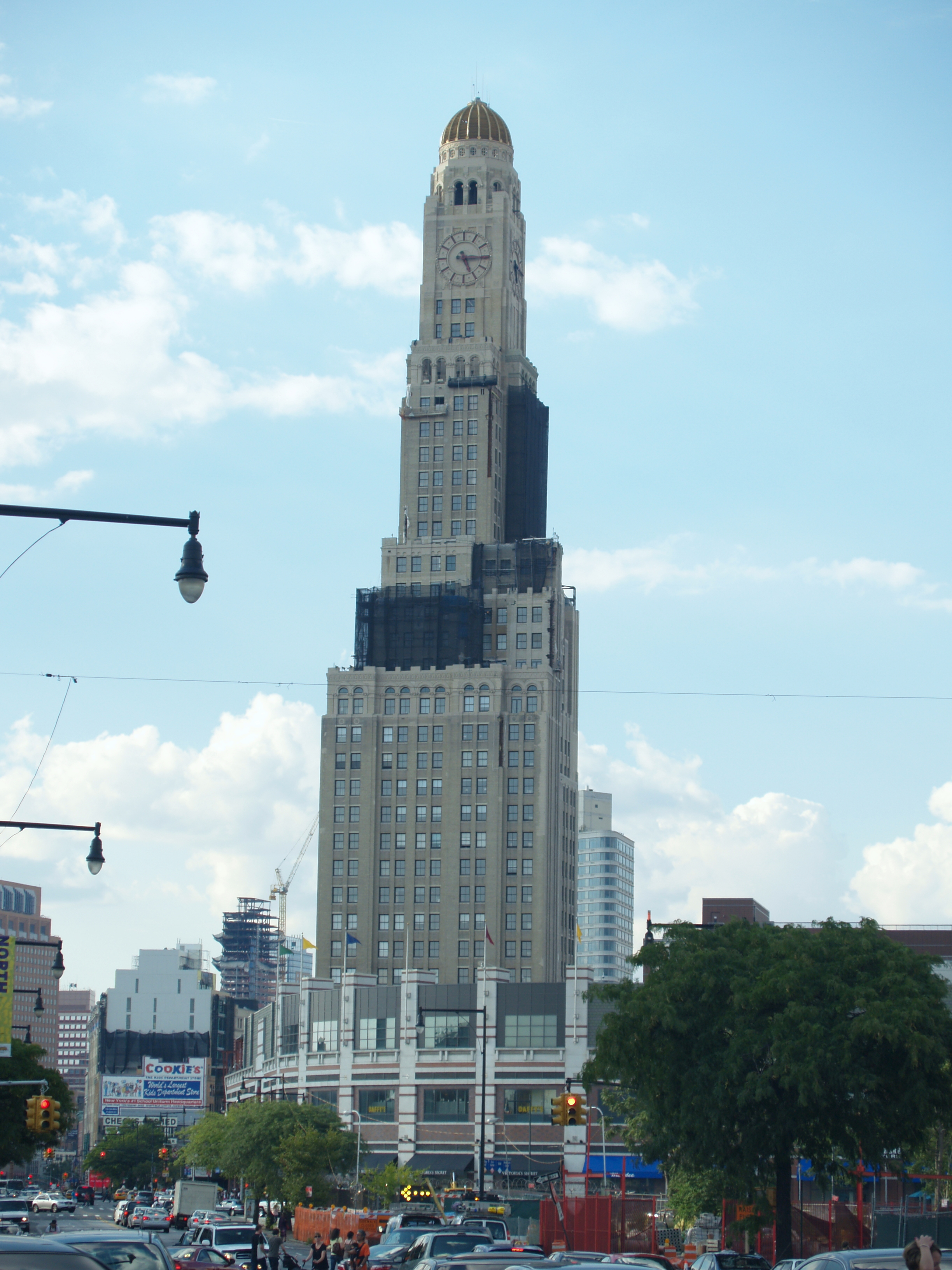
ダウンタウン・ブルックリンの象徴ウィリアムズバーグ貯蓄銀行タワー

ブルックリンの経済は区内の経済、区外（マンハッタンなど）の経済、人口流動の3つの要素によって周っている。同区の労働者人口の44%（約41万人）は区内で仕事をしており残りは区外に仕事を持つ。そのためマンハッタンの経済、雇用状況はブルックリンと密接に関係している。また移民流入の影響によってサービス業、小売業、建設業などが活発である。特にサービスと建設の成長は著しい。近年では世界の金融の中心地マンハッタンの金融業界のバックオフィスとして区の経済に活力をもたらしている他、ブルックリン橋の麓ダンボ地区にてハイテク産業やエンターテイメント産業、IT会社、会計監査事務所などの成長が著しい。ブルックリンにある企業の多くが中小企業であり2000年の統計では全38,704社のうち91%が従業員20人以下である。2008年8月時点での失業率は5.9%だった。
ブルックリンは長らく製造業の地としてその経済を発展させてきたが1975年以降は主体をサービス業へと移行させ、2004年には約21万5千人の労働者がサービス業に従事している。一方、製造業は約2万7500人にまで縮小しており現在の主な製造業としてはアパレルや家具、金属、食品などがある。製薬会社大手のファイザーはブルックリンにプラントを所有しており990人の雇用を生み出している。
1806年に稼動し始めたブルックリン海軍工廠は第二次世界大戦時にその生産のピークを迎え、最大約7万人を雇用しブルックリン最大の雇用先であった。大日本帝国が太平洋戦争の降伏調印を行った戦艦ミズーリや、米西戦争勃発のきっかけをつくった戦艦メインはここで製造された。現在の同工場は工業デザイン会社のハブや職人の養成所、食品加工など様々な用途に利用されている。最近ではテレビスタジオも入っており、約230の民間企業が約4000の雇用を生み出している。

## 人口動静
American Community Survey Estimates の2005年から07年の調査によると市の人種比率は白人43.7%（非ヒスパニック系白人は36.2%）、黒人36.2%（非ヒスパニック系黒人は33.7%）、ヒスパニック19.6%、アジア人9.3%、インディアン及びエスキモー0.5%、11.9%はその他の人種、1.5%は混血。正確なデータ（2000年）は表を参照。
全人口の37.4%は外国出生で、そのうちアメリカの海外領地であるプエルトリコ出生は3.5%（両親はアメリカ人）。46.1%が家庭では英語以外の言語を使用し、そのうち約18%がスペイン語。27.4%が学士（4年制大学卒業）か、それ以上の教育を受けている。
| 言語           | 比率   | 全米比率 |
| -------------- | ------ | -------- |
| スペイン語     | 18.00% | 12.03%   |
| ロシア語       | 5.95%  | 0.31%    |
| フランス語     | 4.19%  | 0.49%    |
| 中国語         | 3.92%  | 0.57%    |
| イディッシュ語 | 3.10%  | --       |
| イタリア語     | 2.10%  | 0.29%    |
| ポーランド語   | 1.42%  | 0.22%    |
| ヘブライ語     | 1.13%  | 0.07%    |
| パンジャーブ語 | 1.09%  | 0.07%    |
| ウルドゥー語   | 0.68%  | 0.11%    |

| 民族           | 比率 | 全米比率 |
| -------------- | ---- | -------- |
| イタリア系     | 7.5% | 6.0%     |
| ポーランド系   | 3.8% | 3%       |
| アイルランド系 | 3.3% | 11.9%    |
| ロシア系       | 2.9% | 1%       |
| ドイツ系       | 1.6% | 16.5%    |
| ウクライナ系   | 1.5% | 0.33%    |

| 簡易比較表         | 簡易比較表     | 簡易比較表     | 簡易比較表 | 簡易比較表 | 簡易比較表 | 簡易比較表     | 簡易比較表     | 簡易比較表 |
| ------------------ | -------------- | -------------- | ---------- | ---------- | ---------- | -------------- | -------------- | ---------- |
| 地区               | 地区           | 人口           | 面積       | 面積       | 白人比率   | スペイン語話者 | 世帯収入中央値 | 貧困線以下 |
| 区                 | 郡             | 2008年予測     | 平方ml     | 平方km     | %          | %              | USドル         | %          |
| ブルックリン       | キングス郡     | 2,556,598人    | 71         | 183        | 41%        | 18.00%         | $32,135        | 25.1%      |
| マンハッタン       | ニューヨーク郡 | 1,634,795人    | 23         | 59         | 56.4%      | 24.93%         | $47,030        | 20%        |
| クイーンズ         | クイーンズ郡   | 2,293,007人    | 109        | 283        | 45.8%      | 26.00%         | $37,439        | 21.6%      |
| ブロンクス         | ブロンクス郡   | 1,391,903人    | 42         | 109        | 14.5%      | 43.7%          | $31,178        | 30.7%      |
| スタテンアイランド | リッチモンド郡 | 487,407人      | 58         | 151        | 76.6%      | 14.7%          | $55,039        | 10.0%      |
| ニューヨーク市     | ニューヨーク市 | 8,363,710人    | 303        | 786        | 45%        | 27.4%          | $38,293        | 21.2%      |
| ニューヨーク州     | ニューヨーク州 | 19,490,297人   | 47,214     | 122,284    | 74.98%     | 13.61%         | $46,364        | 不明       |
| アメリカ合衆国     | アメリカ合衆国 | 308,7120,000人 | 3,794,101  | 9,826,675  | 79.8%      | 12%            | $50,233        | 11〜15%    |

国勢局が発表した2005年の統計ではブルックリンの人口は1990年の230万人からやや上昇し2,486,235人で、880,727世帯、583,922家族が居住する。人口密度は1平方マイルあたり34,920人、一平方キロメートルあたり13,480人。住居数は930,866戸（アパートメント含む）で平均密度は1平方マイルあたり13,180戸、1平方キロメートルあたり5,090戸。88万世帯のうち38.6%は結婚しており同居中の世帯、22.3%は夫のいない世帯、33.7%は独身の世帯。33.3%が18歳未満の子供をち、9.8%は65歳以上の老人がいる。平均世帯人数は2.75人、平均家族人数は3.41人。年齢別では18歳未満が26.9%、18歳から24歳が10.3%、25歳から44歳が30.8%、45歳から64歳が20.6%、65歳以上が11.5%。年齢中央値は33歳。世帯収入中央値は32,135ドル（約320万円）、家族収入中央値は36,188ドル（約360万円）。男性の収入中央値は34,317ドル（約340万円）、女性は30,516ドル（約300万円）。一人当たりのGDPは16,775ドル（約165万円）（尚アメリカ全土では46,859ドル）。約22%の家族、人口の約25.1%が貧困線以下の暮らしをしており、そのうち34%は18歳未満、21.5%は65歳以上である。
女性が男性より多い地域であり100人の女性に対し男性は88.4人しかいない。そのためかブルックリンのレズビアン・コミュニティはニューヨーク市最大規模である。
ブルックリンは多くの黒人が居住する地域であり約90万人がいる。これはニューヨーク市の全黒人人口の40%を抱えていることになる。ながらく同区の歴史的、文化的中心地だったベッドフォード＝スタイベサント地区は1930年代の地下鉄A線の開通により黒人の集まる地域となった（A線はハーレムとを結んでいる）。その周囲ブラウンズヴィル、カナーシー、イースト・フラットブッシュ、クラウンハイツ、イースト・ニューヨーク、フォートグリーンなどにも黒人が集中している。これらの地域の人口は約94万人、82%が黒人であり全米最大の黒人居密集地域となっている。また区内公共住宅の入居者は黒人が最も高い比率である。
区北東部は主にプエルトリコやドミニカ共和国、中央アメリカ出身の多くのヒスパニックが居住する地域で、以前は黒人地域であったブッシュウィック、イースト・ウィリアムズバーグ、サイプレス・ヒルズ、サンセット・パークなどは現在はヒスパニック居住地域となっている。尚、区南部にも大きなヒスパニック・コミュニティが存在する。
ブルックリンに居住するヨーロッパ系アメリカ人の多くは東欧、南欧の民族が多く、イタリア系、ロシア系、ポーランド系、アルバニア系、旧ソ連の国々が目立ち、アイルランド系も多い。西側一帯はヨーロッパ系地域であり、宗教はカトリックとユダヤ教が多い。現在は黒人地域となったベッドフォード＝スタイベサントは19世紀まではイタリア系とユダヤ系の居住地域であった。1950年代から70年代にかけてブルックリンの治安は非常に悪化し、白人を中心に約50万人が同区から他地域（クイーンズやナッソー、サフォーク、ニュージャージー）へと移住していった。その為、ナッソー郡（ブルックリンの東）などの白人比率は90%近いのに対し同区での比率は今も低い。
- 民族別の密集地域
  - ユダヤ系: ボロー・パーク、ミッドウッド

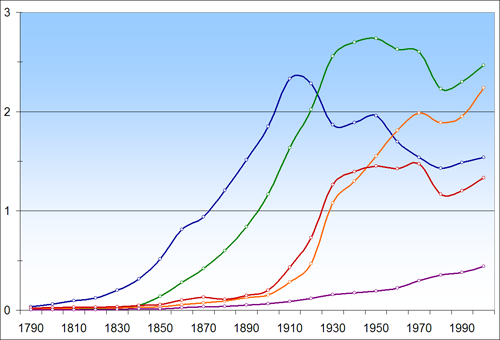
市の人口変動グラフ。ブロンクス, ブルックリン, マンハッタン, クイーンズ, スタテンアイランド

  - イタリア系: ベンソンホースト、グレーヴセンド、ベイ・リッジ
  - ポーランド系: グリーンポイント、グリーンウッドハイツ
  - ロシア系: ブライトン・ビーチ、シープシェッドベイ
  - アイルランド系: ゲリットセン・ビーチ、マリーン・パーク

アジア人の多くはサンセット・パークなどの南部に集中している。125,050人の中国系が同区におり、クイーンズに次ぎ2番目に多い。これはマンハッタンの名所でもあるチャイナタウンがもはや中国系の主要な居住地域ではなくなったことを意味している。また全米有数のパキスタン系コミュニティのある街でもある。
- アジア系の人口
  - 中国系 125,050人
  - インド系 32,498人
  - パキスタン系 14,221人
  - フィリピン系 7,918人
  - 韓国系 6,816人
  - バングラデシュ系 6,243人
  - ベトナム系 4,011人
  - 日系 3,066人
  - その他 約1,000人

## 地区

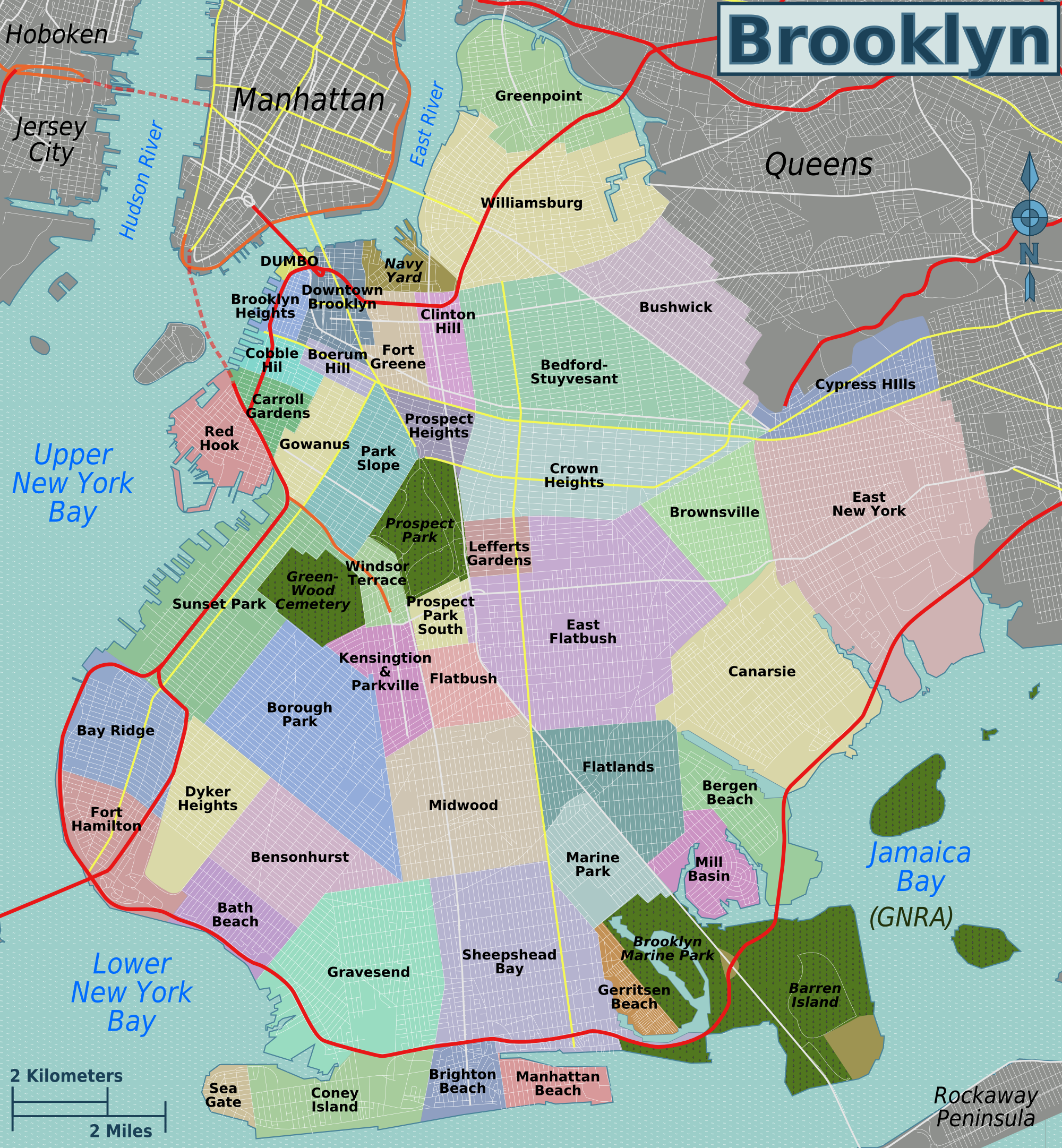
ブルックリンの地区構成地図。赤線は高速道路。

面積は251平方キロメートルで大阪市よりやや大きく東京23区の40%程度の大きさである。
ブルックリンは長年移民と密接な関係にある地域で民族ごとに住み分けされている地域が多かった。しかし近年、貧困地域に富裕層が流入し始めるジェントリフィケーション現象も起こり特定の地区を除き多様な民族が入り混じって居住する地域となっている。海外からの移民が同区に順応して生活をしている他、シカゴ、サンフランシスコ、ワシントンD.C.、ボルチモア、ボストン、シアトルなどに住んでいた移民の移住も目立つ。
ダウンタウン（旧市役所所在地）は、ニューヨーク市でマンハッタン区のミッドタウン、ロウワー・マンハッタンに次ぎ3番目に大きなビジネス街である。数多くの商業施設、又キングス郡の様々な行政施設、裁判所、拘置所、区役所などが立ち並び近年では住居施設も増えてきている。
ブルックリン橋とプロスペクト・パークに挟まれた北西部地域にある地区ブルックリンハイツ、キャロルガーデン、コブルヒル、クリントンヒル、ダンボ、フォートグリーン、ゴワナス、パークスロープ、プロスペクトハイツ、レッドフックには19世紀に建てられた煉瓦造りのタウンハウスや正面に赤褐色砂岩を配した住宅などが立ち並んでいるのが印象的である。これらの地区の中には高級住宅化した裕福な場所も含まれており地下鉄駅も多く文化施設や高級飲食店が建ち並んでいる。長きに渡り、様々な文化が溶け合いながら中流階級の地域が形作られてきた。1990年代以降、数多くのアーティストや流行に敏感な人々がこれらの地区に移り住んできている。2005年、ニューヨーク市はブルックリン臨海地区の拡張に伴う再編成を完了し数多くの分譲マンションが建設されている。臨海地区の物価が上昇するにつれ再開発の波が臨海地区から西へと移り変わり地下鉄のL線の沿線にあるブッシュウィックに注目が集まっている。もともとブッシュウィックはサンセット・パークやコニーアイランド、サイプレス・ヒル同様ヒスパニック系の住民が多い。ブルックリン中部・南部地区には建築的・文化的に個性のある地域が多い。その中にはマンハッタン区のロウワー・イースト・サイドなどのアパートから階級上昇を果たした移民たちが移り住んできたために19世紀後半から20世紀前半に急激な成長を遂げた地区もある。
ブルックリンは複数の地区で構成されており、その民族的多様性はニューヨーク市ならではのものである。ベッドフォード＝スタイベサント地区はアフリカ系アメリカ人の密集する地域でヒップホップやアフリカ美術など彼らの文化的中心地としても機能している。イースト・フラットブッシュやフォートグリーンは中流階級のアフリカ系の職業人たちが集まっている。アフリカ系やカリブ系の民族はこれらの地区に留まらずブルックリン全体に散らばっている。またロシア系、ウクライナ系コミュニティはブライトンビーチ周辺に集中しており多くのロシア系、ウクライナ系のビジネスが展開されている。そのため同地区のニックネームはウクライナ最大の港湾都市の名を取り「リトル・オデッサ」と呼ばれる。ブッシュウィックはヒスパニック・コミュニティの中心地でニューヨーク市のヒスパニック文化に大きな影響を及ぼす地となっている。同地区の人口の80%はヒスパニックで展開されるビジネスの大半はスペイン語をベースとした南米系のものである。サンセットパークもヒスパニック・コミュニティを抱え人口の42%を占めている。
デッカーハイツやベンソンハーストにはイタリア系の集中が見られ、その影響でピザ屋などイタリア料理店が多く展開されている。その他にもベイリッジ、バスビーチ、グレーヴセンド、マリーンパーク、ミルベイスン、バーゲンビーチなどにもイタリア系がおりキャロル・ガーデンズや北部ウィリアムズバーグは最も長い歴史を持つイタリア系コミュニティである。
中国系はサンセットパークを中心とした区南部に散らばっている。同地区の8番街はブルックリン中華街とも呼ばれる。多くの中国料理店が見受けられる他、旧正月を祝うイベントなども催される。最近ではベンソンハーストなど他の区南部地区へと移住する中国系も増えている。
正統派ユダヤ系やハシディズム系ユダヤはボローパークに集中。同地区にはユダヤ人学校イェシーバーやシナゴーグ、コッシャー用総菜屋などがありユダヤ系ビジネスが盛んに行われている。他のユダヤ人地区としてはフラットブッシュ、ウィリアムズバーグ、クラウンハイツなどがある。

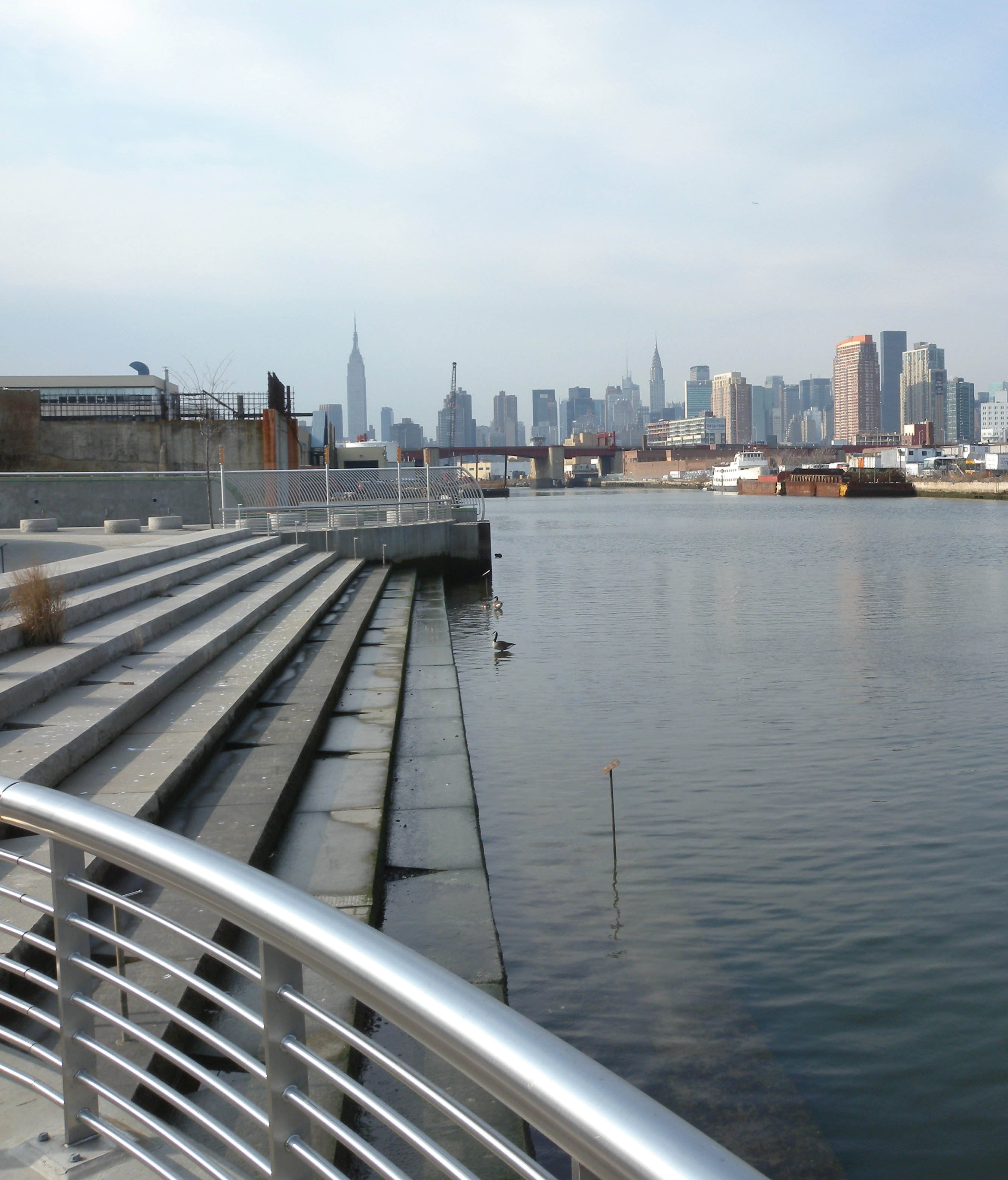
グリーンポイント（w:Greenpoint, Brooklyn）
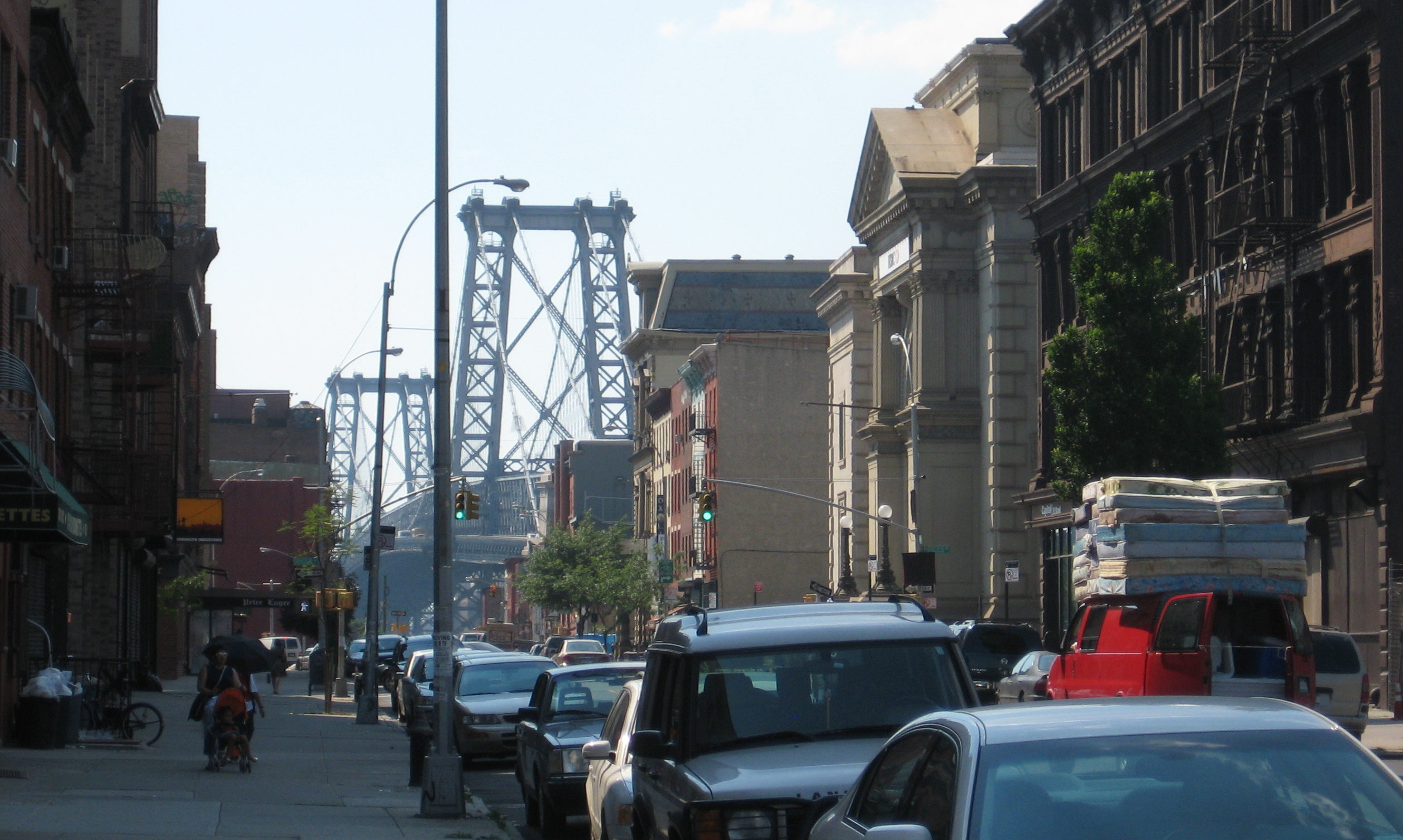
ウィリアムズバーグ
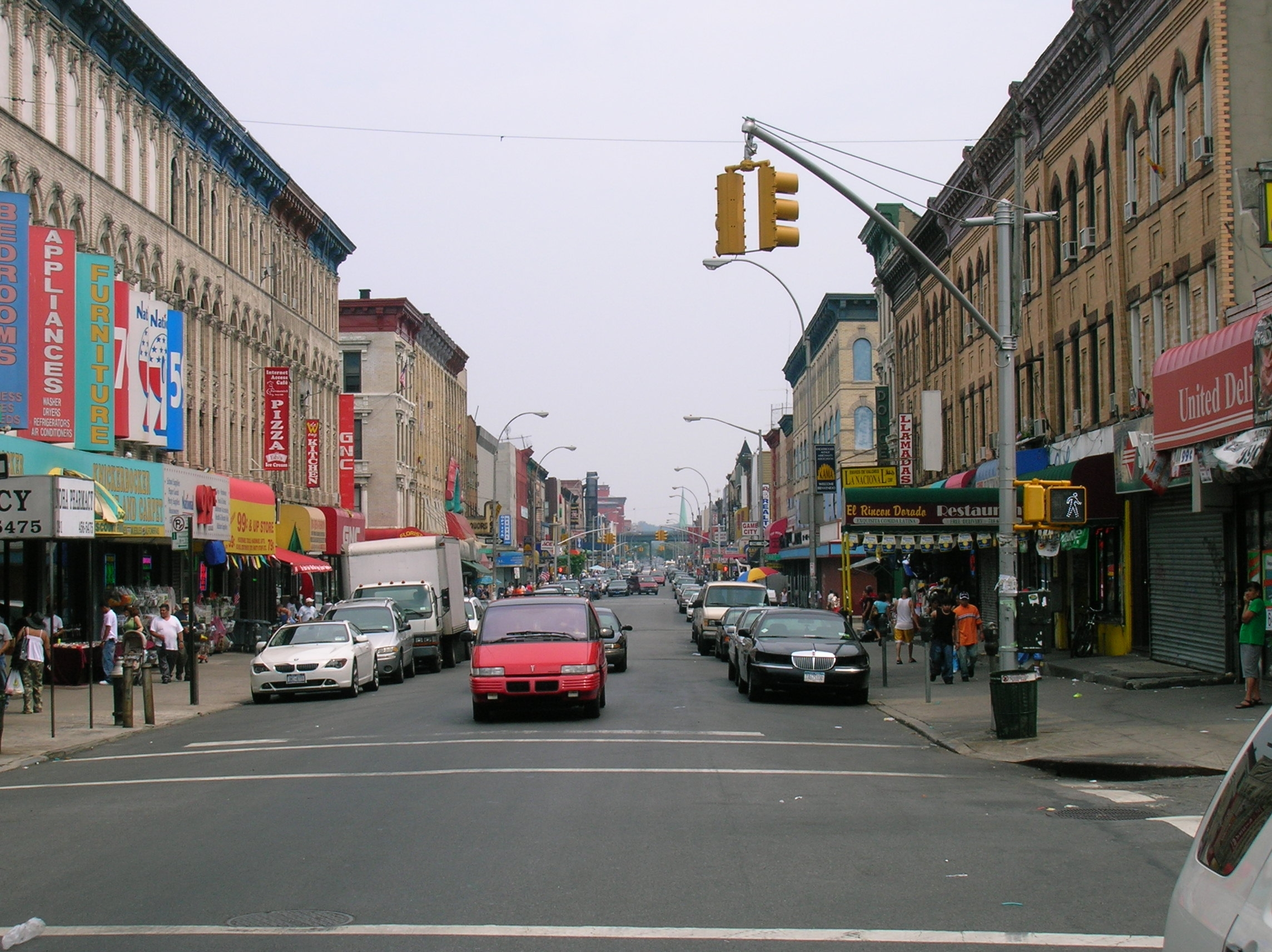
ブッシュウィック（w:Bushwick, Brooklyn）
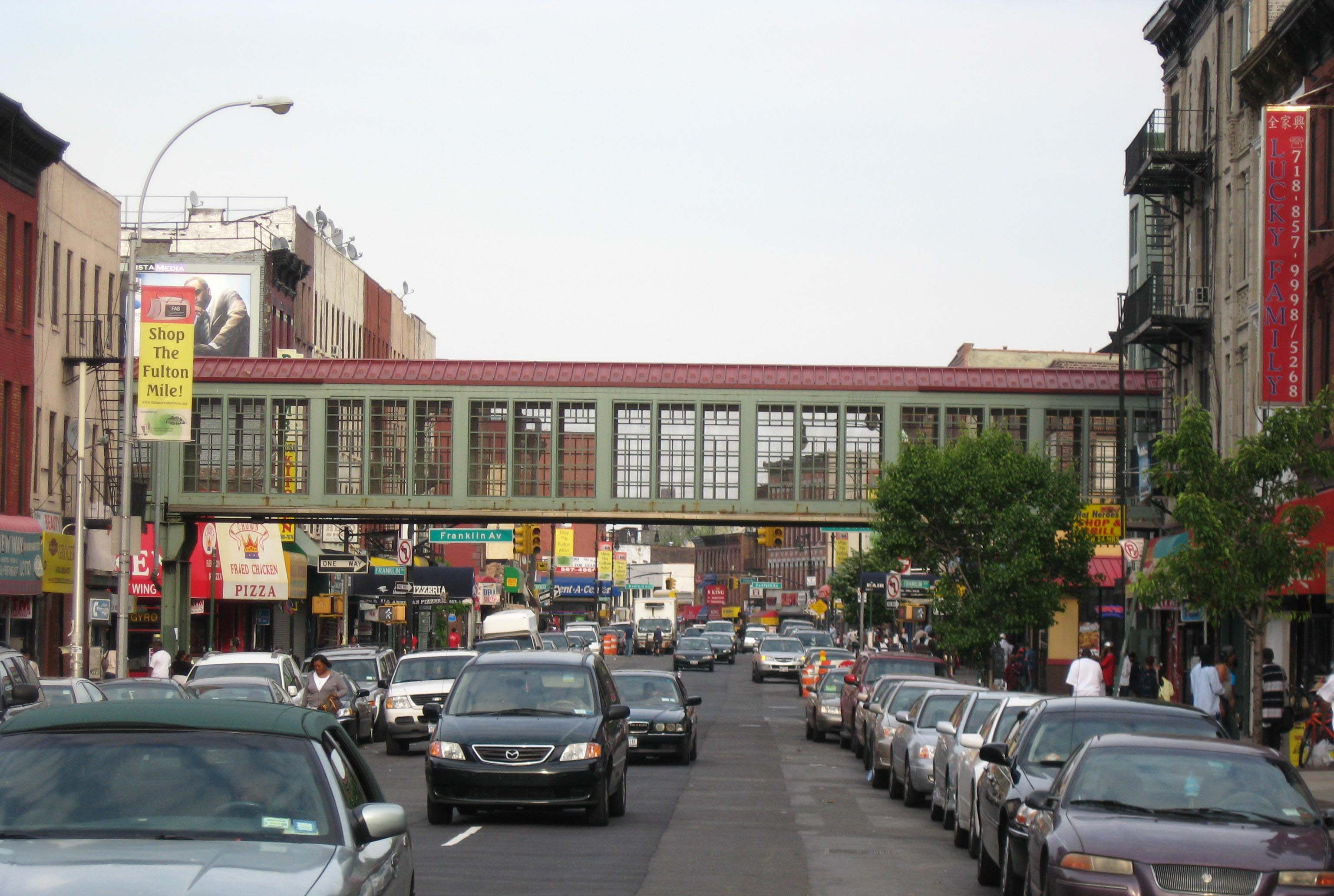
ベッドフォード＝スタイベサント
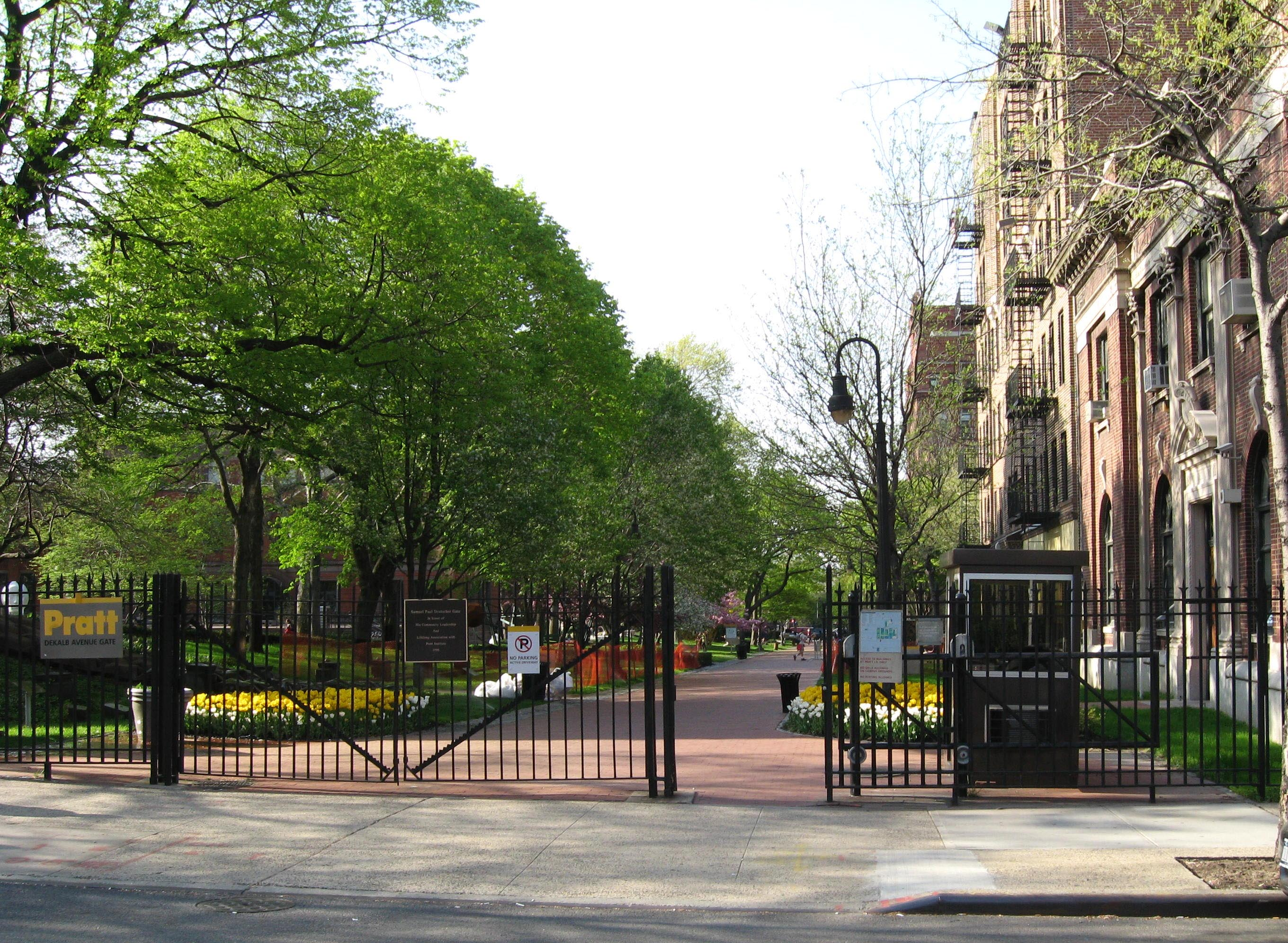
クリントンヒル（w:Clinton Hill, Brooklyn）
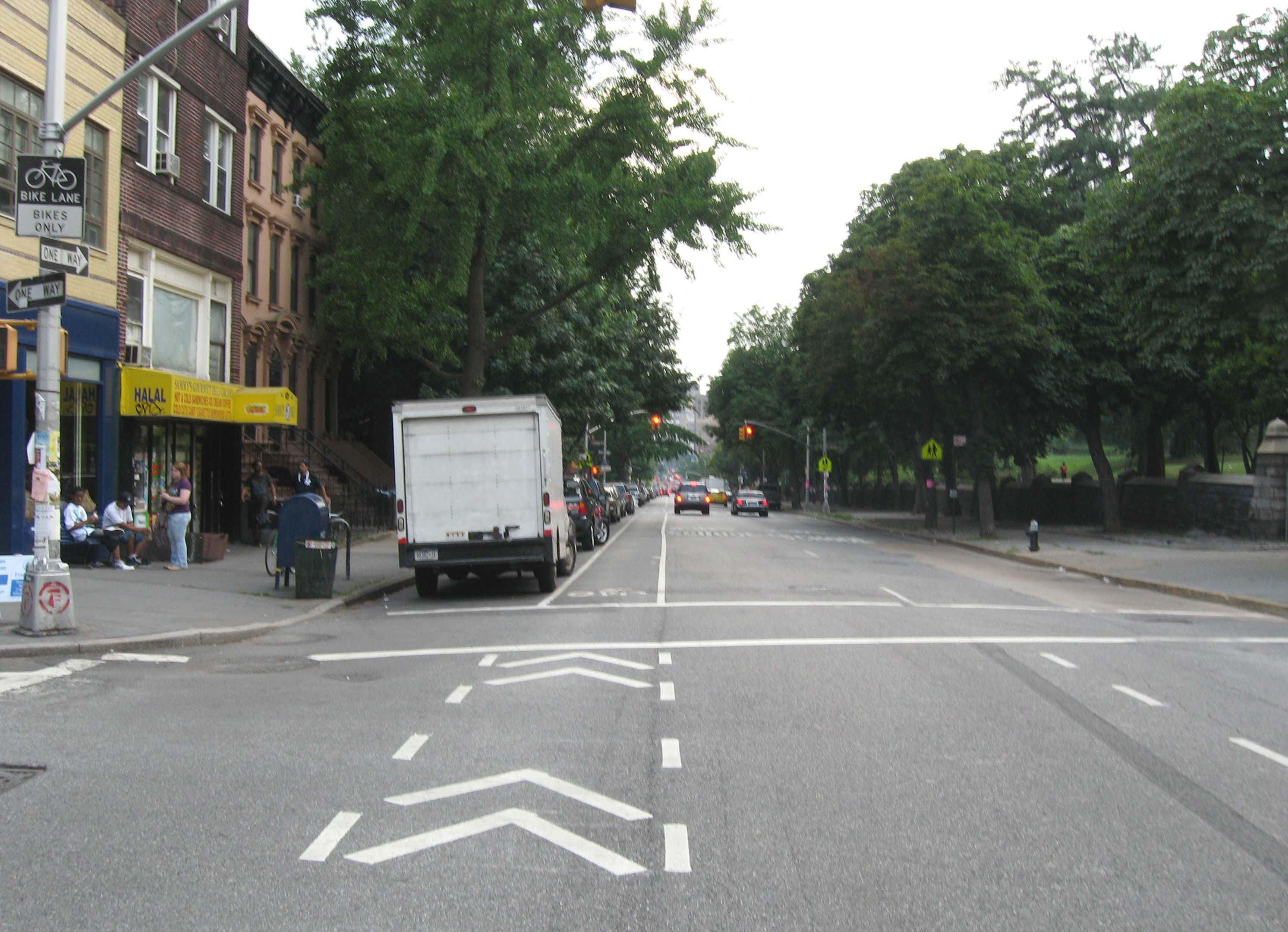
フォートグリーン（w:Fort Greene, Brooklyn）
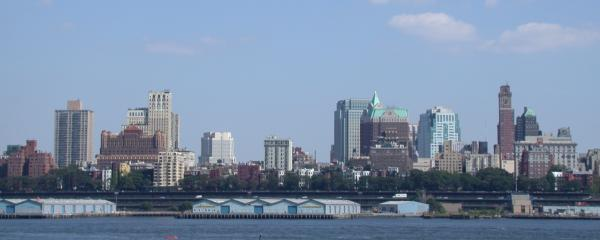
ダウンタウン・ブルックリン（w:Downtown Brooklyn）
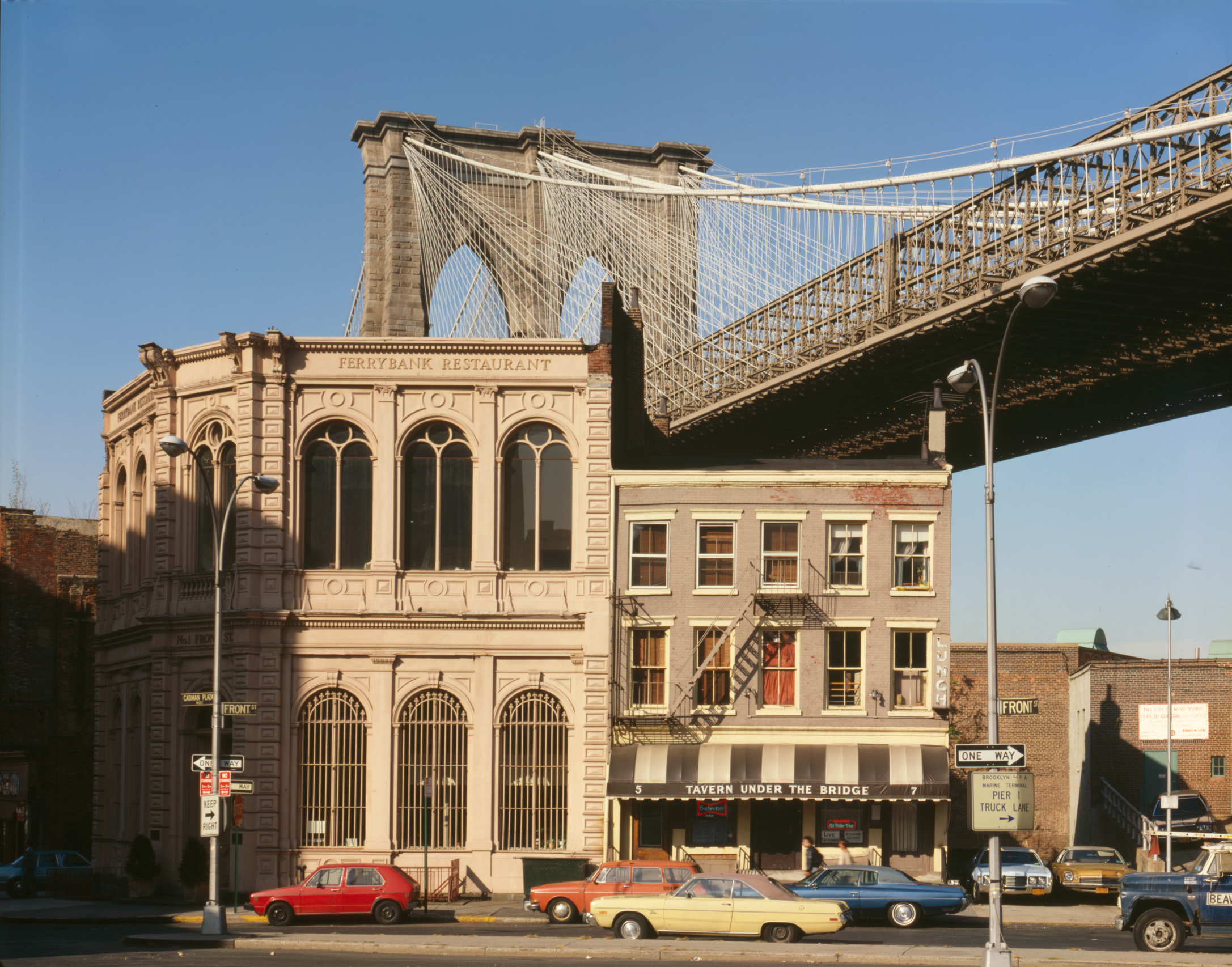
ダンボ
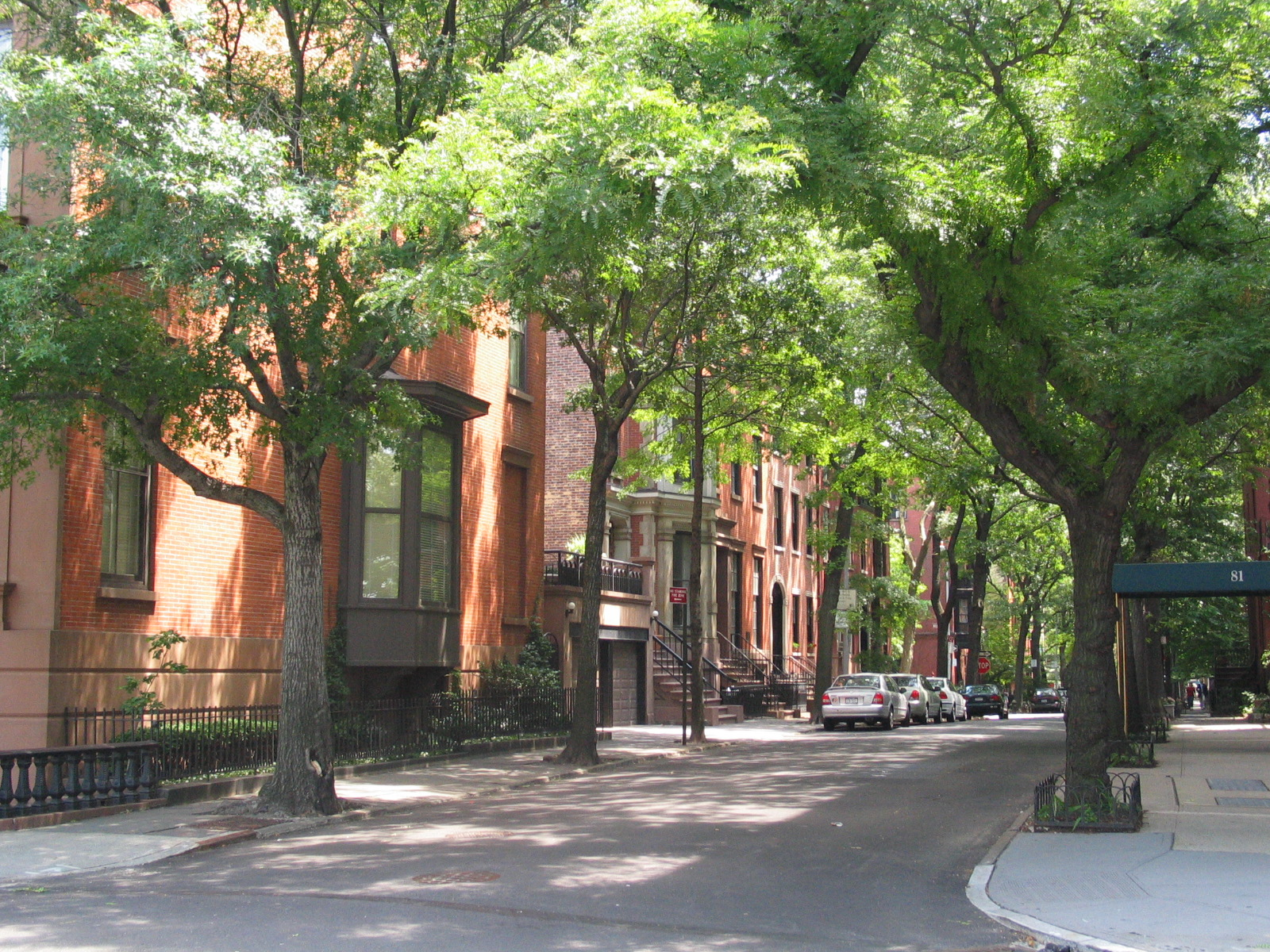
ブルックリンハイツ（w:Brooklyn Heights, Brooklyn）
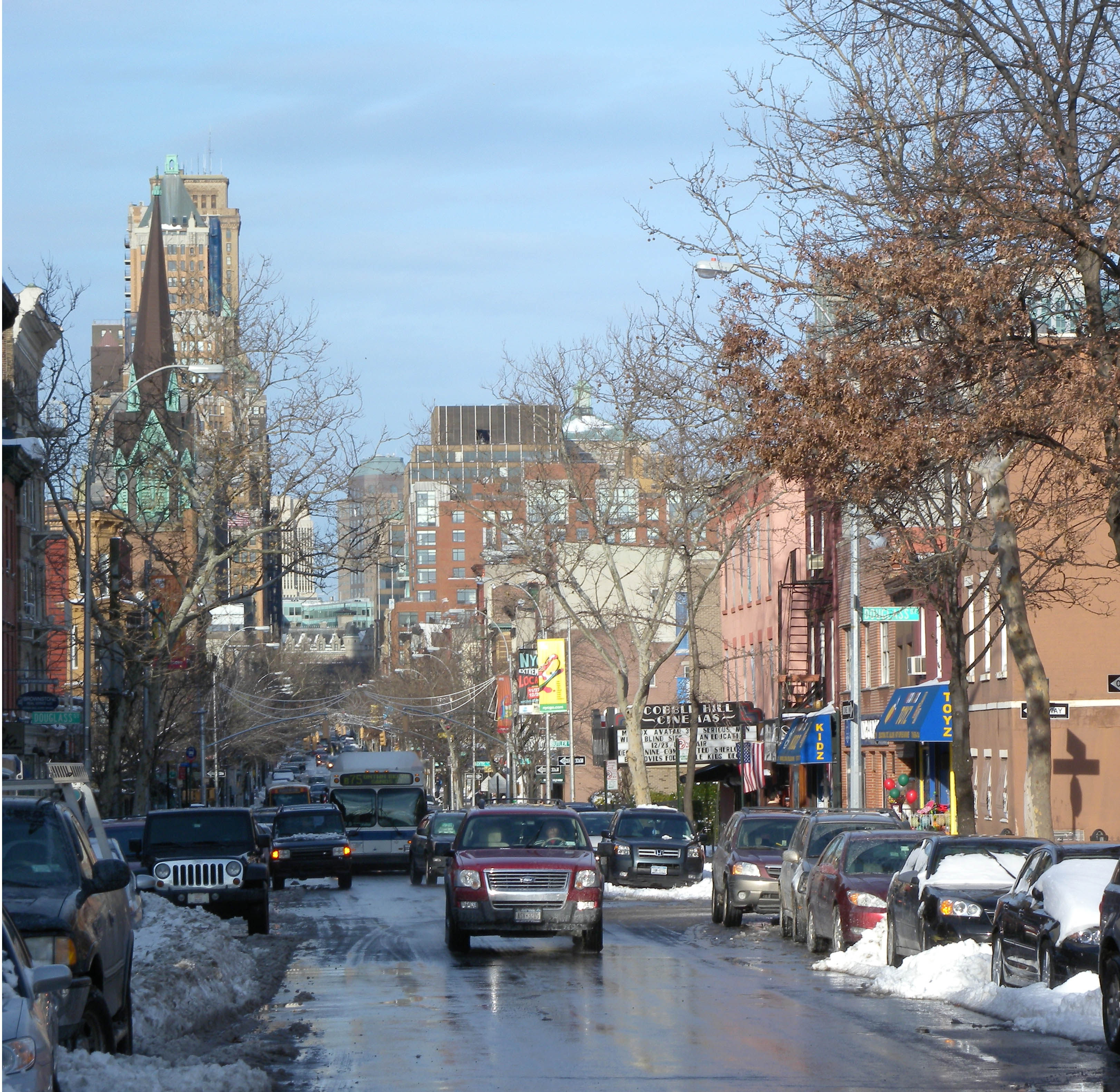
コブルヒル（w:Cobble Hill, Brooklyn）
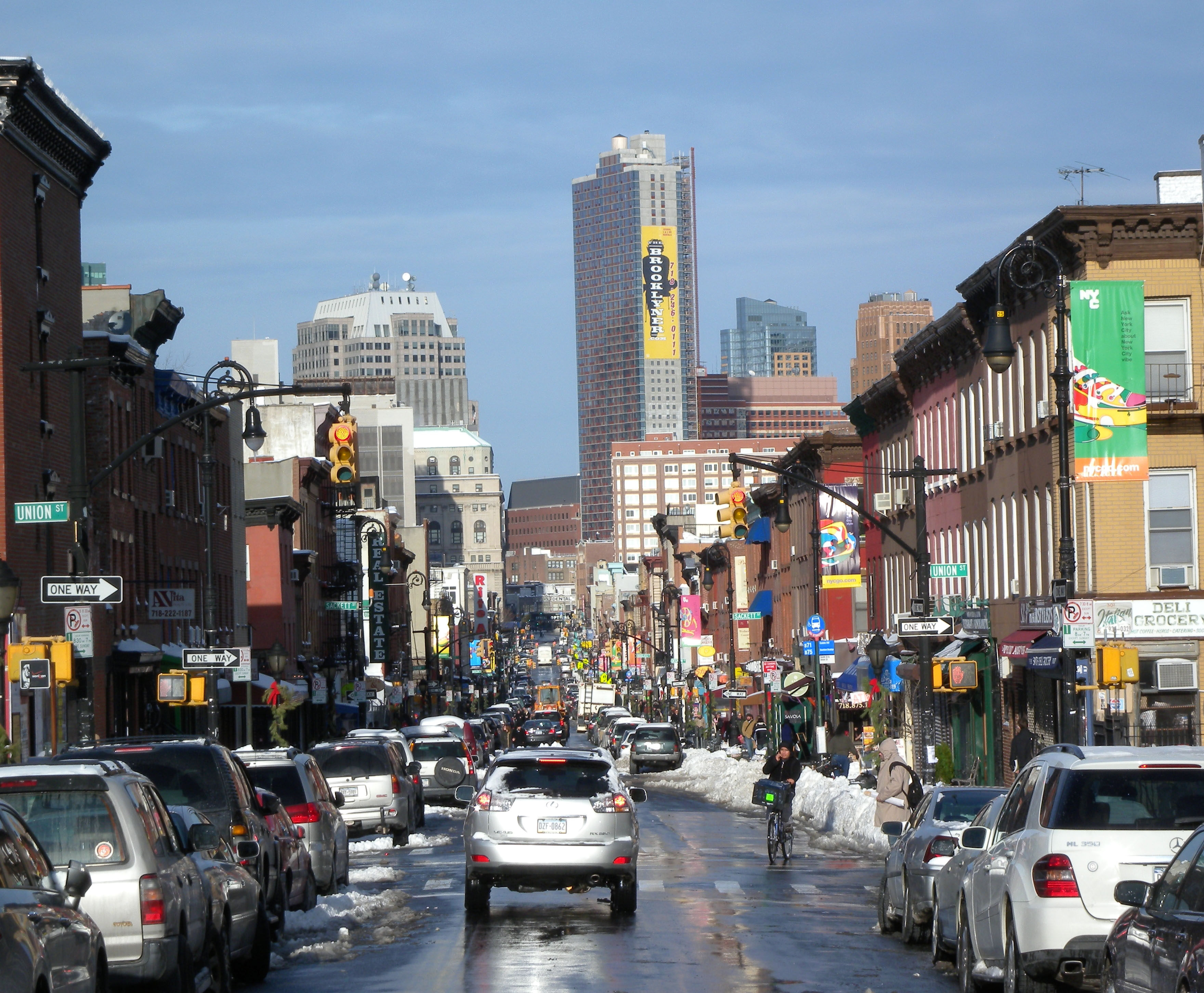
ボーレムヒル（w:Boerum Hill）
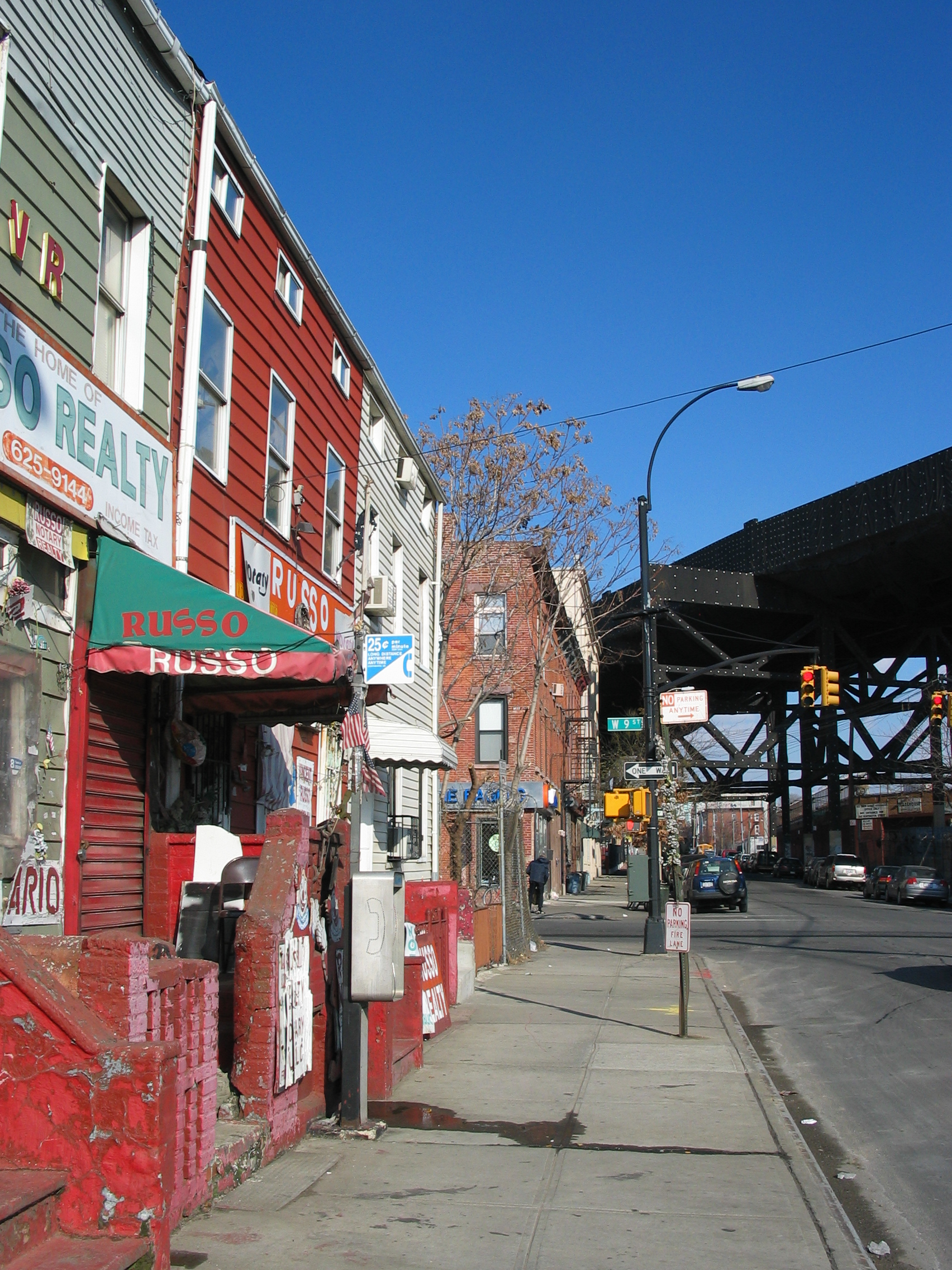
キャロルガーデンズ（w:Carroll Gardens, Brooklyn）
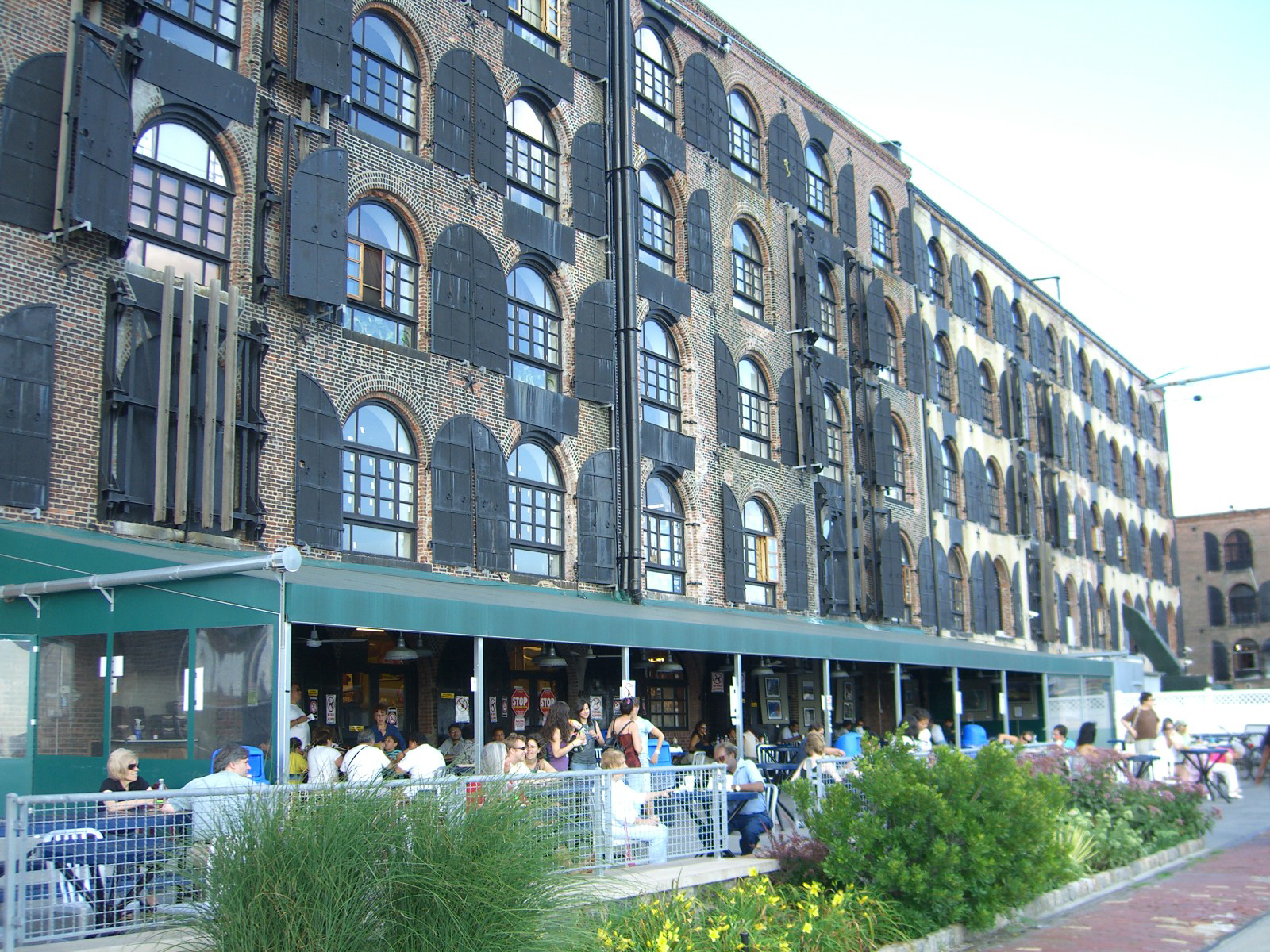
レッドフック（w:Red Hook, Brooklyn）
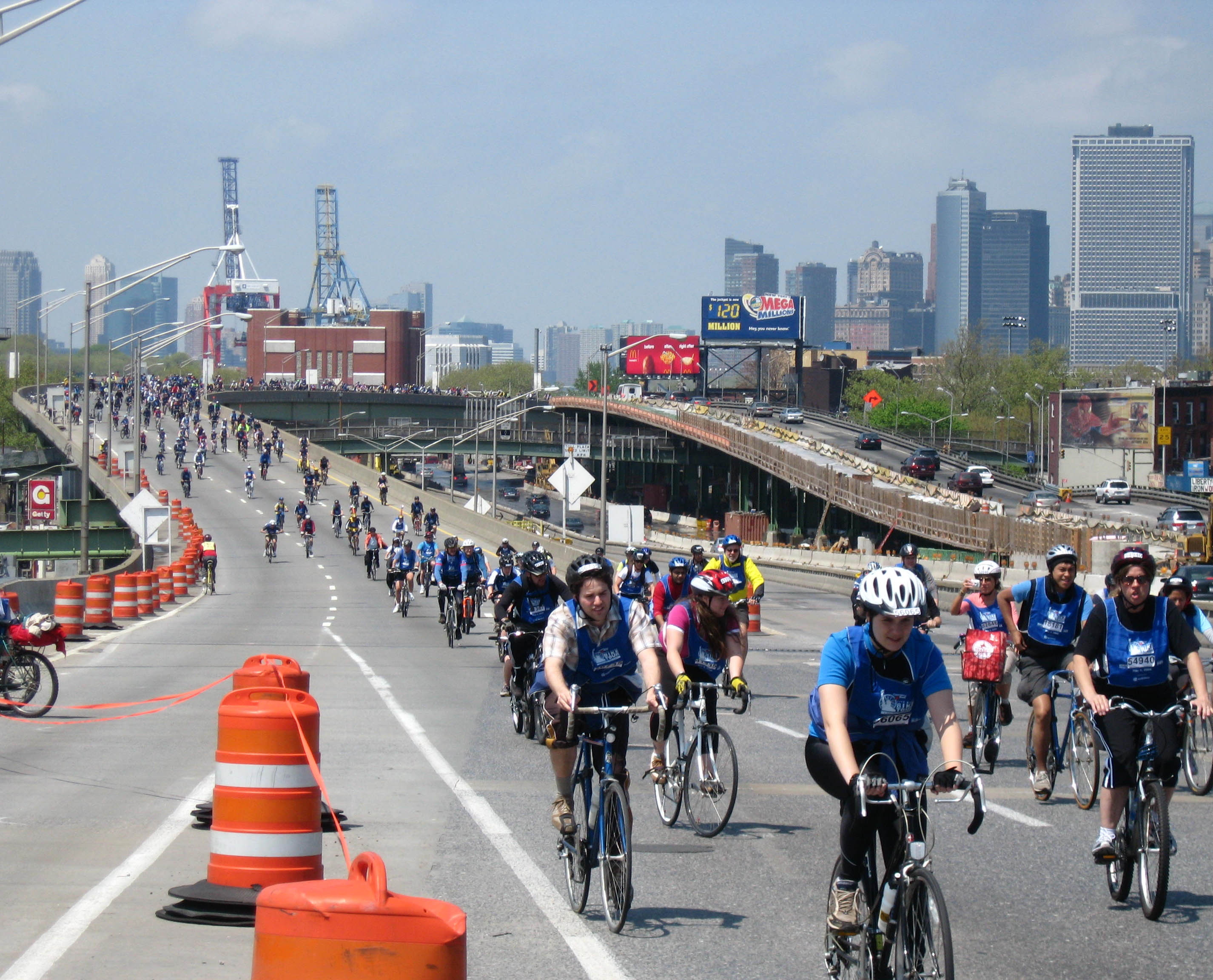
ゴワナス（w:Gowanus, Brooklyn）
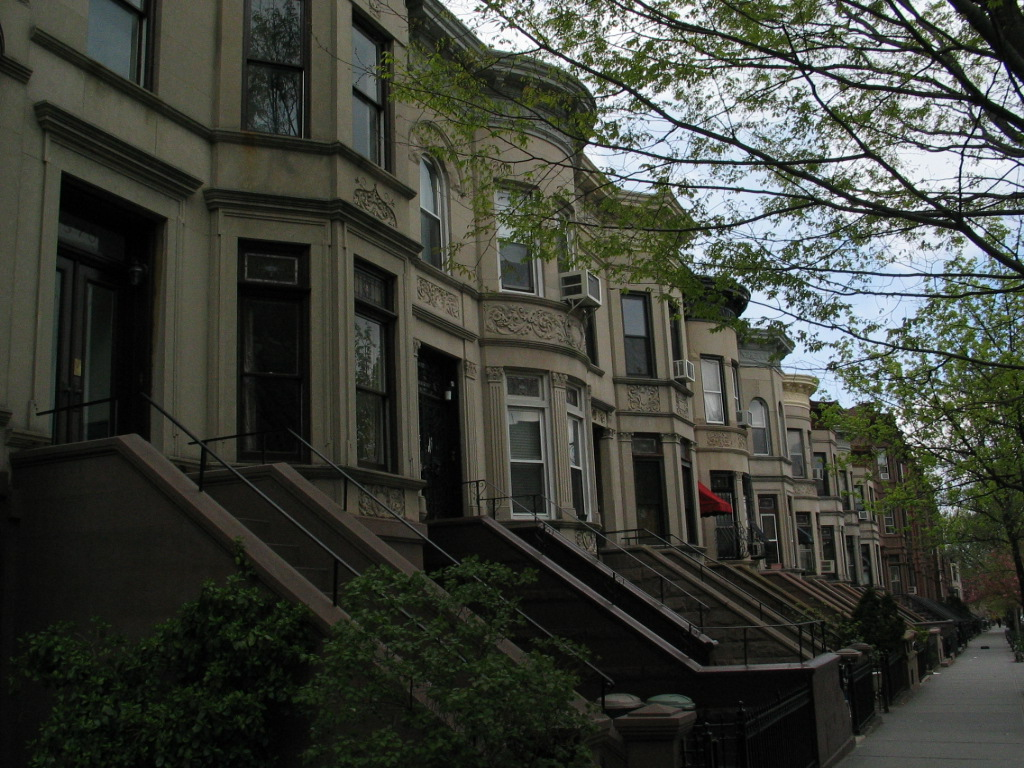
パークスロープ（w:Park Slope, Brooklyn）
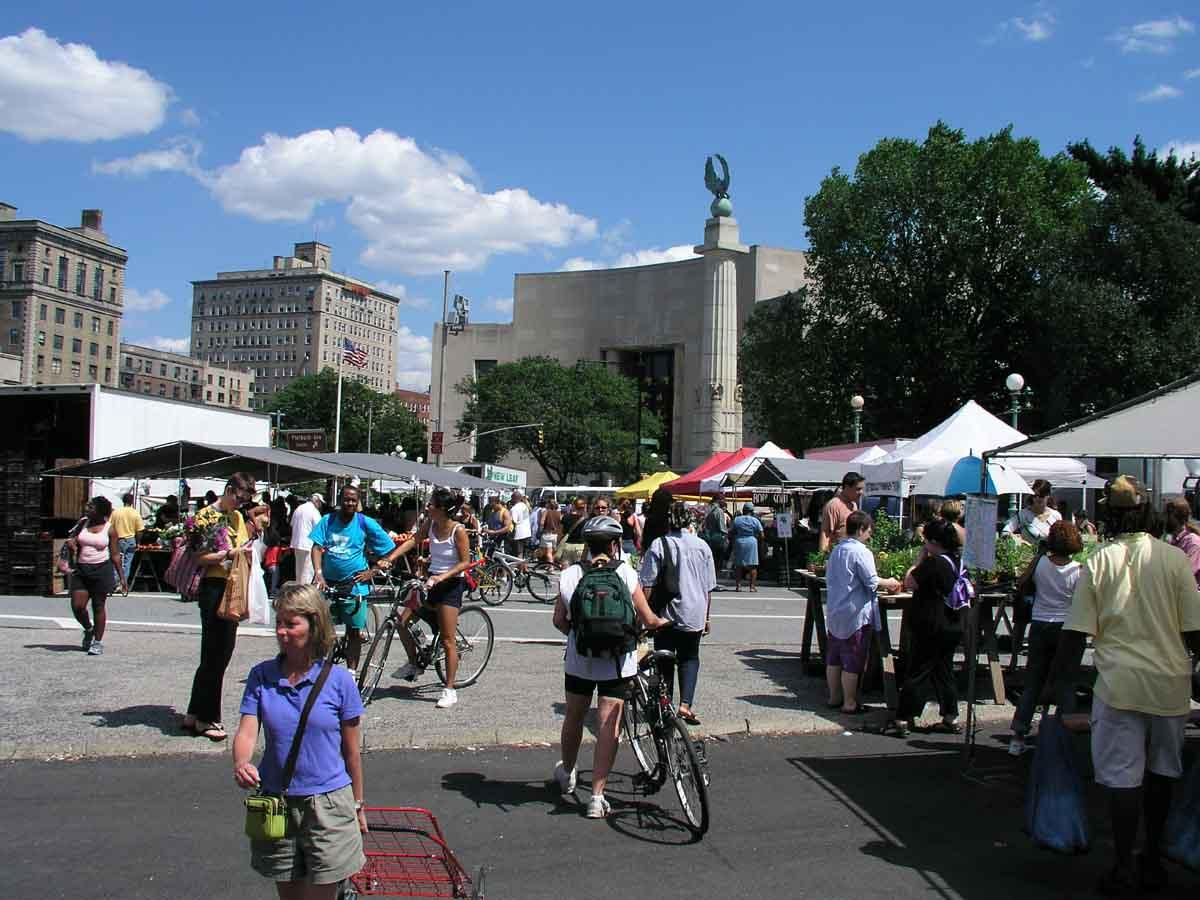
プロスペクトハイツ（w:Prospect Heights, Brooklyn）
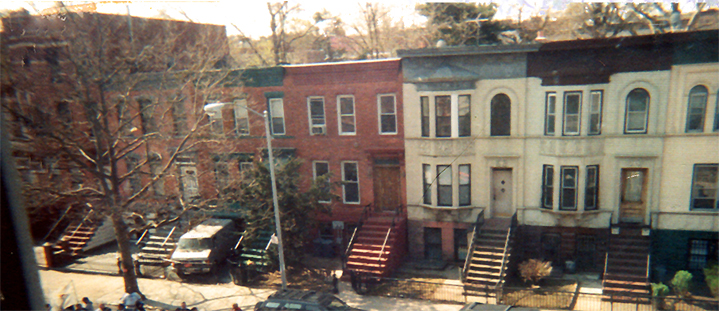
クラウンハイツ（w:Crown Heights, Brooklyn）
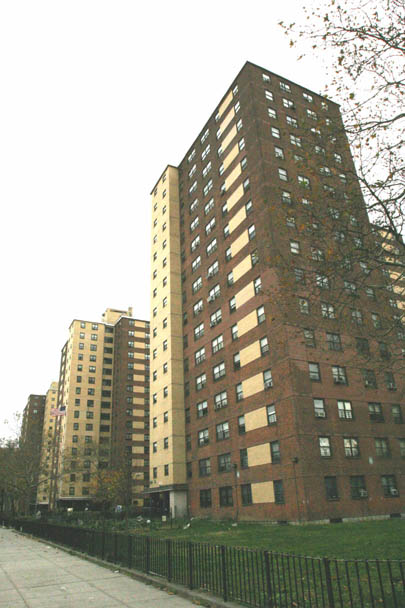
ブラウンズヴィル（w:Brownsville, Brooklyn）
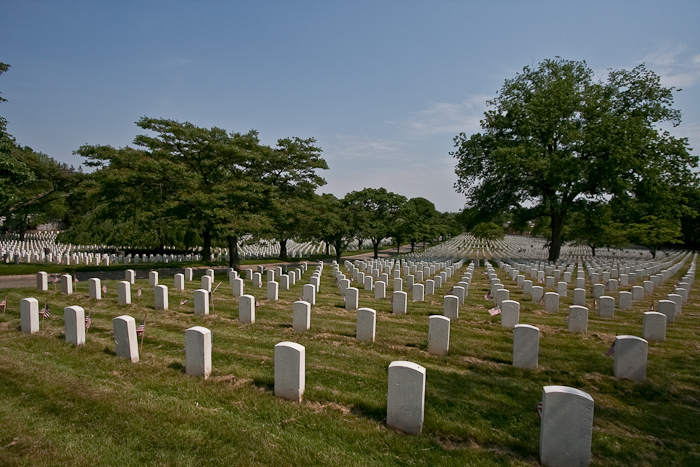
サイプレスヒルズ（w:Cypress Hills, Brooklyn）
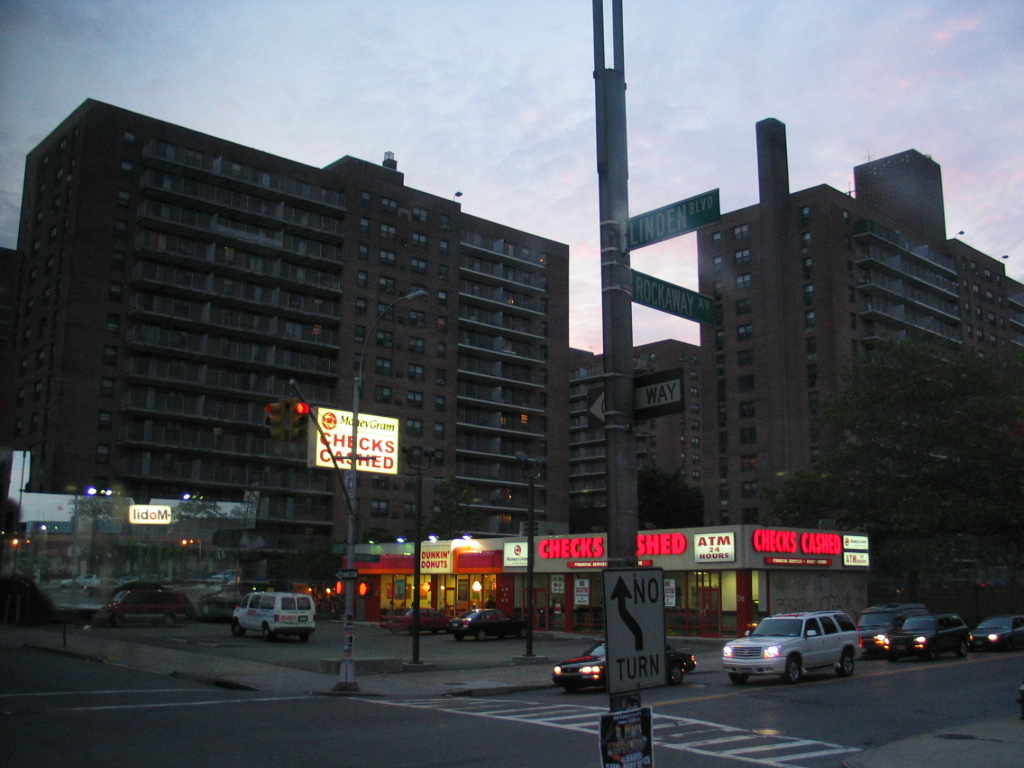
イーストニューヨーク（w:East New York, Brooklyn）
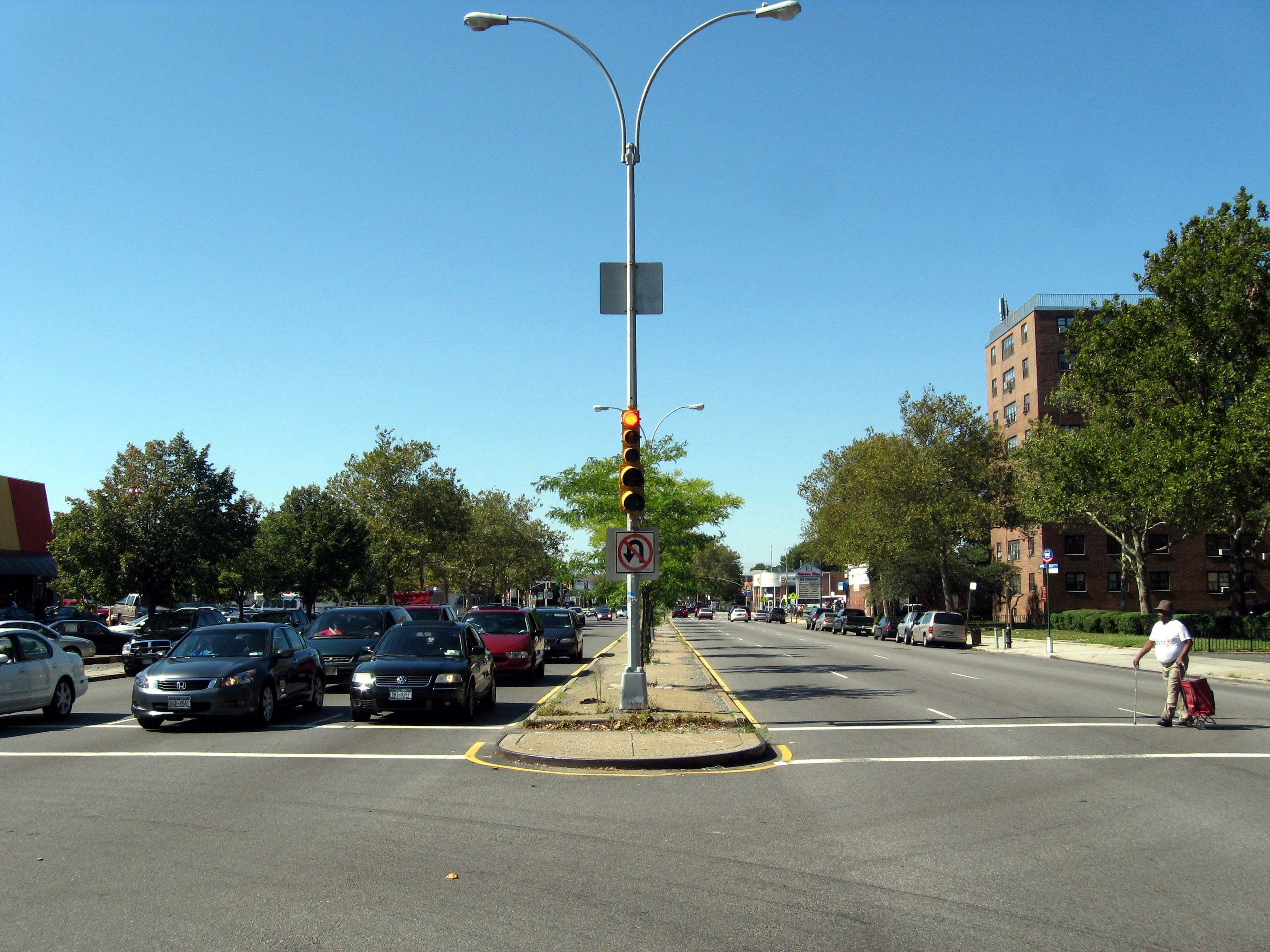
カナーシー（w:Canarsie, Brooklyn）
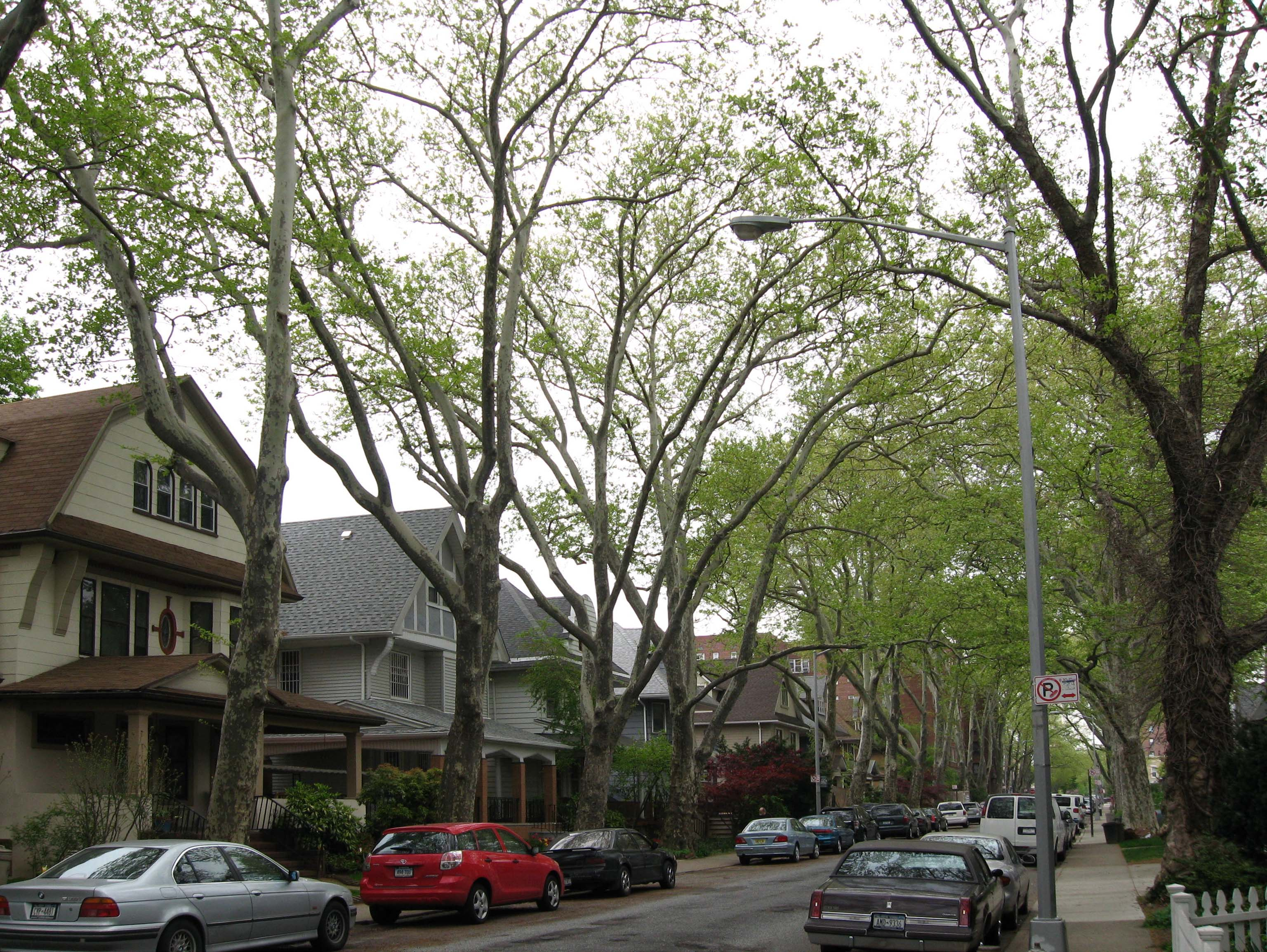
イースト・フラットブッシュ
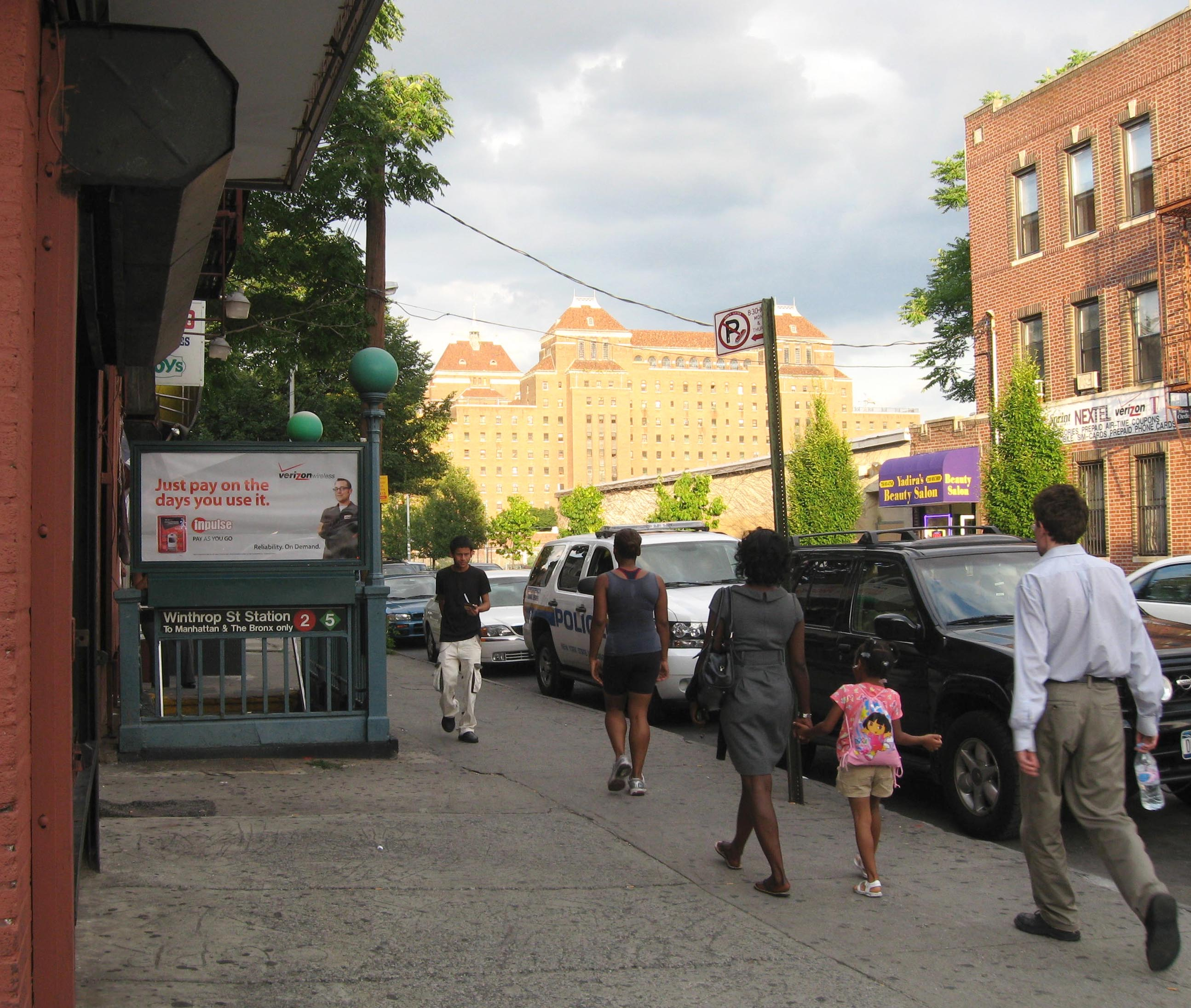
レファーツガーデンズ（w:Prospect-Lefferts Gardens, Brooklyn）
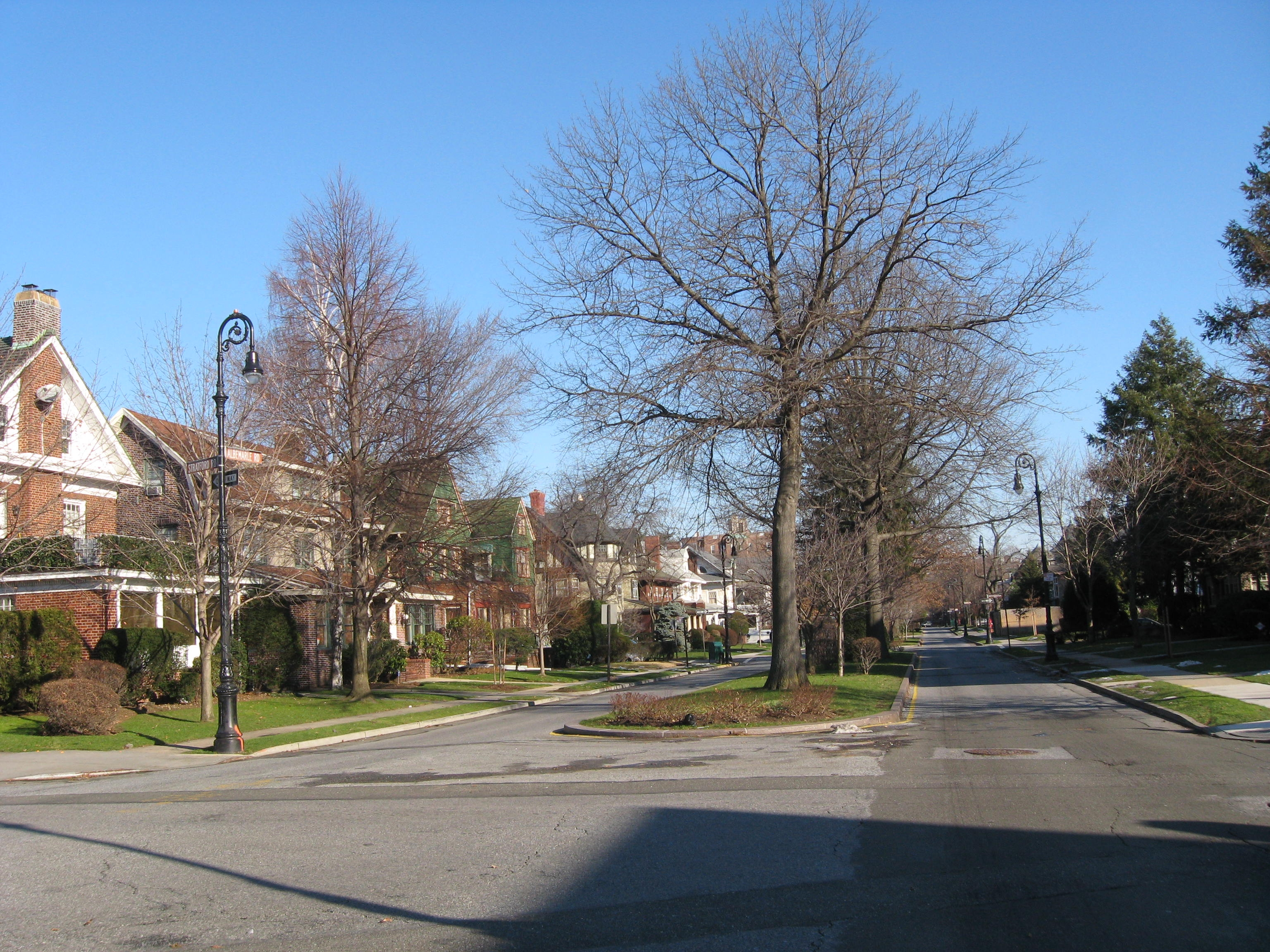
プロスペクトパーク・サウス（w:Prospect Park South, Brooklyn）
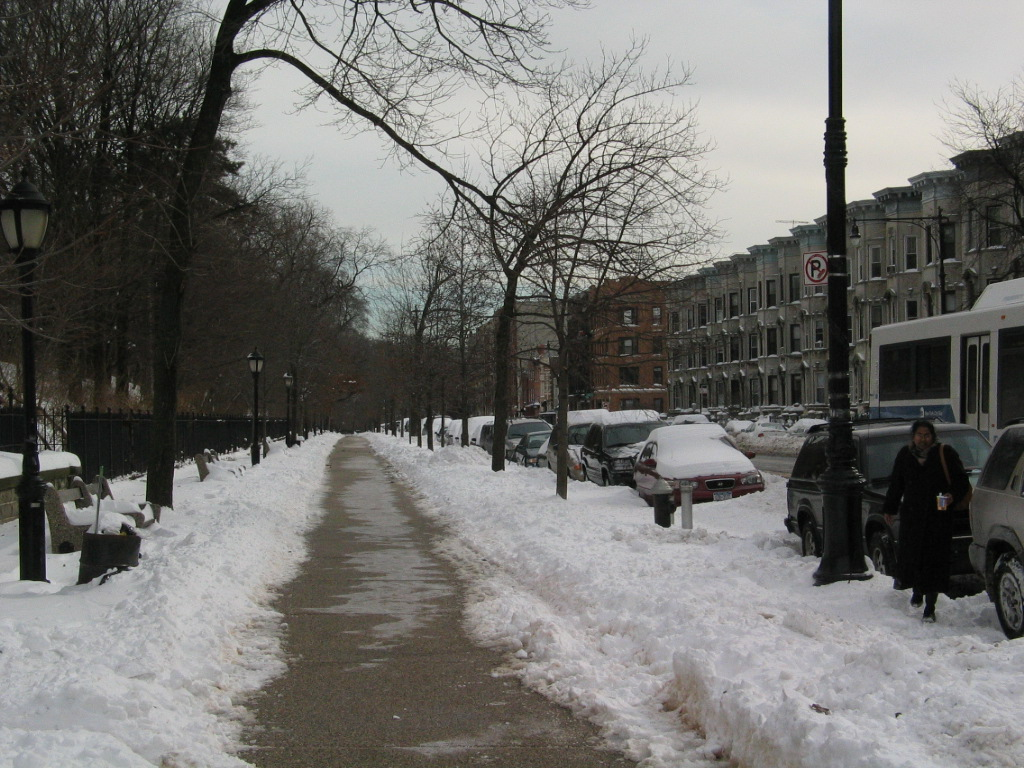
ウィンザーテラス（w:Windsor Terrace, Brooklyn）
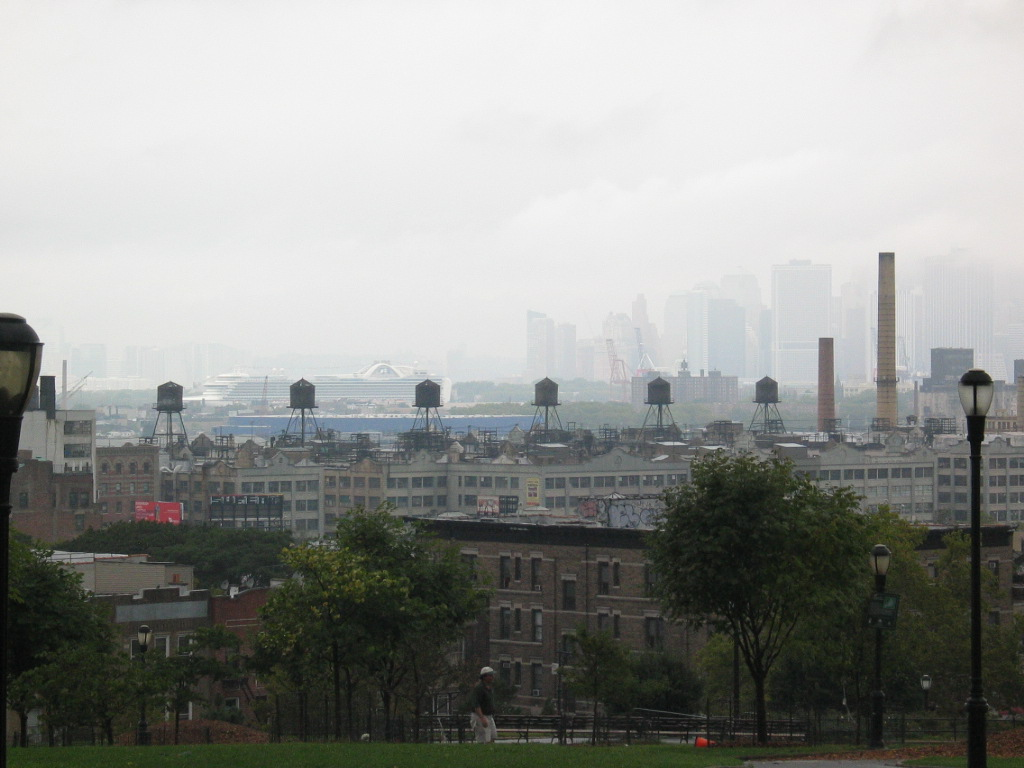
サンセットパーク（w:Sunset Park, Brooklyn）
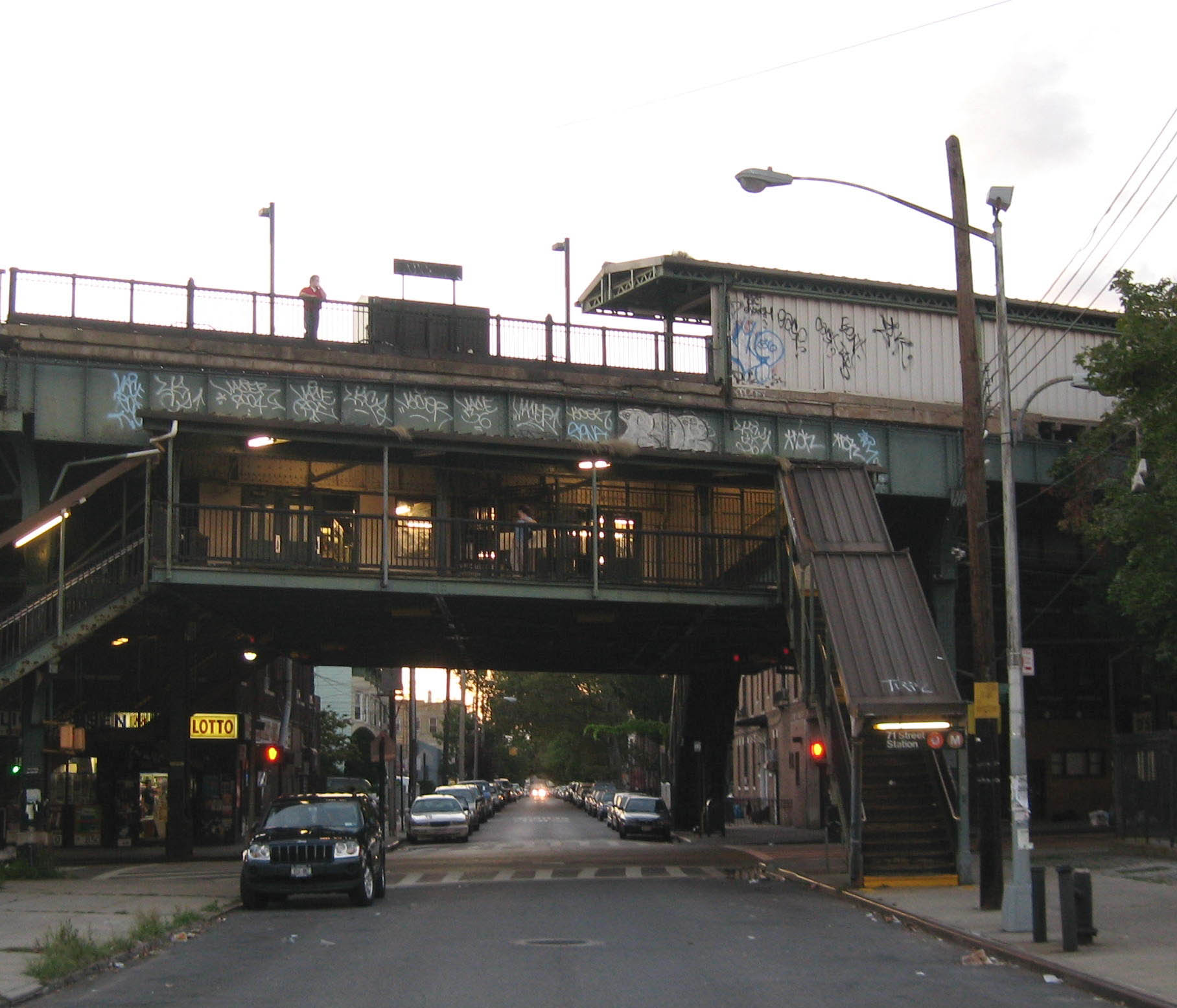
ボローパーク（w:Borough Park, Brooklyn）
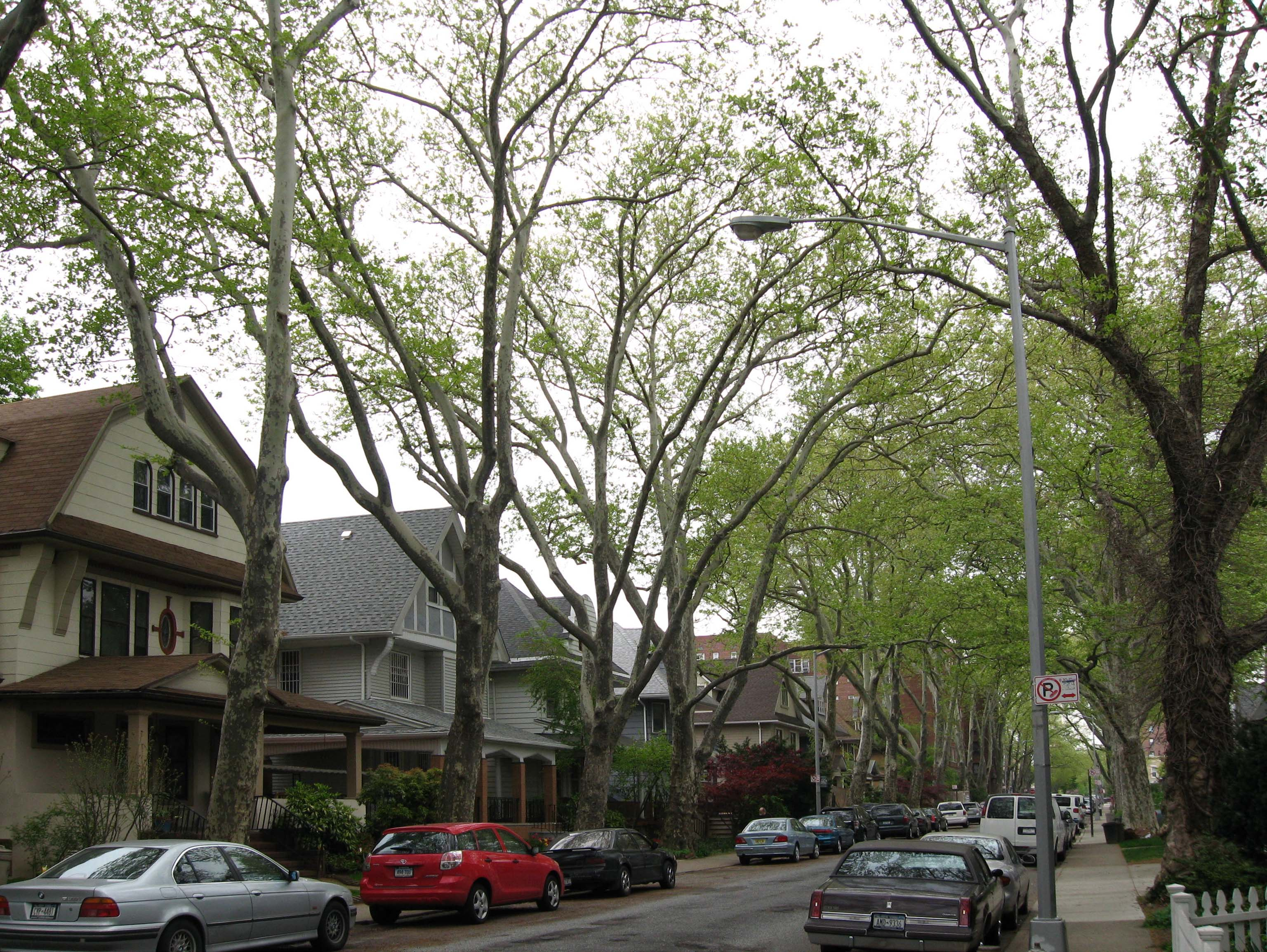
フラットブッシュ（w:Flatbush, Brooklyn）
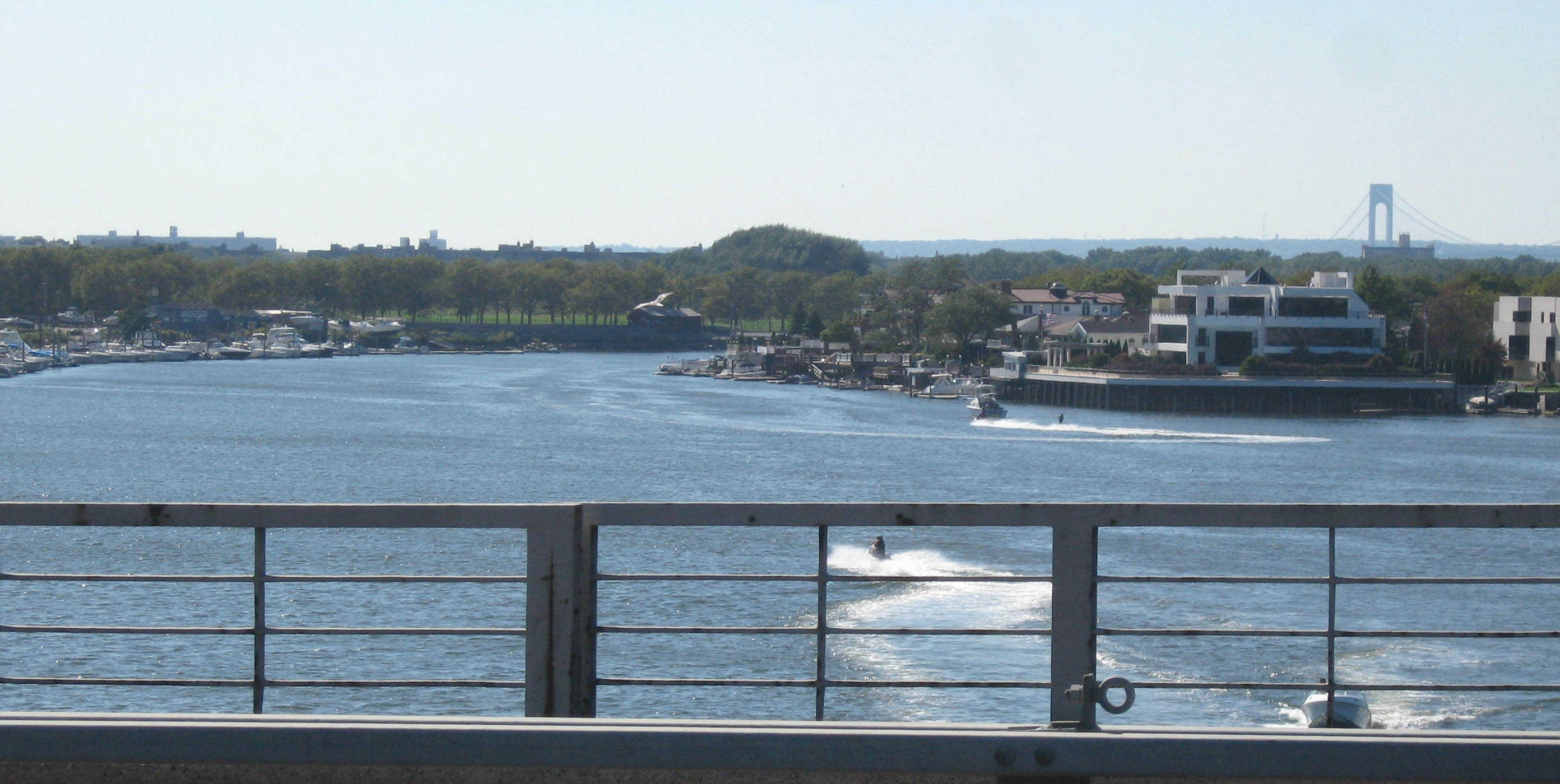
ミルベイスン（w:Mill Basin, Brooklyn）
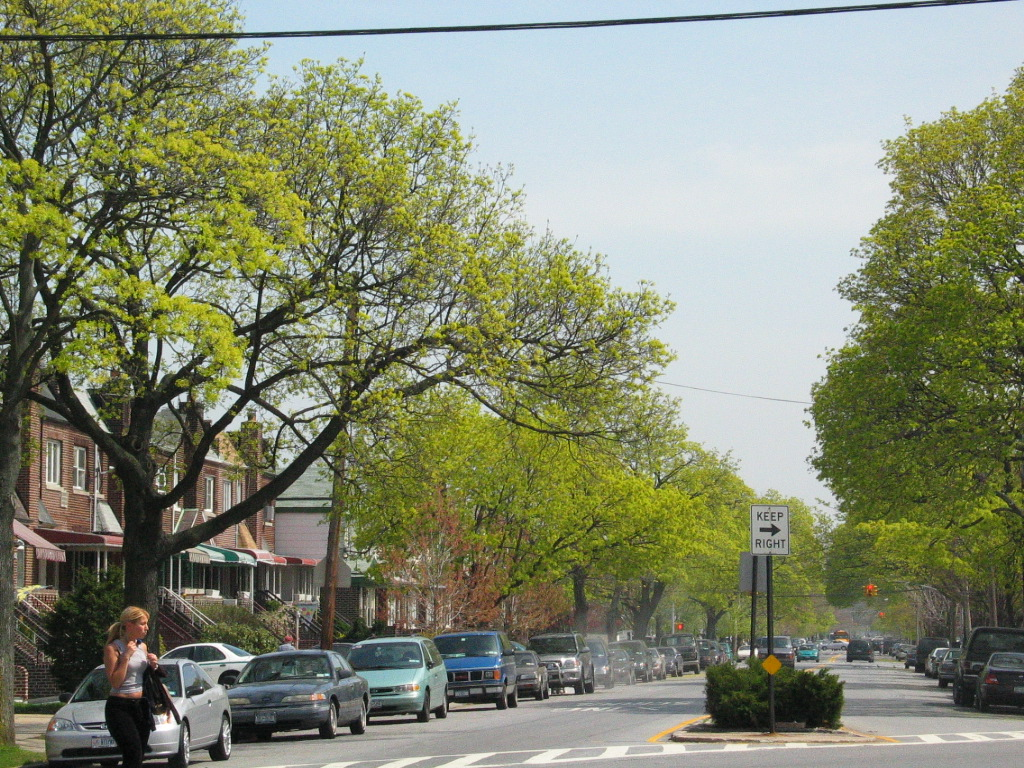
マリーンパーク（w:Marine Park）
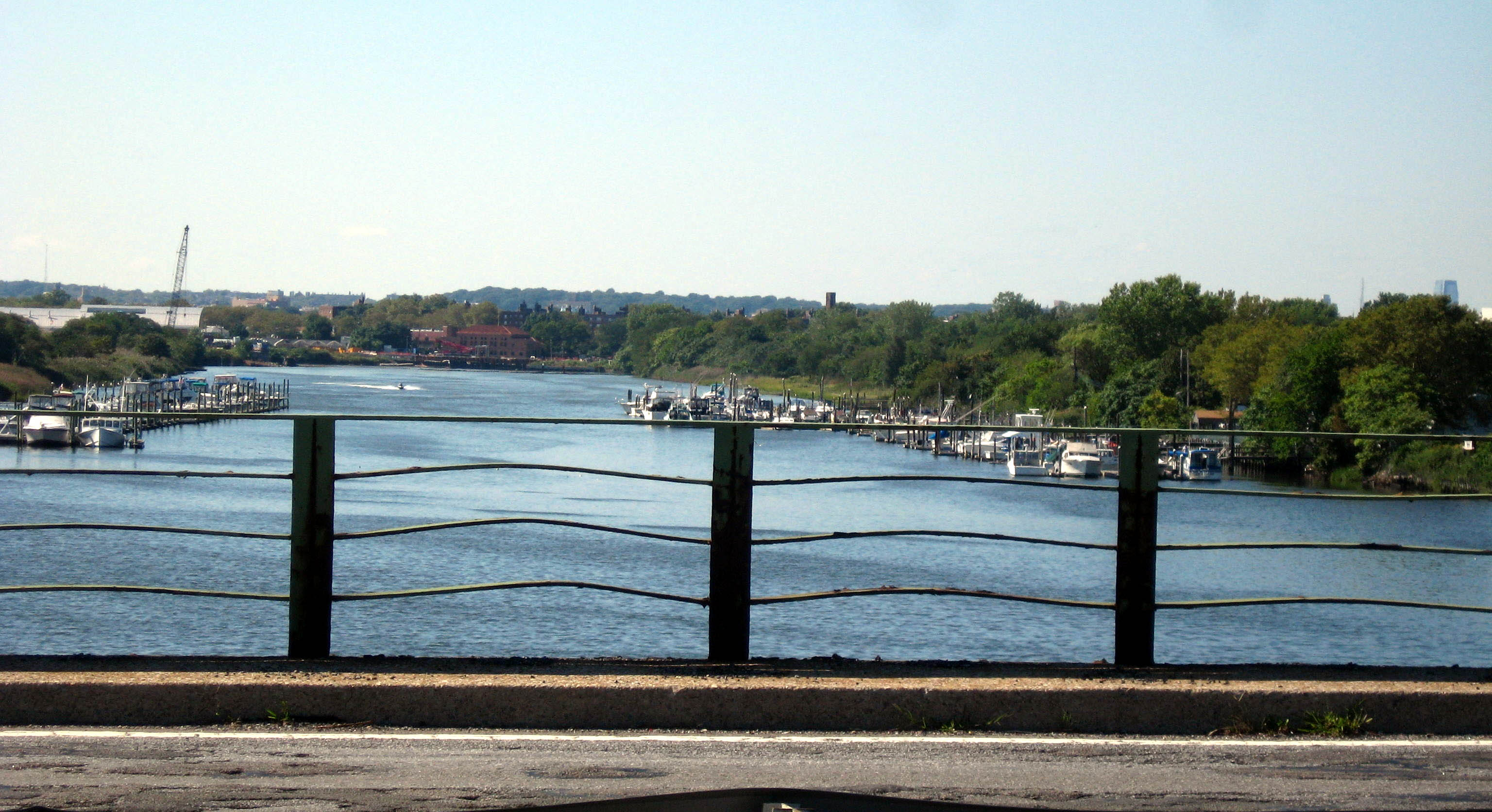
フラットランズ（w:Flatlands, Brooklyn）
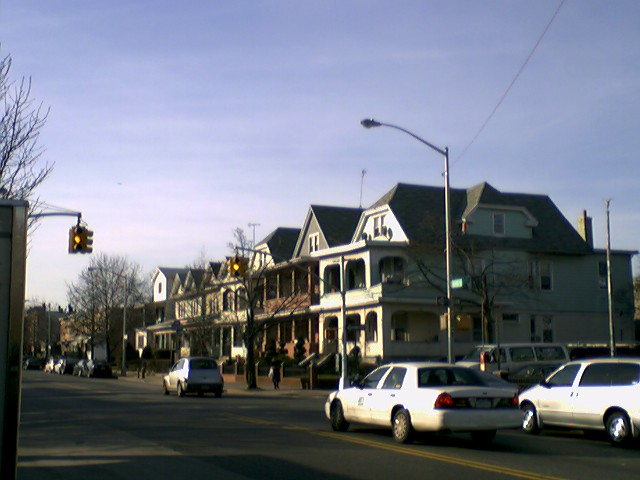
ミッドウッド（w:Midwood, Brooklyn）
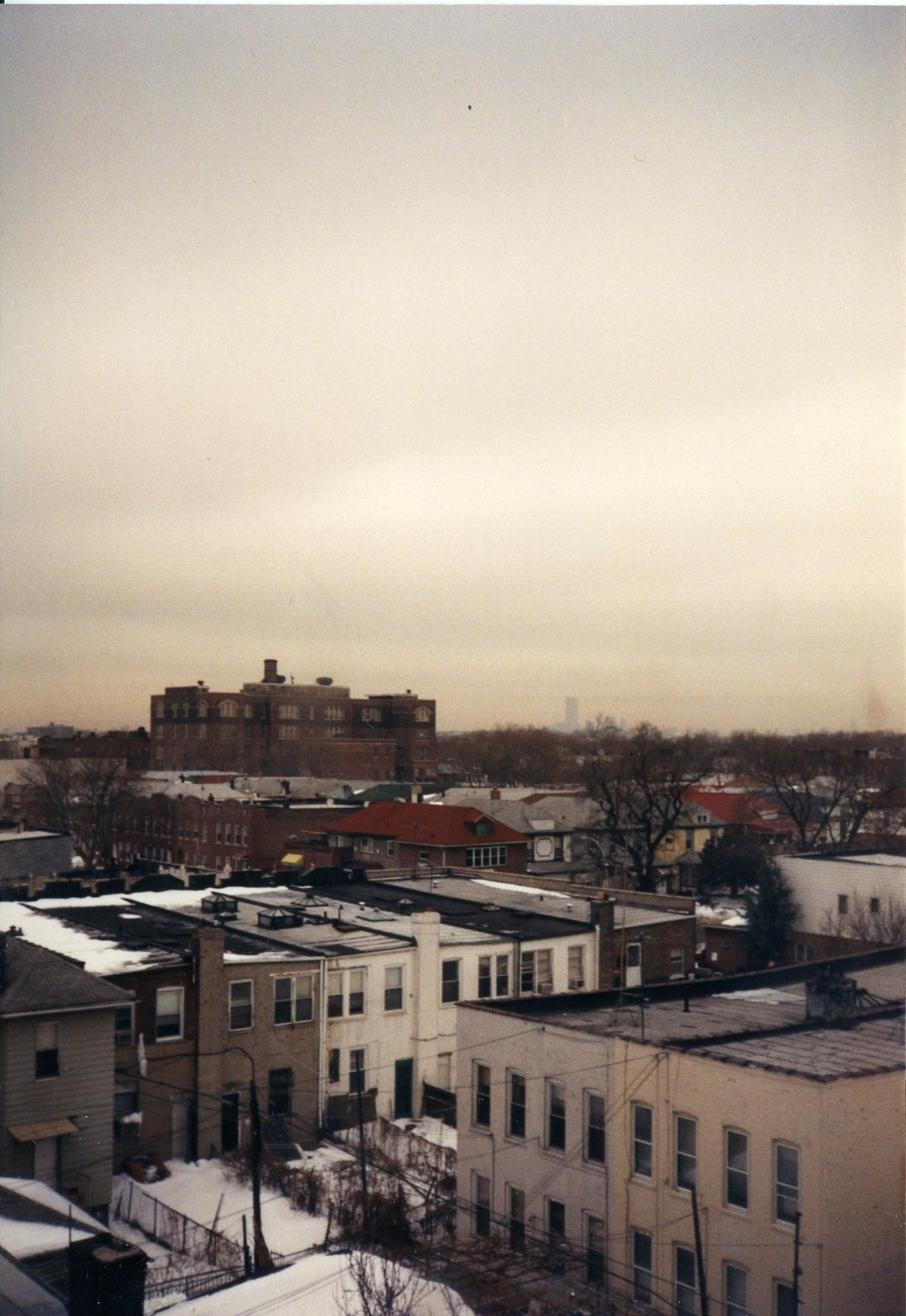
ベンソンハースト（w:Bensonhurst, Brooklyn）
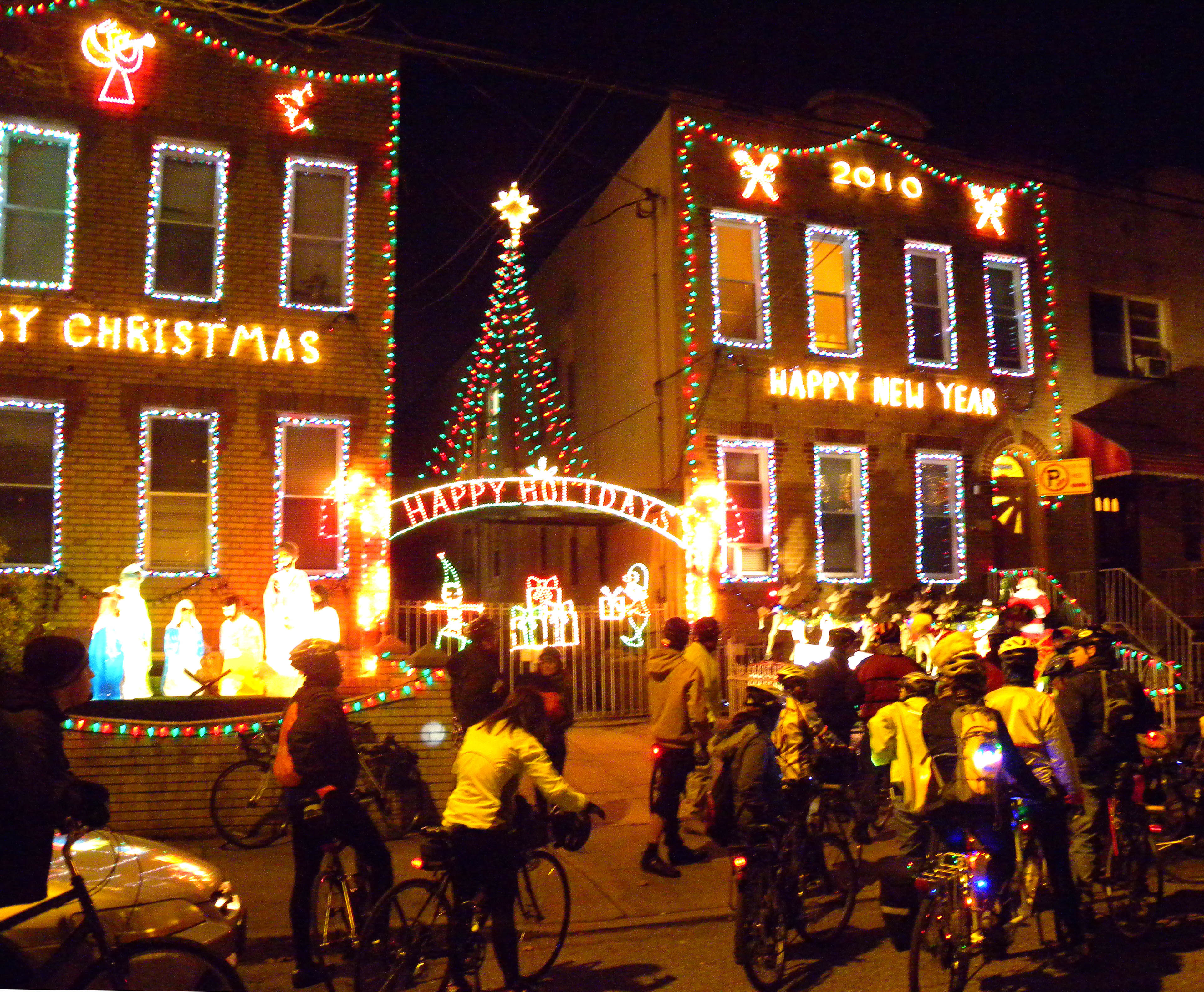
デッカーハイツ（w:Dyker Heights, Brooklyn）
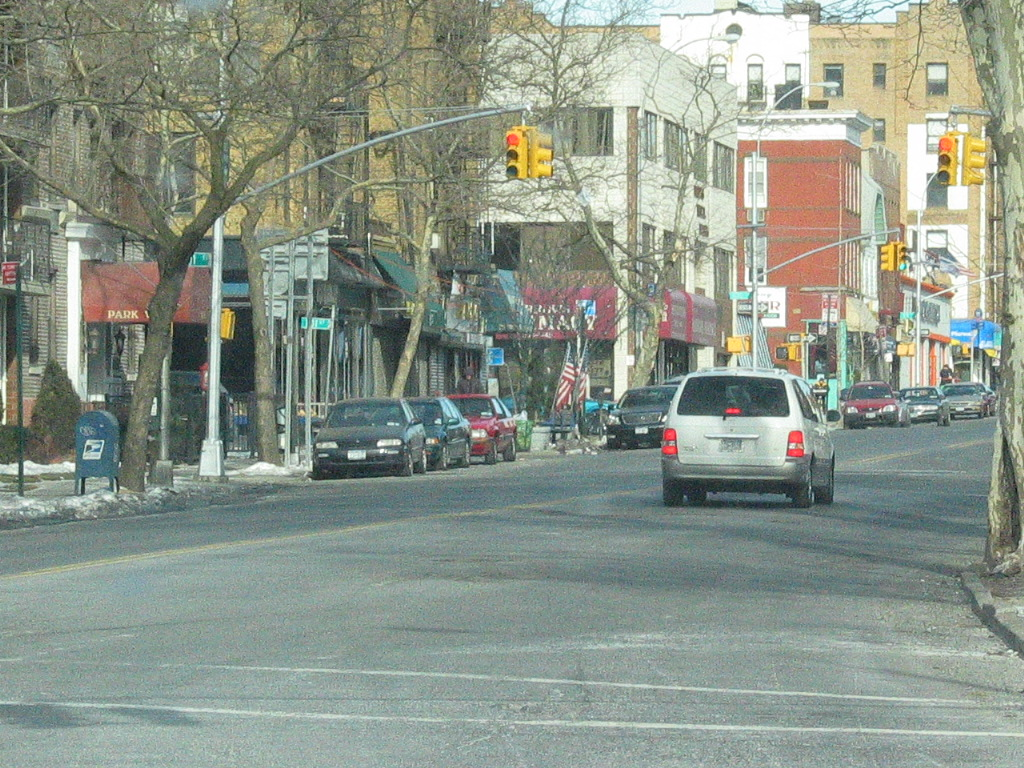
ベイリッジ（w:Bay Ridge, Brooklyn）
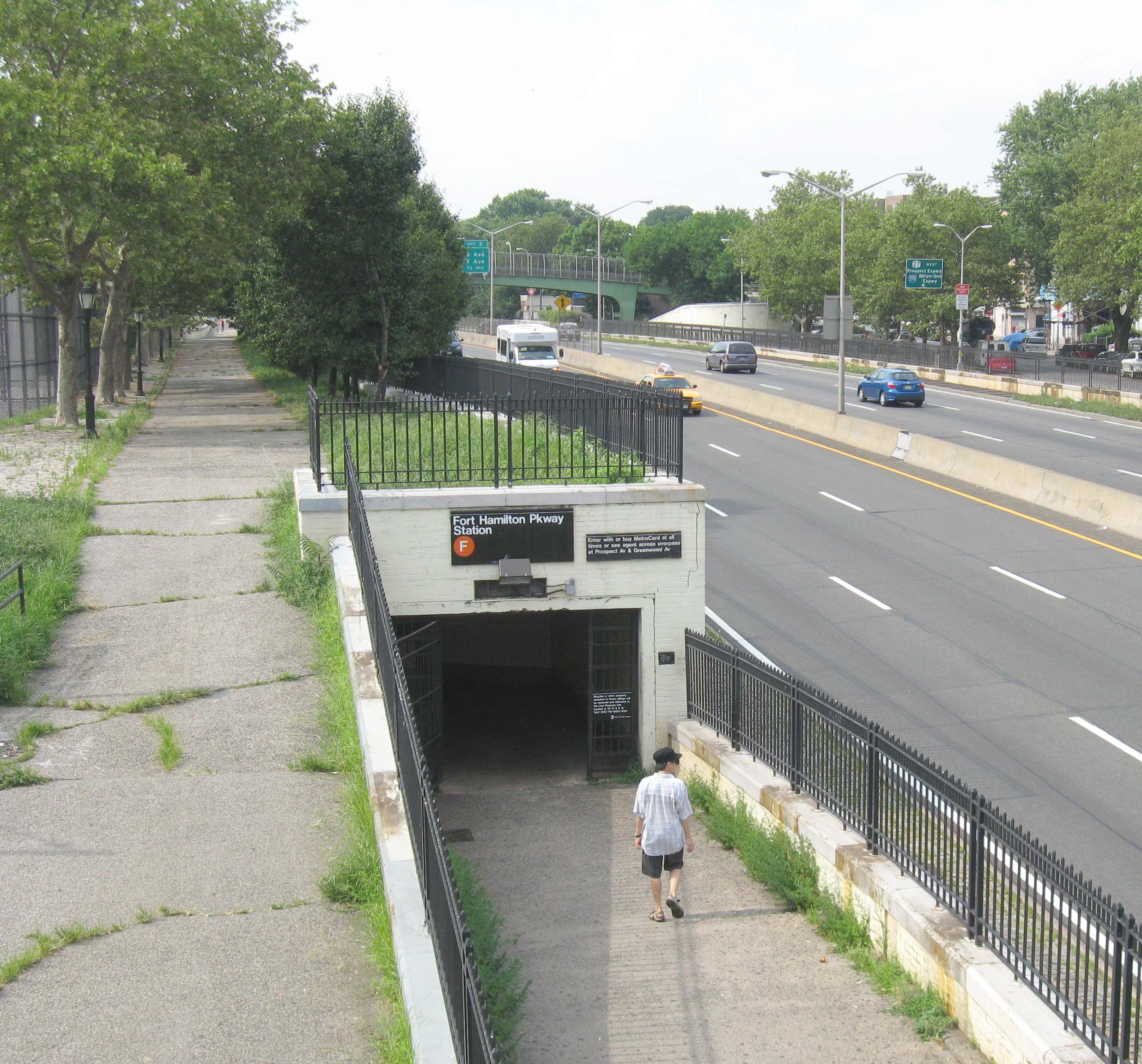
フォートハミルトン（w:Fort Hamilton, Brooklyn）
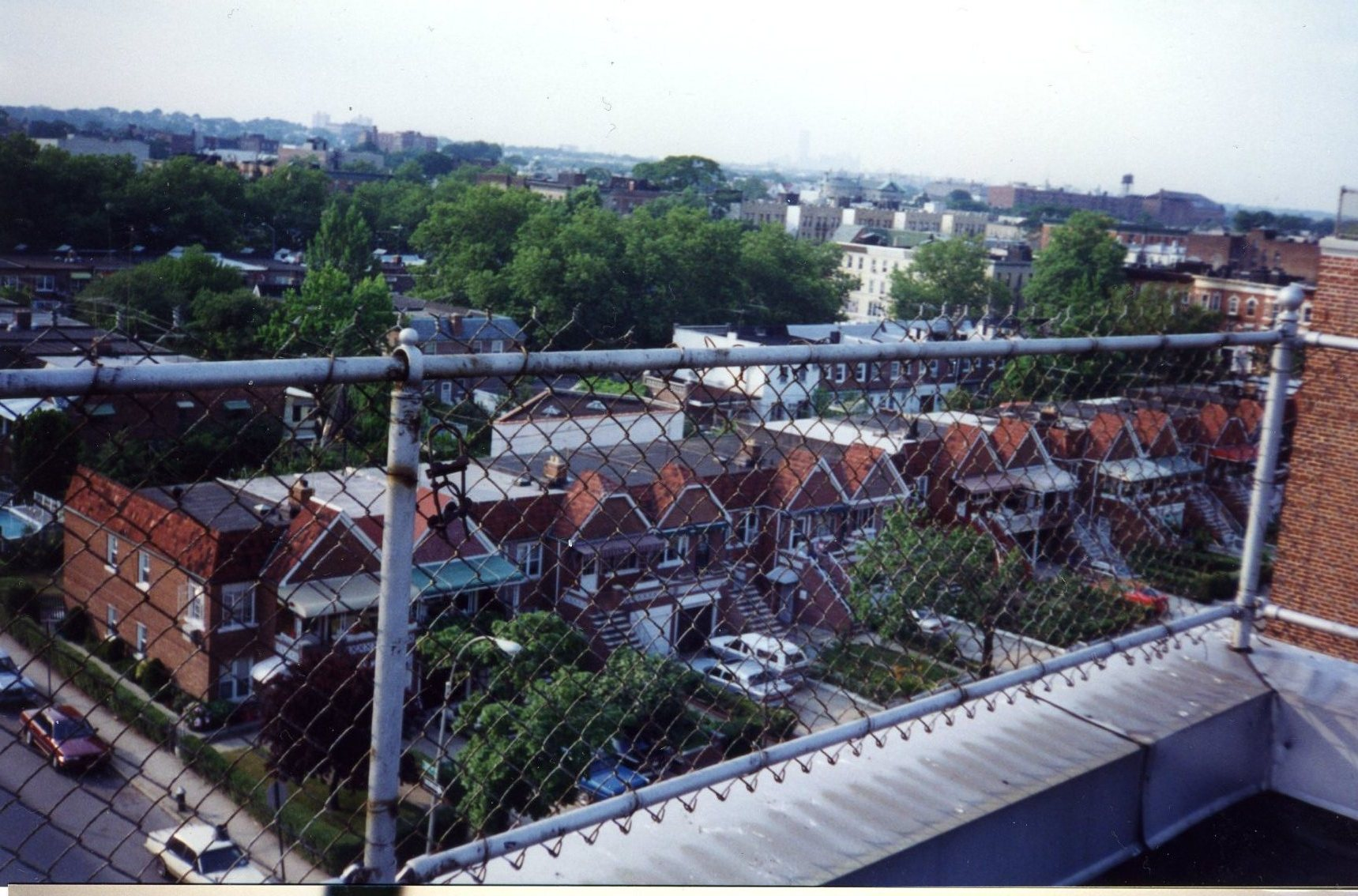
バスビーチ（w:Bath Beach, Brooklyn）
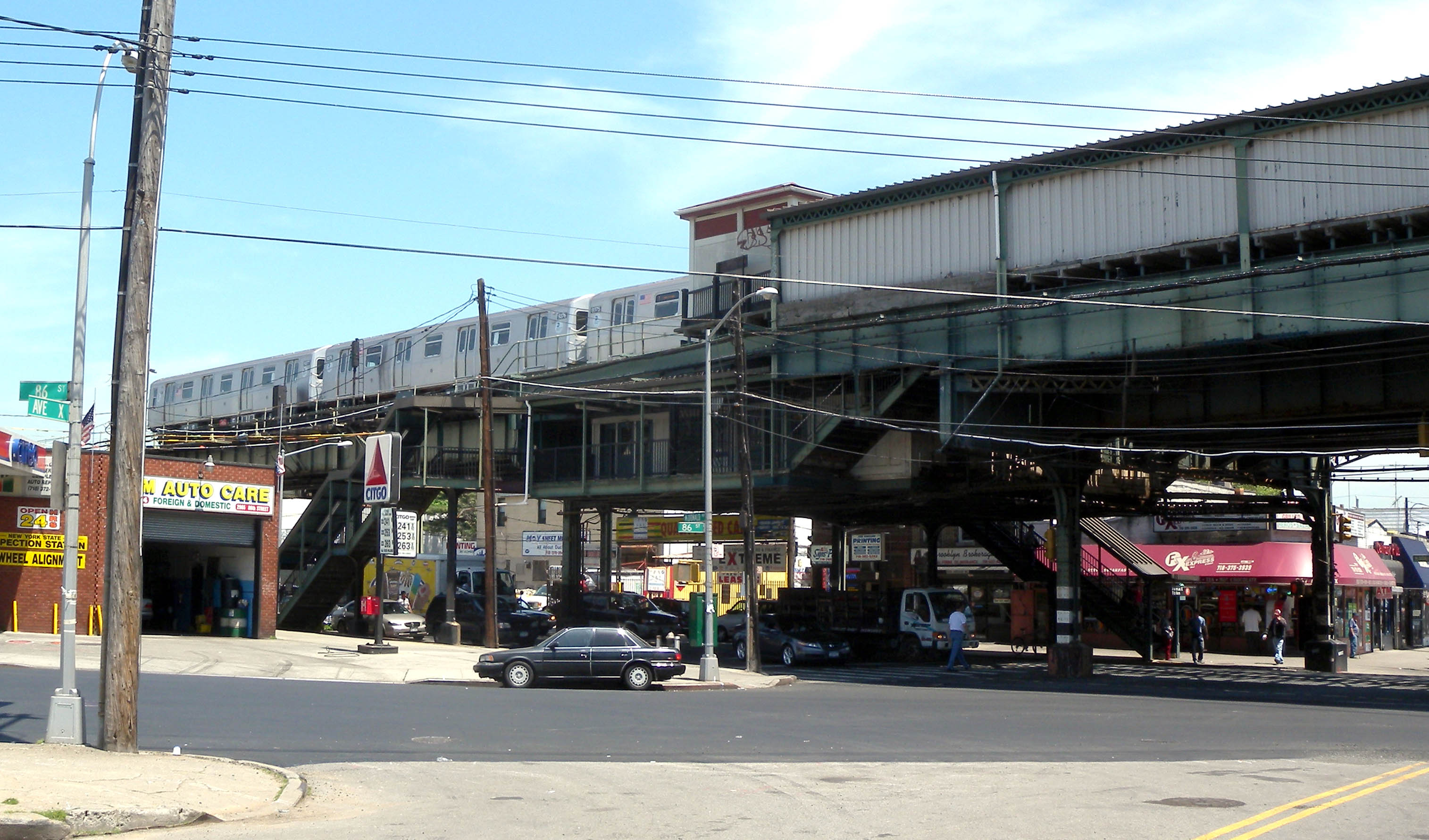
グレーヴセンド（w:Gravesend, Brooklyn）
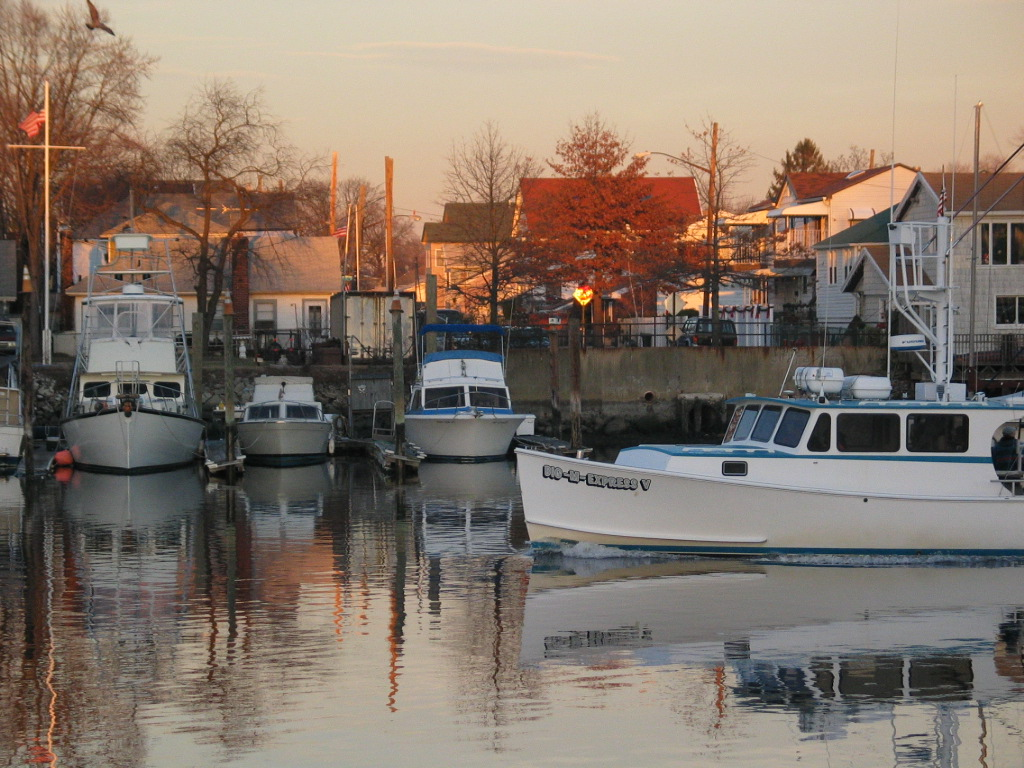
ゲリットセンビーチ（w:Gerritsen Beach, Brooklyn）
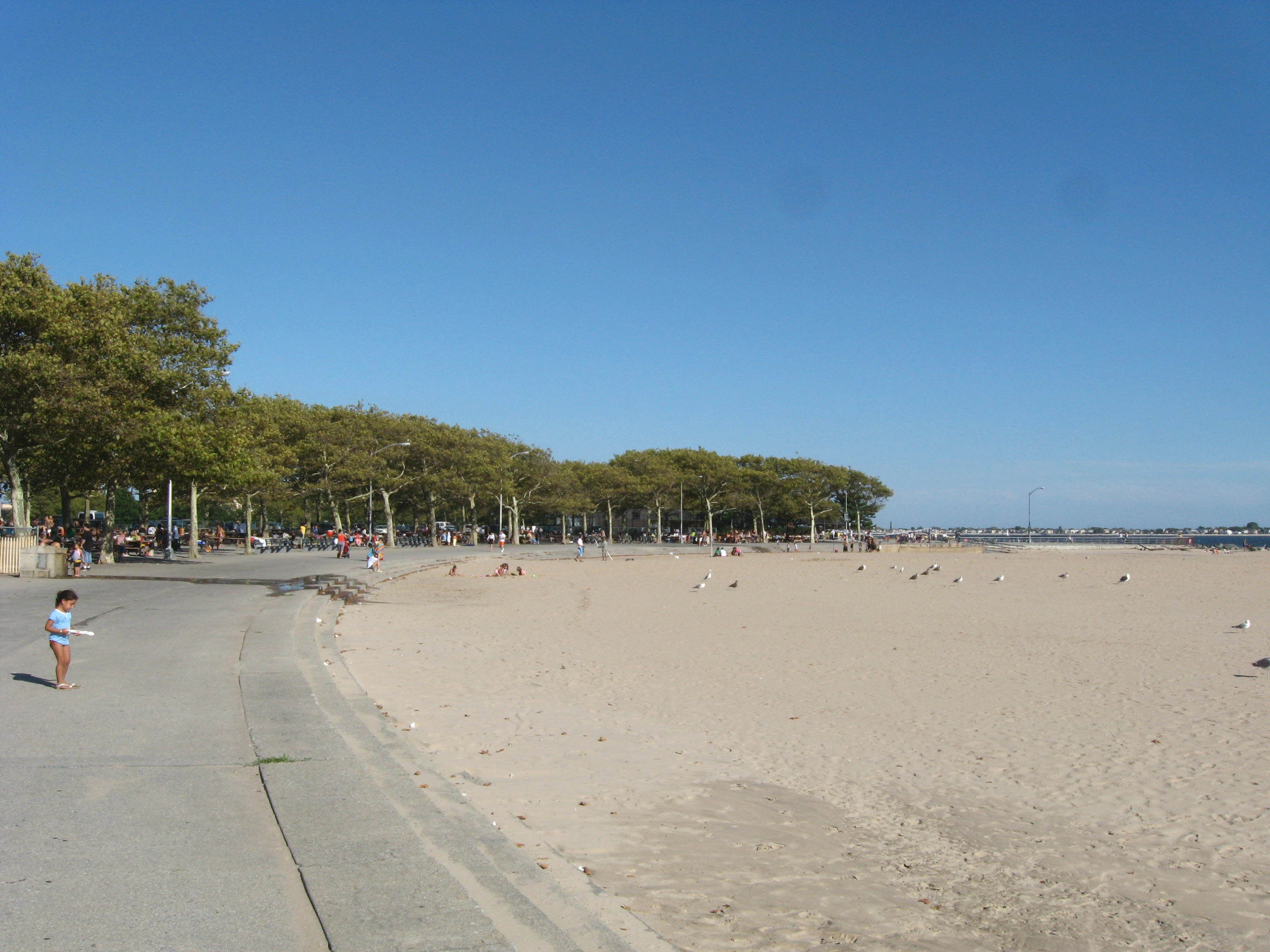
マンハッタンビーチ（w:Manhattan Beach, Brooklyn）
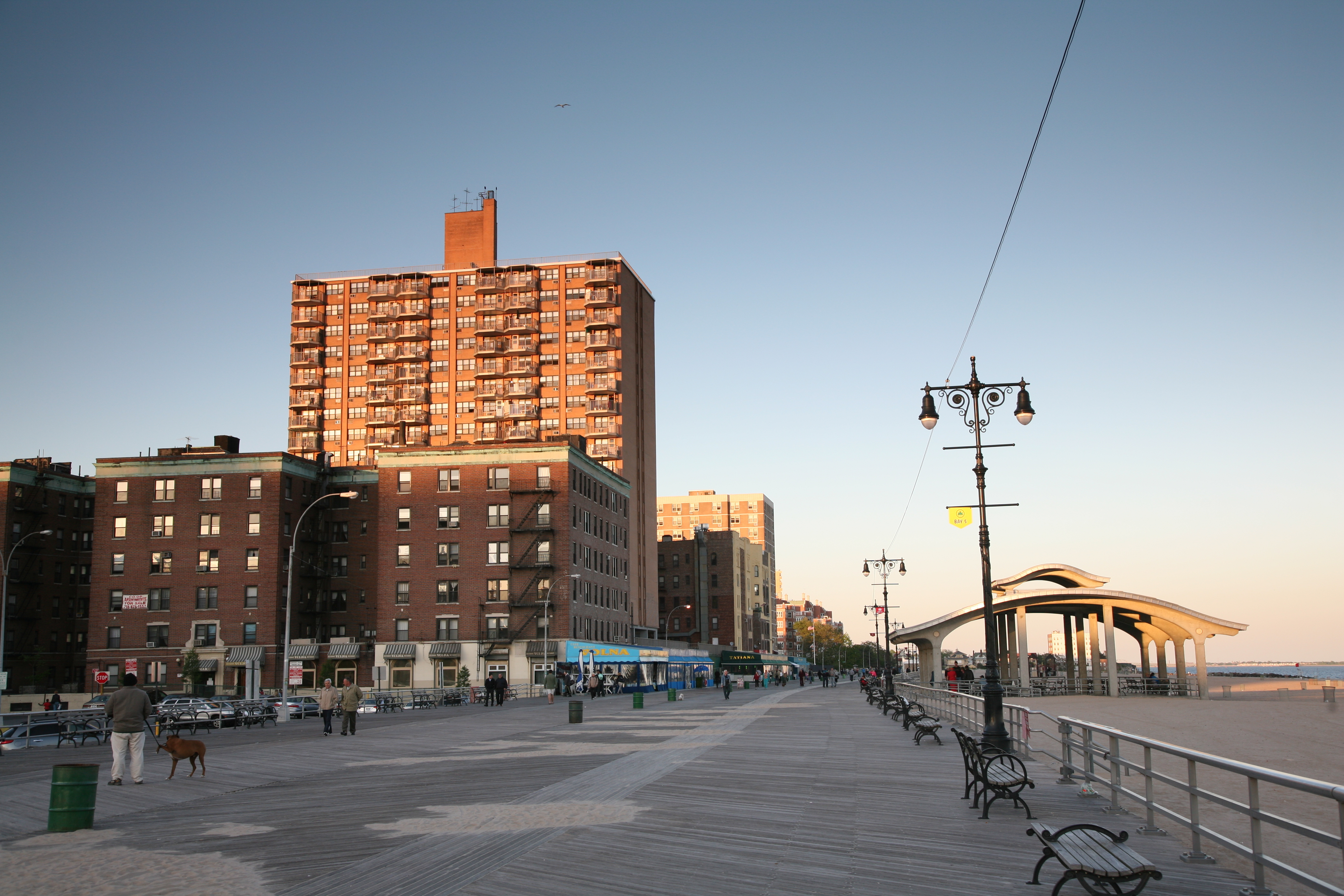
ブライトンビーチ（w:Brighton Beach）
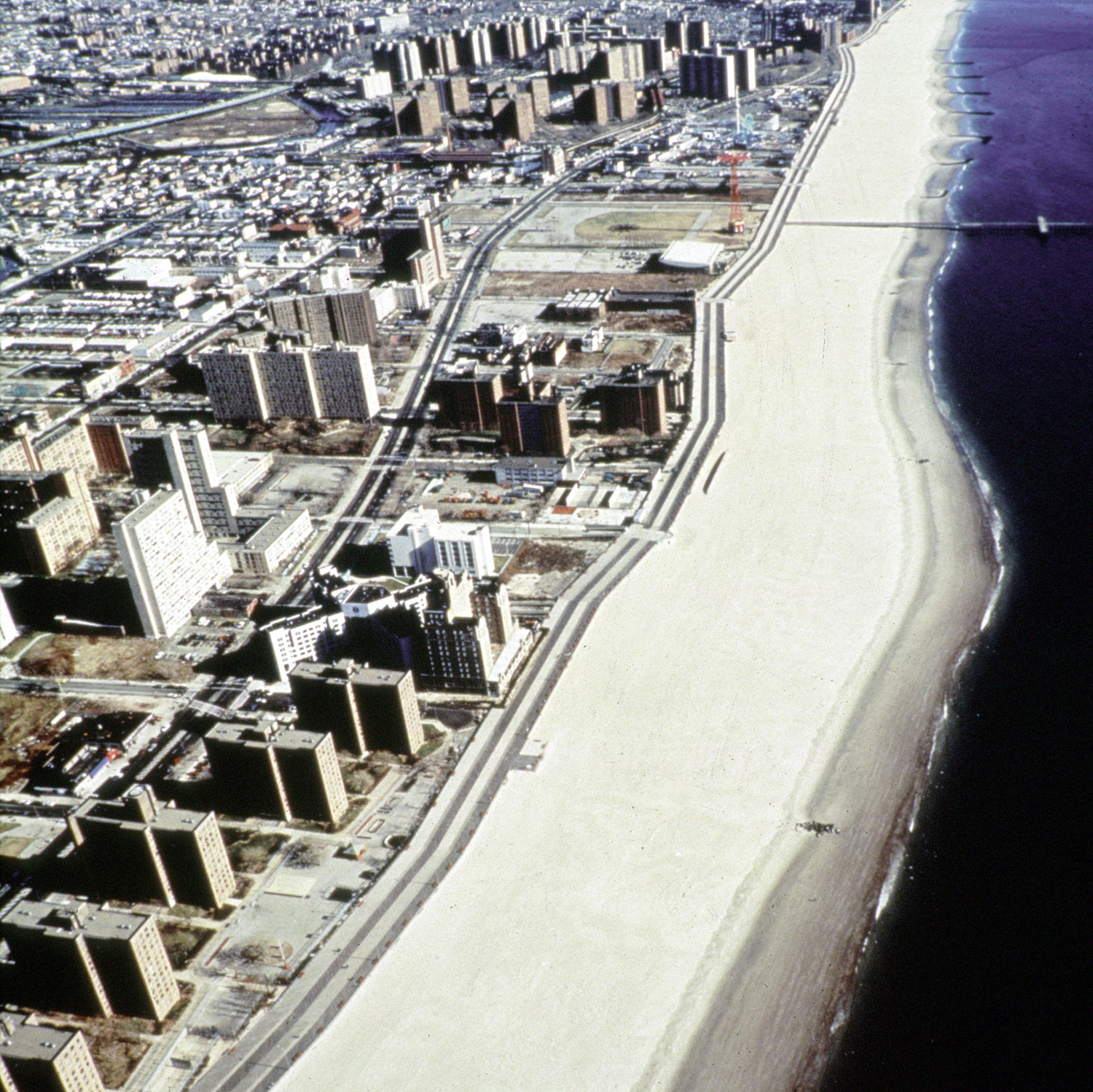
コニーアイランド
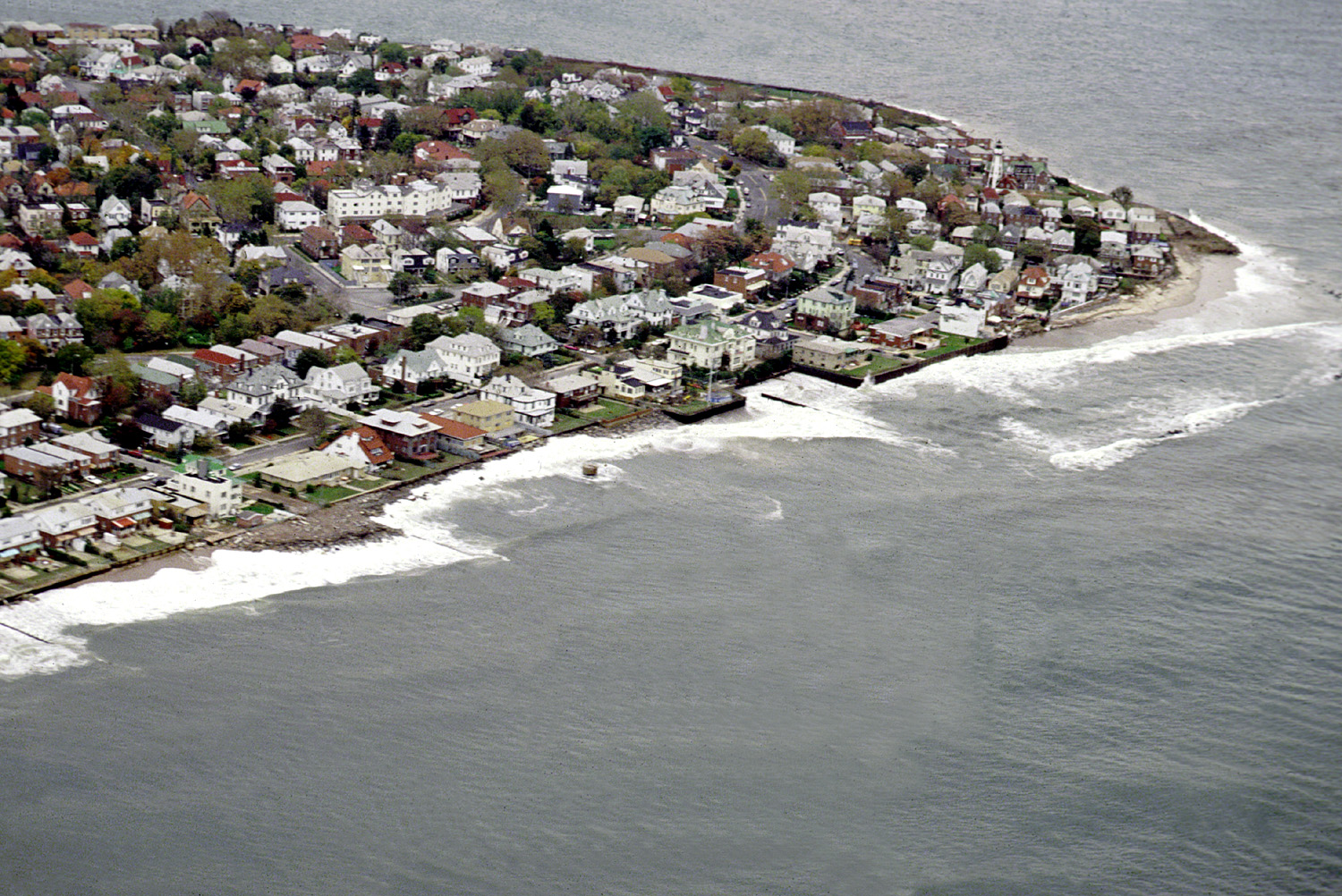
シーゲート（w:Sea Gate, Brooklyn）

## 文化

### 文学

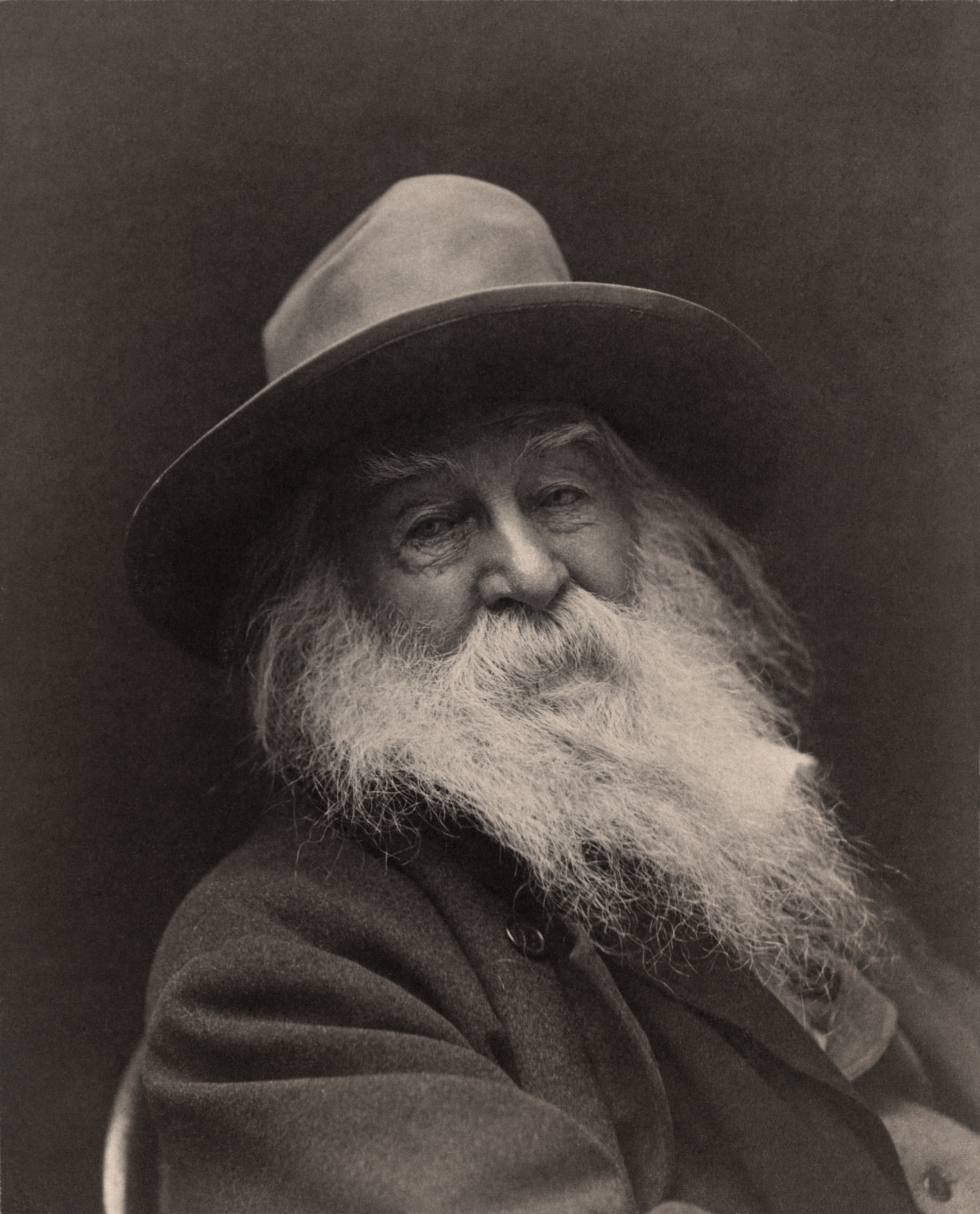
ウォルト・ホイットマン

ブルックリンはアメリカ文学にとって重要な地であり、詩人ウォルト・ホイットマンの初期の作品 Crossing Brooklyn Ferry はブルックリン沿岸の情景を表現している。ハーレム・ルネサンス時代の劇作家ユーラリー・スペンスは1927年から38年まで同区のイースト・ディストリクト高校で教育を受けた。1930年、詩人ハート・クレインはブルックリン橋からインスピレーションを得た「ザ・ブリッジ」という長編詩を発表。作家ヘンリー・ミラーは1890年から20世紀初頭にかけてのブルックリンにおけるドイツ系やユダヤ系コミュニティの姿を表現。小説「南回帰線」や「The Rosy Crucifixion」はブルックリンで過ごした彼の青年時代がモデルとなっている。作家ベティ・スミスの1943年の作品「ブルックリンに育つ木（A Tree Grows in Brooklyn）」とこれを原作にした同名の映画はブルックリンでの生活を描写した彼女の最も有名な初期の作品である。ユダヤ人作家チャイム・ポトクがラビや区民をもとに書き上げ1947年に出版された「選択（The Chosen）」はブルックリンで育つ2人のユダヤ人少年を主人公にしている。作家ウィリアム・スタイロンの小説「ソフィーの選択」はフラットブッシュを舞台に1947年の夏を描いている。脚本家アーサー・ミラーの1955年の作品「橋からの眺め（A View from the Bridge）」の舞台もブルックリン。

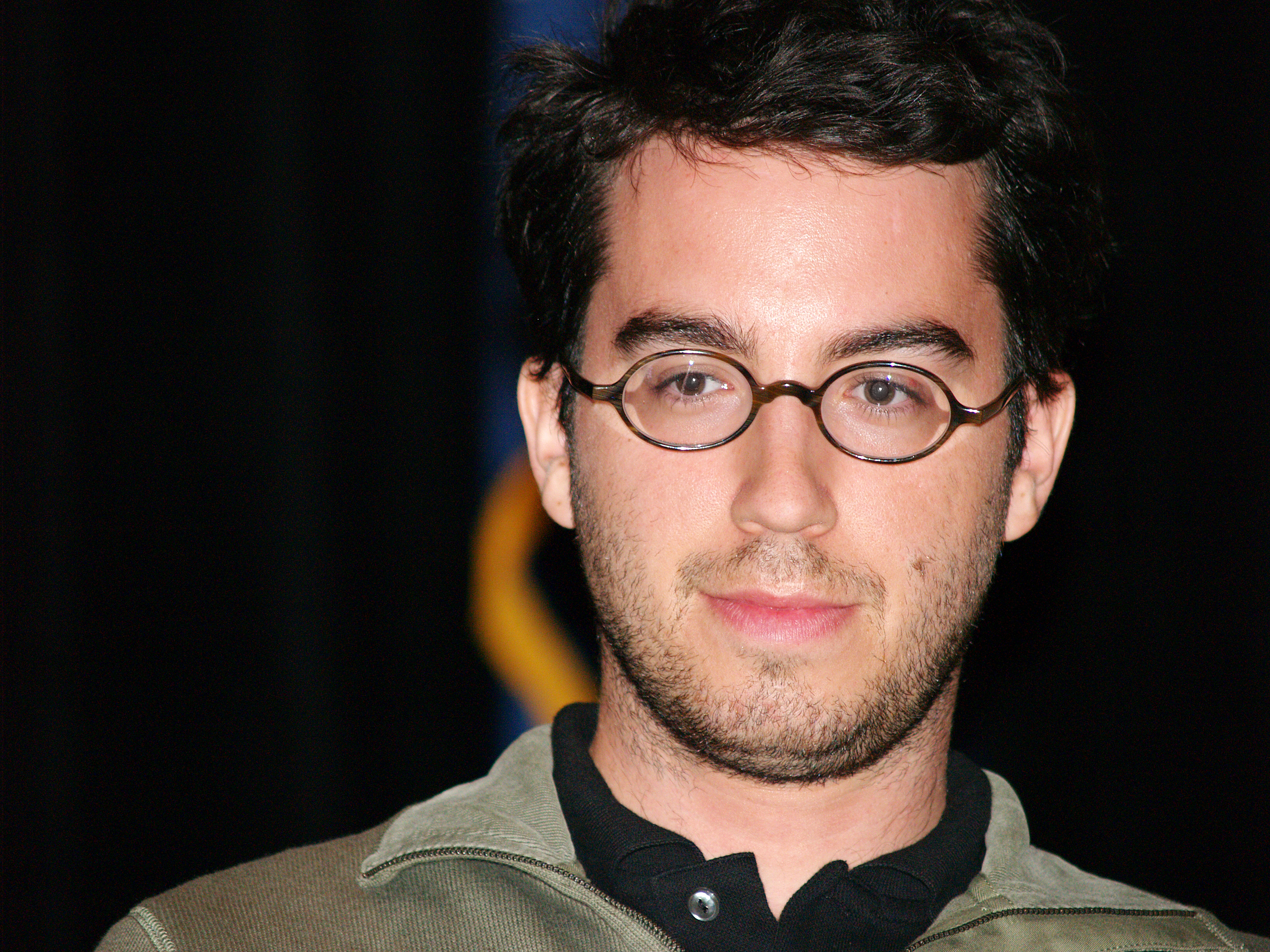
ジョナサン・サフラン・フォア

作家ポーレ・マーシャルの1959年の小説「ブラウンガール・ブラウンストーンズ（Brown Girl, Brownstones）」は世界大恐慌時代から第二次世界大戦までの同区に生きたバルバドス人移民の物語となっている。
近年ではブルックリン出身の作家ジョナサン・レセムが「マザーレス・ブルックリン」、「僻地の要塞（The Fortress of Solitude）」などの作品で同区での育ちを書き綴っている。パークスロープ地域にはジョナサン・サフラン・フォア、ジュンパ・ラヒリ、ジョナサン・フランゼン、リック・ムーディ、ジェニファー・イガン、キャスリン・ハリソン、ポール・オースター、フランコ・アンブリッツ、ニコール・クラウス、コルソン・ホワイトヘッド、ダリン・シュトラウス、シリ・ハストヴェット、スケツ・メータなど現代文学の作家たちが集まっている。尚、ディカバリー・キッズ・チャンネルで放送されていたアニメ番組「タイムワープトリオ」（原作は小説）はブルックリンが舞台となっている。

### 演劇・映画
ブルックリンは演劇や映画の舞台としても利用されてきた。ピューリッツァー賞も受賞した劇作家リン・ノットエイジの劇「Crumbs from the Table of Joy」は第二次大戦後のブルックリンを舞台としフロリダからやってきたアフリカ系の葛藤を描く。また世界的に有名なものでは俳優ジョン・トラボルタの代表作「サタデー・ナイト・フィーバー」がイタリア系居住地区として有名なベイリッジ地域を舞台にした他、セルジオ・レオーネ監督の遺作「ワンス・アポン・ア・タイム・イン・アメリカ」も禁酒法時代のブルックリン沿岸地域を生きたユダヤ人ギャングの物語となっている。劇作家ニール・サイモンの1983年の作品「Brighton Beach Memoirs」は1937年のブルックリンが舞台。1980年代後半になるとブルックリンはスパイク・リー監督の映画「She's Gotta Have It」「ドゥ・ザ・ライト・シング」の撮影舞台になったことから新たな風潮を見せ始め、2001年から2002年にかけてドイツ人映画監督のクリストファー・ウェイナートが「With Allah in Brooklyn」というドキュメンタリー映画を同地で作成した。2005年の映画「イカとクジラ」を監督したノア・バームバックは作家ジョナサン・バームバックとニューヨークベースの新聞ザ・ヴィレッジ・ヴォイスの映画評論家ジョージア・ブラウンの息子で、映画はパークスロープのインテリたちの生き様を描いた。

### 芸術・博物

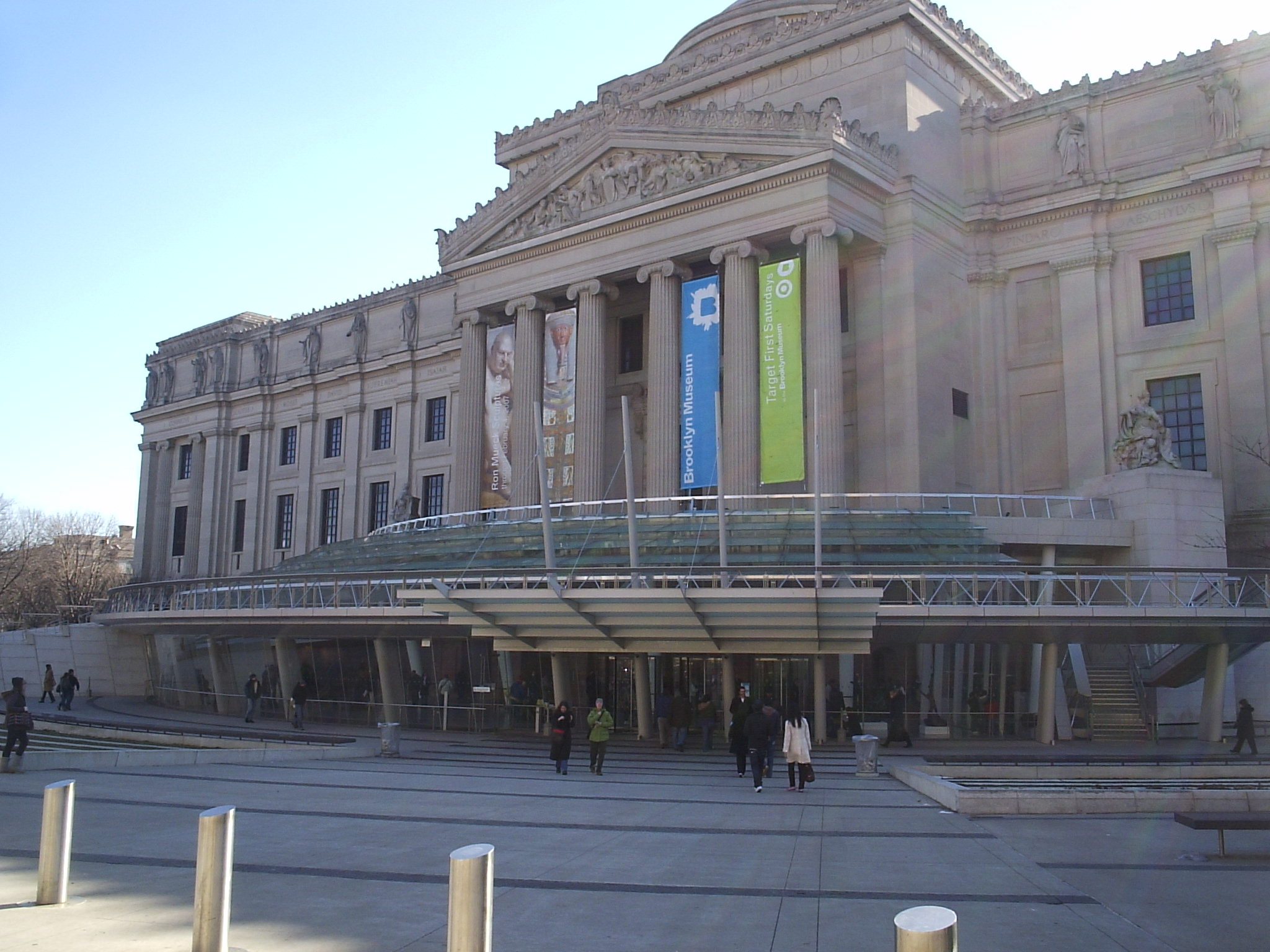
ブルックリン美術館

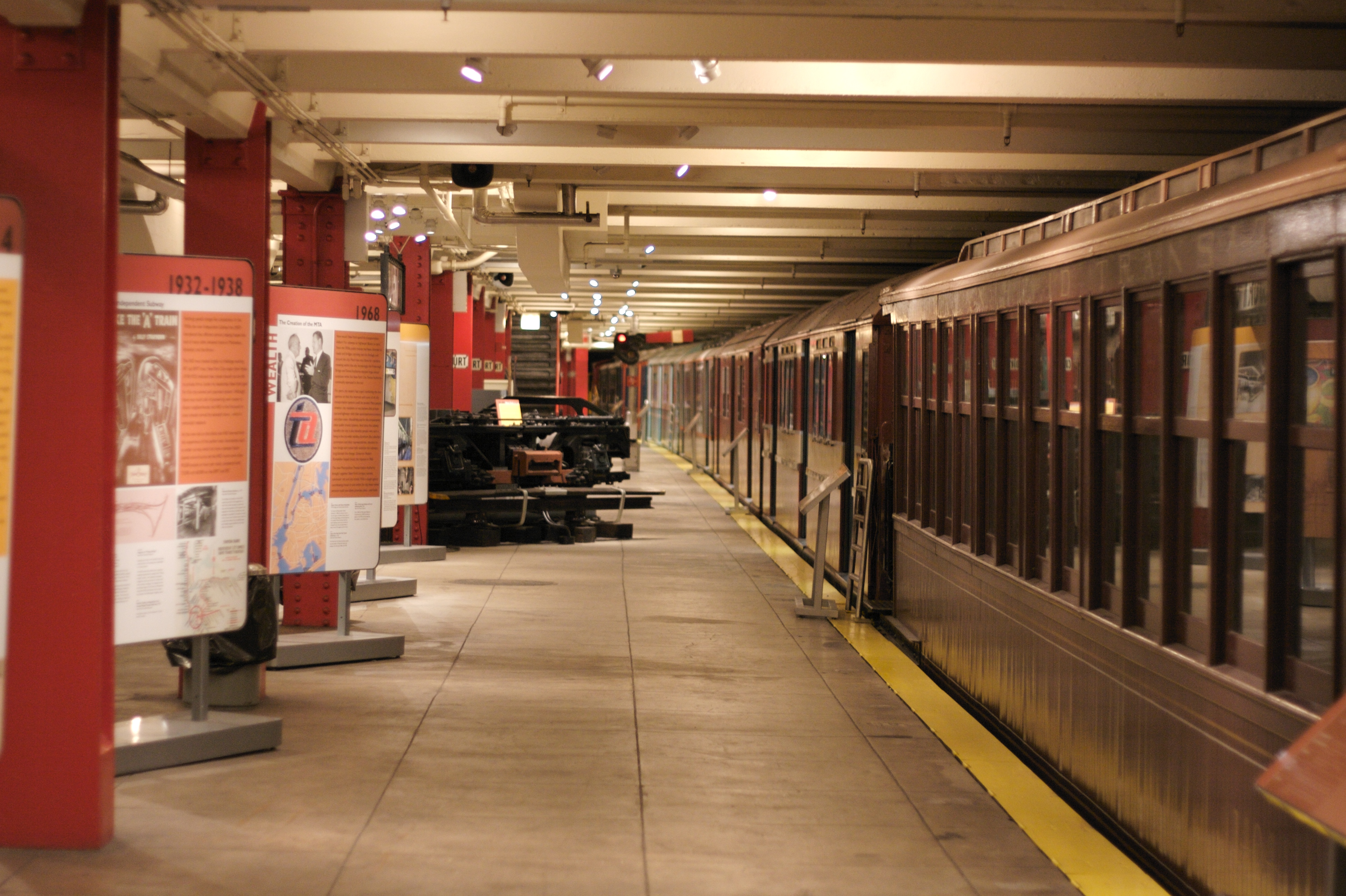
ニューヨーク交通博物館

1897年に開館したブルックリン美術館はマンハッタンのメトロポリタン美術館に次ぐ全米で2番目に巨大な美術館であり、古代エジプトから現代芸術までその所蔵品は150万点以上に上る。1899年12月に開館しクラウンハイツにあるブルックリン・チルドレン・ミュージアムは世界初の子供用美術館となっておりアメリカ美術博物協会認可で歴史的に重要な標本や見本など約3万点の所蔵品を数える。ブルックリン・アカデミー・オブ・ミュージックには2109席のオペラ劇場、874席のホールがある。
ニューヨーク交通博物館にはニューヨーク市地下鉄の歴史を主要な展示物とし、ロングアイランド鉄道やバスシステムなども紹介している。
1863年に創設されたブルックリン・ヒストリカル・ソサエティは博物館、図書館、教育施設などを備えておりアメリカの建国からブルックリンの歴史、そしてそこの人々を学ぶ為の施設となっている。1981年に創設された BRICロタンダ・ギャラリー は非営利目的の美術館でブルックリン出身又は居住する現代芸術家たちが作品を展示する場所となっている。ブルックリンハイツにあるこの美術館では現代芸術であれば全てのメディアを取り扱っており、公共イベントや芸術教育にも力を入れている。ここの目的は現代芸術をより身近なものにしブルックリンから芸術とグローバルな世界の架け橋を作ろうというものでクリエイターの養成に一躍買っている。

### 異国文化
ブルックリンは様々な文化、民族、人種が集う場所であり、最多比の民族はカリブ出身のアフリカ系である。今日形成されている文化の混合は海外からの移民がその風習をそのまま持ち込んだ結果である。ニューヨーク都市圏は世界最大級のユダヤ人居住地域でありブルックリンはイスラエル以外ではユダヤ文化の中心地ともなっており、2007年には中欧最大のユダヤ人密集地域であるウィーン市のレオポルトシュタット区と姉妹都市になった。その人口は約51万6千人で37%が正統派である。
行政もブルックリンの特異な文化にプロモーションをかけ、同区に進入する道路の標識にはカラフルな装飾で How Sweet It Is （なんて魅力的なんだ）、Home to Everyone from Everywhere （あらゆる場所から来たあらゆる人々の故郷に）というサインが掲げられている。

### メディア
ブルックリンには日刊ブルックリン・イーグル、ベイ・カレンツ、ザ・ブルックリン・ペーパー、ブルックリン・ビュー、クリアーライフ・パブリケーションズ（Courier-Life Publications）など複数の地域新聞がある。クリアーライフ紙はメディア界の大物ルパート・マードックの所有するニューズ・コープ傘下にありブルックリン最大の地域新聞になっている。また当然ニューヨークベースの全国紙ニューヨーク・タイムズやニューヨーク・ポスト、ニューヨーク都市圏用新聞デイリーニューズなども大量に流通している。芸術や政治を扱う情報雑誌ザ・ブルックリン・レールやキャビネットなどはブルックリンベースの雑誌である。
またその文化的多様性からエスニックプレスも盛んであり全米に出回るエスニック新聞の多くがブルックリンをベースとしている。ニューヨーク市では約60の民族が42の言語を使用し300紙以上の非英語新聞が発行されている。大手のものとしてはブルックリンとクイーンズのカトリック系新聞ザ・タブレット（The Tablet）、ユダヤ系新聞でヘブライ語で書かれるハモディア（正統派向け）、ハイチ人用のハイチアン・タイムズ（英語）、ハイチ・オブザーバチュア（Haiti Observateur）、ハイチ・プログレス（Haiti Progress）などがある。
ニューヨーク市はNYCメディアグループによって運営されるテレビ局を持っておりブルックリンをフィーチャーするプログラムもある。ブルックリン・コミュニティ・アクセス・テレビは同区の公共放送である。同局はBRICロタンダ・ギャラリーとコンテンツをシェアしている。

### 観光

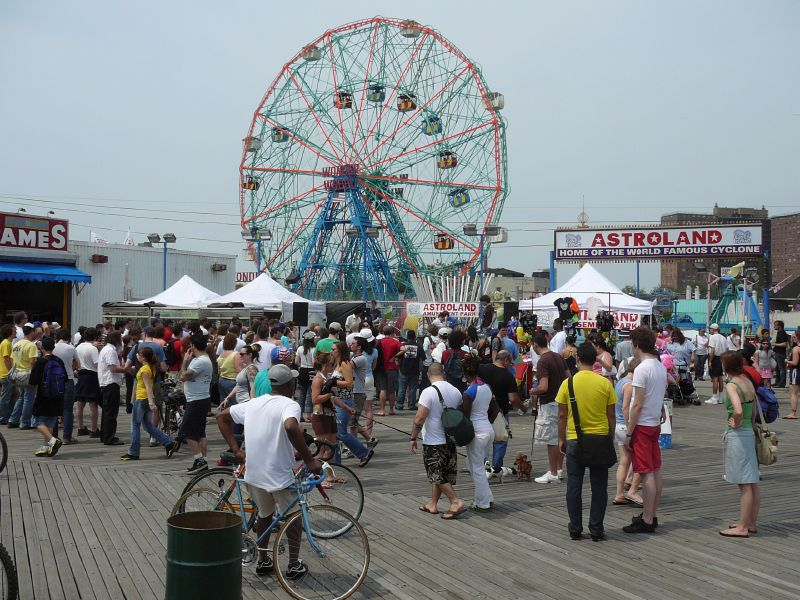
アストロランド

20世紀初頭にリゾート地として開発され第二次大戦前は区南部のコニーアイランドなどはニューヨーク市近郊のリゾート地として栄えた。裕福なニューヨーカー達はグレーヴセンド競馬場やシープシェッドベイ競馬場などに集い海沿いの高級レストランやホテルを利用した。彼らの中ではシーシェッドベイに行くならば海を見てその後ランディ・レストランに行かなければ意味が無い、とまで言われた。地下鉄がコニーアイランドまで伸びたことにより一般市民も簡単にアクセスできるようになり大量の観光客が流入、全米初の一大アミューズメント地域となった。1927年に作られたジェットコースター・サイクロンは国の歴史遺産にもなっている。アストロランドにある1920年に作られたワンダーホイールや他のアトラクションは今も稼働中である。1970年代からコニーアイランドの人気は陰りを見せはじめた。7月にはマーメイド・パレードとネイサンズ国際ホットドッグ早食い選手権が開かれることでも有名（ネイザンズというレストランがホットドッグ発祥の地と言われている）。

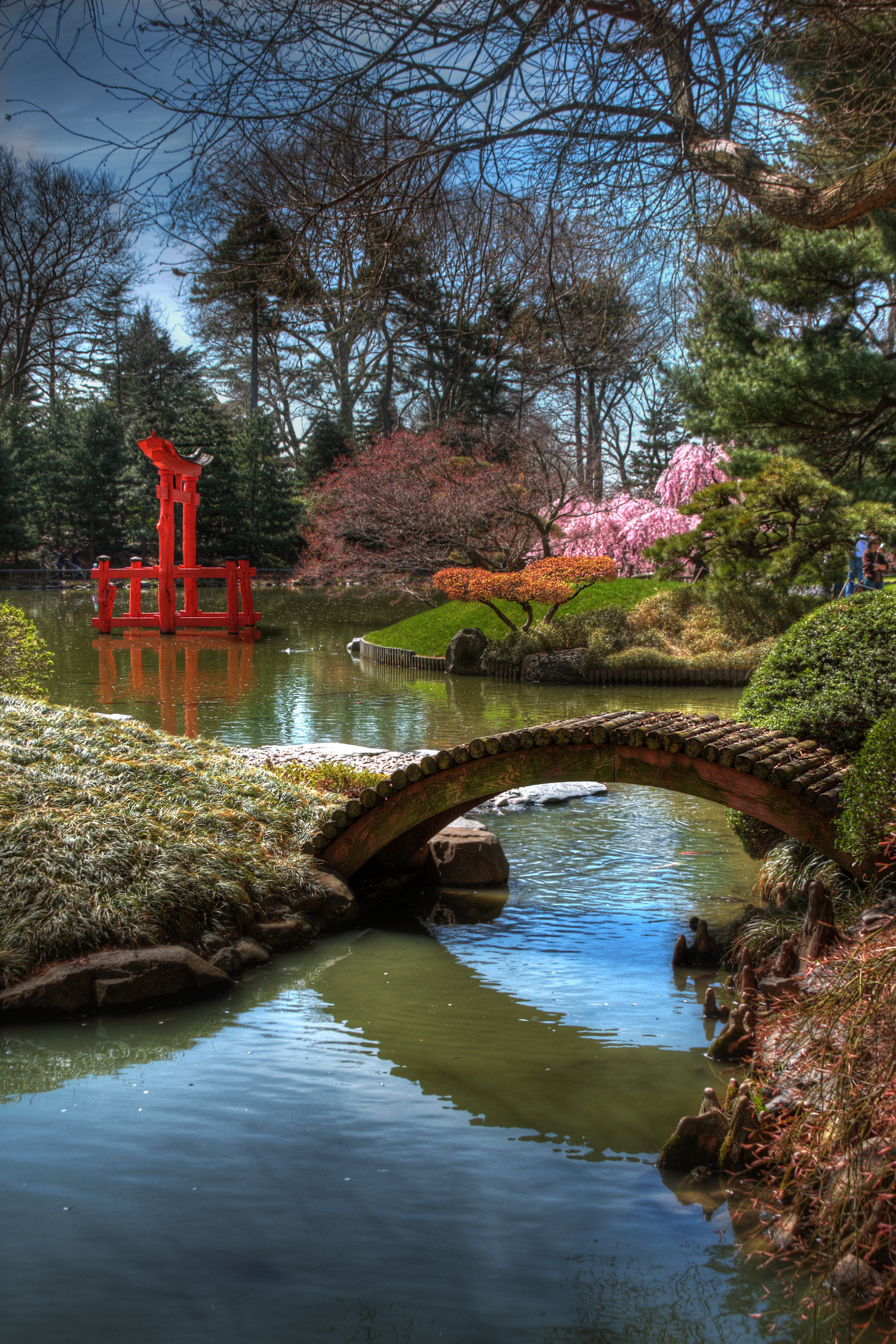
ブルックリン植物園の日本庭園

ソーシャル・リフォーマーのヘンリー・エヴェリン・ペリエポイントが1838年に築いたグリーンウッド墓地は全米有数の壮大な墓地である他478エーカー（190ヘクタール）に及ぶ敷地を持つ。同墓地にはギャングスターのアルバート・アナスタシア、画家のジャン＝ミシェル・バスキア、指揮者のレナード・バーンスタイン、作曲家のルイス・モロー・ゴットシャルク、作家のローラ・ジーン・リベイ、発明家のサミュエル・モールス、ジャーナリストのエドワード・R・マロー、ファーストレディのマーサ・ルーズベルト、産児制限活動家のマーガレット・サンガー、政治家のウィリアム・トゥティードなどが眠っている。現在も墓地は運営中。
ブルックリン植物園では桜並木や1エーカーのバラ園、日本庭園、盆栽、盲目者のためのフレグランス・ガーデン（匂いの園）、スイレンの遊歩道、温室、ロックガーデンなどが楽しめる。

### スポーツ
スポーツ界の大物レッド・アワーバック（バスケ）、カーメロ・アンソニー（バスケ）、ボビー・フィッシャー（チェス）、ヴィンス・ロンバルディ（アメフト）、ブランドン・シルベストリー（プロレス）、ジョー・パターノ（大学アメフト）、マイク・タイソン（ボクサー）、ジョー・ペピトーン（野球）、ジョー・トーリ（野球）、ラリー・ブラウン（野球）、ビタス・ゲルレイティス（テニス）、アル・バミー・デイヴィス（重量挙）、ハービイ・ノロヴィッツ（ボクサー）、ポール・ロデューカ（野球）、ジョン・フランコ（野球）、ステフォン・マーブリー（バスケ）、ジョン・ハラマ、リコ・ペトロセリ（野球）などはブルックリン出身（もしくは育ち）である。尚、マイケル・ジョーダンはブルックリンに生まれたが育ったのはノースカロライナ州ウィルミントンである。

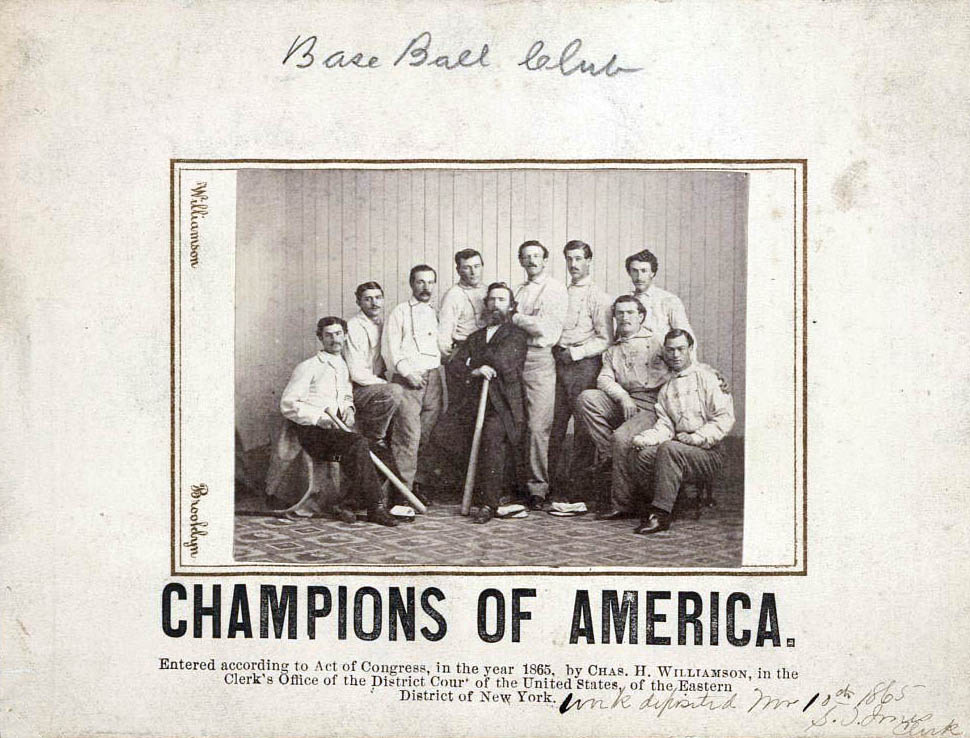
ブルックリン・アトランティックス(1865年)

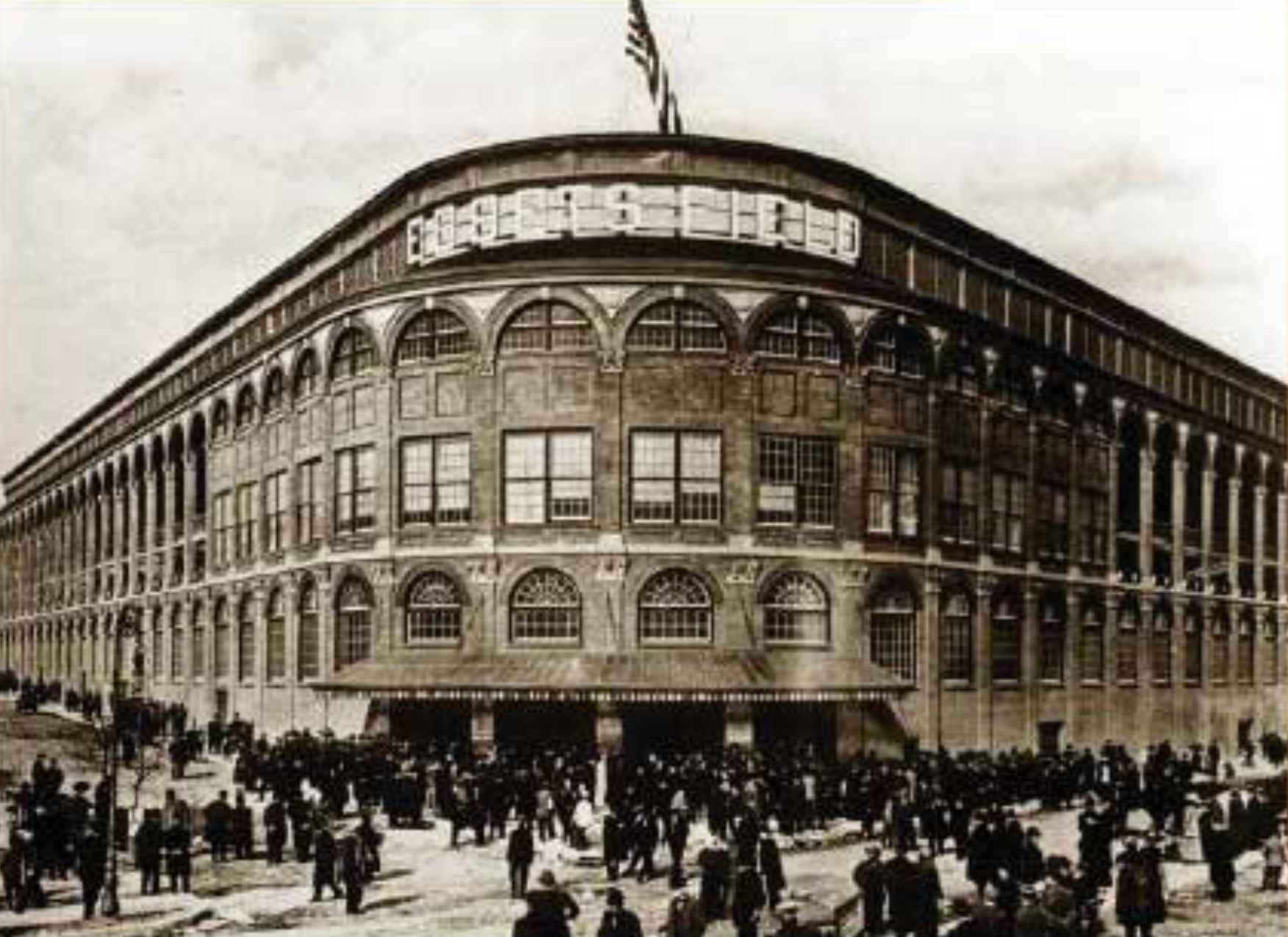
エベッツ・フィールド(1913年)

ブルックリンは初期の野球の歴史にも深い関わりがあり、1845年10月24日には現在のフォートグリーンパークにて歴史上2回目の野球試合が行われた。1850年中盤から南北戦争にかけてはアマチュア野球チームのブルックリン・エクセルシオールズ、ブルックリン・アトランティックス、ブルックリン・エックフォーズなどが活躍した。この頃は「ブルックリンの時代」とも呼ばれ現在の野球にもある速球、チェンジアップ、打率、三重殺などがブルックリンから生まれた他、初の黒人チーム、黒人チャンピオンシップ、ロードトリップなどもあった。初のプロ野球選手といわれるジム・クレイトンもブルックリンでプレーしていた。また多くのチームが利用した本格的なスタジアムのユニオン・グラウンズも存在した（1883年に解体）。
ブルックリンに最初に誕生した北米4大プロスポーツリーグチームは、ブルックリン市時代に創設され、ニューヨーク市併合後も「ブルックリン」のチームであることを通したMLBのブルックリン・ドジャースだった。ワシントン・パークやイースタン・パークを本拠地とした後、1913年からエベッツ・フィールドを本拠地とした。ジャッキー・ロビンソンは1947年に初のアフリカ系選手として入団した。ワールドシリーズ初優勝はニューヨークに本拠地を置く3球団の中では最も遅い1955年で、それまでワールドシリーズで5回ドジャースを下したニューヨーク・ヤンキースを下しての初優勝だった。この時の盛り上がりは常軌を逸するもので盛大な祝典が催された。そして、1957年シーズン終了後にドジャースはロサンゼルスへ移転した。球団オーナーのウォルター・オマリーへの誹謗中傷は激しく、現在でも、ブルックリン時代を知る世代はおろかロサンゼルス移転後に生まれた世代からも批判されることがある。地区の歴史をいまだにドジャースの移転前、移転後で分ける住民が多い。ただドジャースのブルックリン回帰の運動は起きていない。ドジャースの移動以降43年間はブルックリンにプロ野球チームがなかったが2001年にマイナーリーグのブルックリン・サイクロンズがやってきた。彼らはニューヨーク・メッツの傘下でコニーアイランドのマイモニデス・パーク（旧MCUパーク）をホームとしている。
マイナーリーグサッカーのブルックリン・ナイツもホームをクイーンズからアビエイター・フィールドに移した。フィールドはスポーツコンプレックスの一角で2000席を持つサッカー専用。同チームは4軍リーグのUSLプレミア・デベロップメント・リーグでプレーしている。イースタン・プロフェッショナル・ホッケー・リーグはブルックリン・エーシーズを2008年の先発チームに認定。チームはアビエイター・フィールドで活動している。
ドジャースのロサンゼルス移転後、北米4大プロスポーツリーグチームは長らくブルックリンに存在しなかったが、2012年にNBAのニュージャージー・ネッツがブルックリンへ移転し、ブルックリン・ネッツと改称。同年完成のバークレイズ・センターをホームアリーナとしている。2015年にはナッソー郡ユニオンデールのナッソー・ベテランズ・メモリアル・コロシアムの老朽化により、NHLのニューヨーク・アイランダースがバークレイズ・センターへ移転したが、2021年にナッソー郡エルモントのUBSアリーナへ移転している。
2018年、創設されてMCUパークをホームとするラグビー・ユナイテッド・ニューヨークは翌2019年にメジャーリーグラグビーへ加入。
区にある巨大な公園プロスペクトパークやマリーンパーク、スポーツ施設のある小型空港フロイド・ベネット・フィールドなどは区民にスポーツを行う環境を提供している。

## 交通

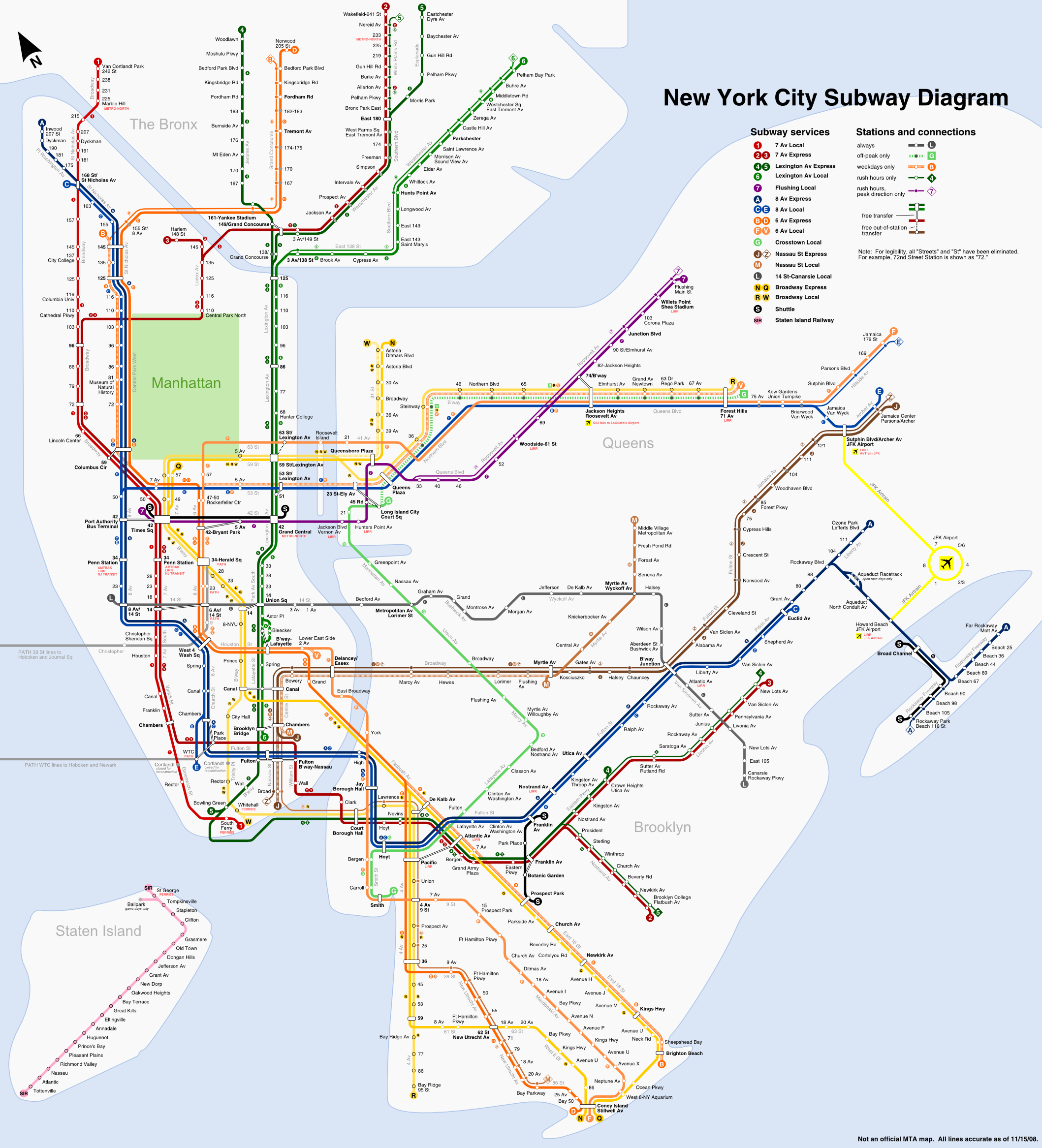
ニューヨーク市地下鉄路線図

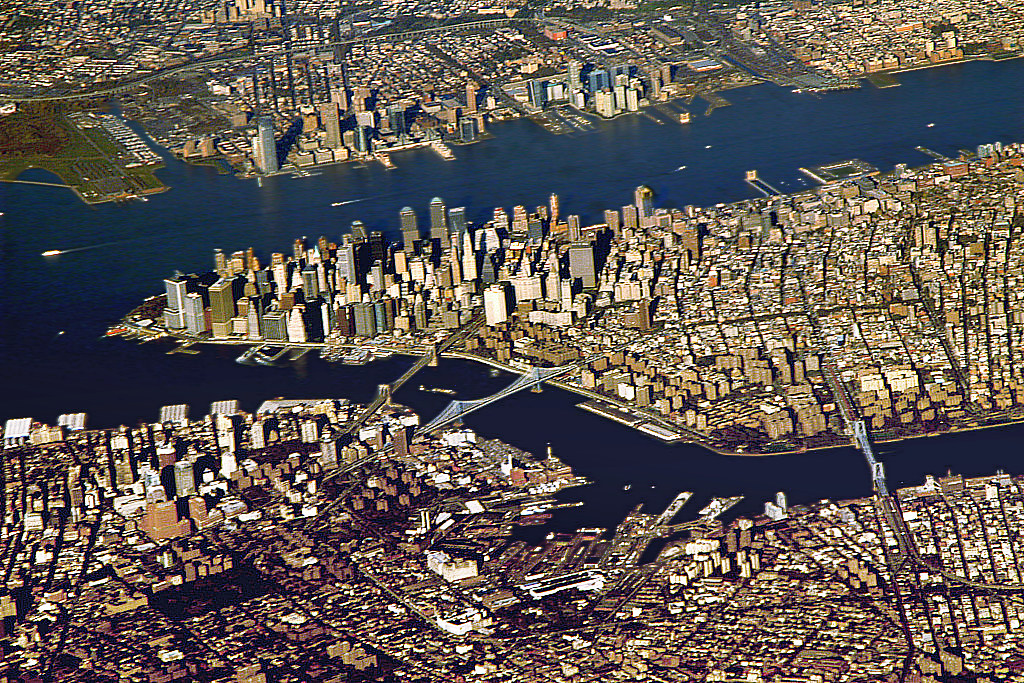
マンハッタンとを結ぶ3つの橋

### 公共交通
ブルックリン区内の主要な交通手段は公共交通網である。ニューヨーク市地下鉄が18線（フランクリン・アベニュー・シャトルを含む）通っており観光客や通勤でマンハッタンとを行き来する者の92.8%はこの地下鉄を利用する。ターミナル駅としてはアトランティック・アベニュー-バークレイズ・センター駅、ブロードウェイ・ジャンクション駅、ディカルブ・アベニュー駅、ジェイ・ストリート-メトロテック駅、コニー・アイランド-スティルウェル・アベニュー駅などがある。またロングアイランド鉄道（LIRR）アトランティック線ではイーストニューヨーク駅、ノストランド・アベニュー駅、アトランティック・ターミナル駅の3駅がある。LIRRにはアトランティックAve-パシフィックSt駅近くからアクセスでき10の地下鉄網に乗り換えられる。尚、LIRRではブルックリンから直通でマンハッタンにアクセスは出来ない。
ニューヨーク市バス網も区内全域を網羅している。平日はマンハッタンへのエクスプレスバスも運行している。ニューヨークの象徴でもあるタクシーのイエローキャブも見受けられるが同タクシーは主にマンハッタンで運行されている為数は極端に少なくなる。またマンハッタンからブルックリンへ行くことを拒否される場合も多く、区南部への目的地はほぼ承諾されない（特に夜）。

### 道路
高速道路の多くは区西側と南側に通っておりブルックリン-クイーンズ高速（ゴーナス高速）、プロスペクト高速、サンライズ高速、ベルト高速、ジャッキー・ロビンソン高速がある。一般道で区内の幹線道路となっているのはアトランティック・アヴェニュー、キングス・ハイウェイ、オーシャン・パークウェイ、イースタン・パークウェイ、リンデン・ブルーヴァード、フラットブッシュ・アヴェニュー、ベッドフォード・アヴェニュー、4番アヴェニュー、86番通り、ベイ・パークウェイ、マグギネス・ブルーヴァード、ペンシルベニア・アヴェニューなどである。
ブルックリンに走る大半の道にはなんらかの名前が付けられているがパークスロープ地区や南西部ではマンハッタンのように数字を使った道路がある。数字のストリート（丁目）は東西に、数字のアヴェニュー（街）は南北に走る。数字のストリートは他の地区に進入した時 East, north, South, West, Bay, Brighton, Plumb, Flatlands などの接頭辞が付く。これはキングス郡にもともとあった複数の町に由来する。
マンハッタンへの道路のアクセスはブルックリン橋、マンハッタン橋、ウィリアムズバーグ橋、バッテリー・トンネルの4つがある。ちなみにこの橋を南からBMW（Brooklyn, Manhattan, Williamsberg）と覚える。ヴェラザノ・ナローズ橋はスタテンアイランドとを繋いでいる。クイーンズとはほぼ陸続きであるがニュータウン川にはコシャウスコ橋、プラスキ橋、JJバーン記念橋が、ロッカウェイ半島にはマリーンパークウェイ橋が架かっている。

### 海運

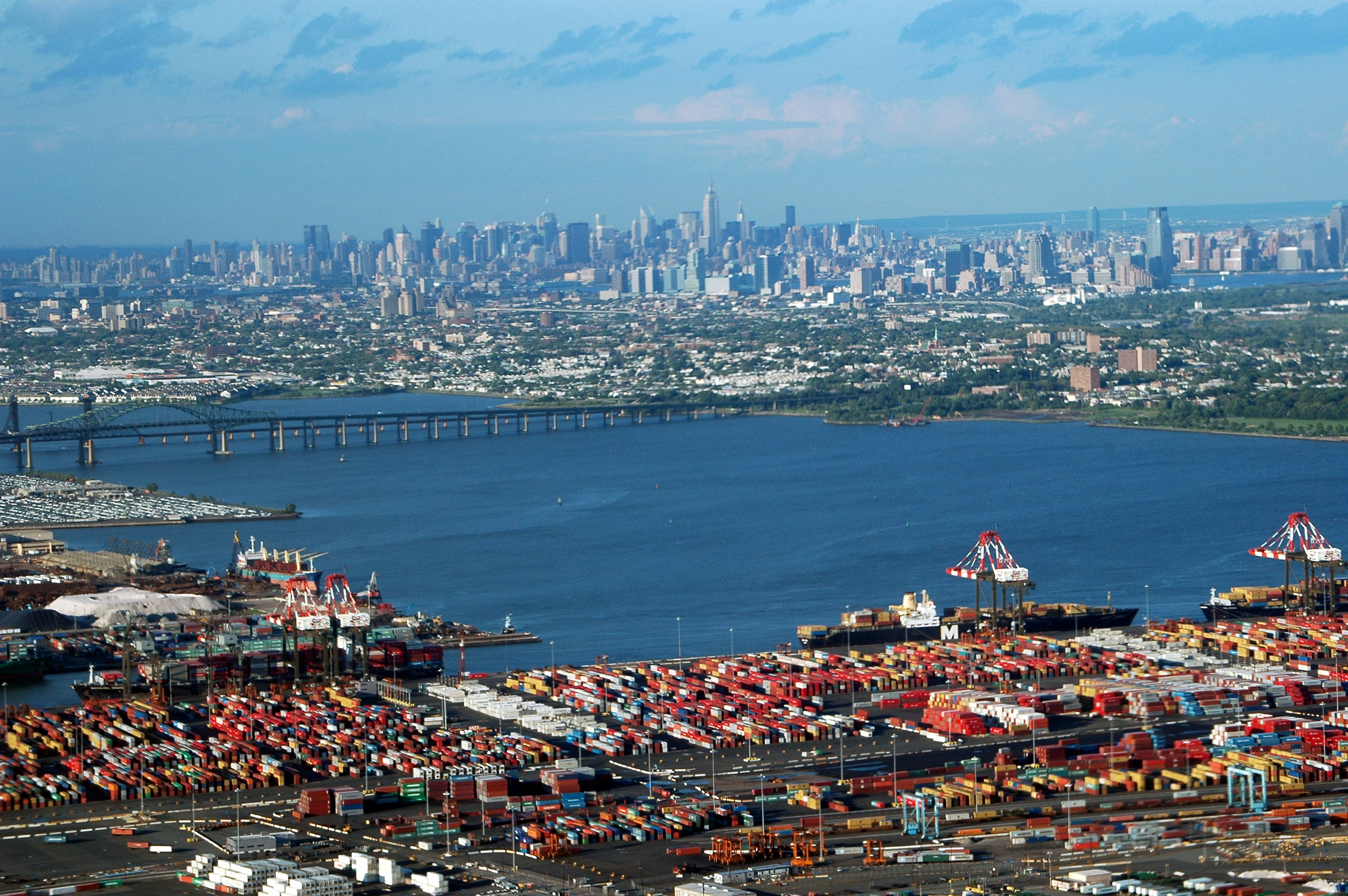
栄えたニュージャージーの湾岸地帯。ブルックリンはマンハッタンの裏側。

サンセットパークにあるブルックリン・アーミー・ターミナルなど歴史的にブルックリンの沿岸地域は巨大な貿易港であった。
1976年1月5日には港の1000万リットルの石油タンクが爆発事故を起こし、付近の住民が避難を余儀なくされたこともあった。
21世紀の現在においては、多くの貨物船が寄港するのはブルックリンの対岸にあるニュージャージーの港で、ブルックリンは再び貨物船を呼び戻す為レッドフック地区にターミナルを建設。史上最大級の客船クイーン・メリー2はニューヨーク港に進入することを計算し全米一の長さを誇るつり橋、ヴェラザノ・ナローズ橋の下をくぐれるよう設計された。同客船はタイタニックの母港としても有名なイングランドのサウサンプトン港を出港しレッドフックに度々寄港する。
ニューヨーク水上タクシーは元は通勤者用に設計され（現在は観光客が多い）区西海岸からローワー・マンハッタン、ミッドタウン、ロングアイランドシティ、ブレジーポイントに寄港する。
対岸のニュージャージーとを繋ぐクロスハーバー・トンネルは元は1920年代に提案されたがニューヨーク・ニュージャージー港湾公社は未だその実用性について議論中とし実行には移していない。
最南端にある小型空港フロイド・ベネット・フィールドは商業運行は基本的に行っておらず一般の人が利用する空港ではない。

## 教育

### 高校

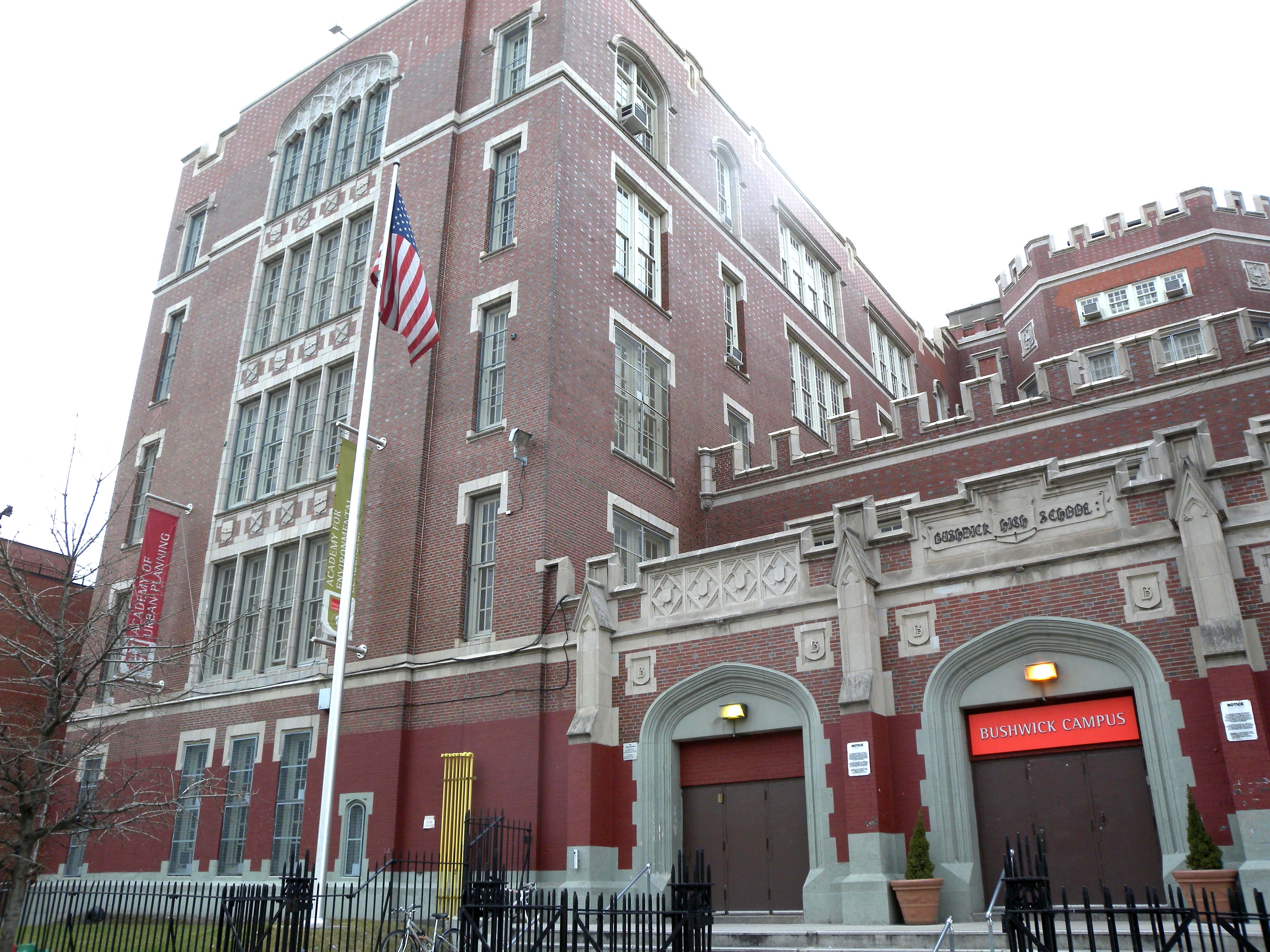
都市計画アカデミー(公立)

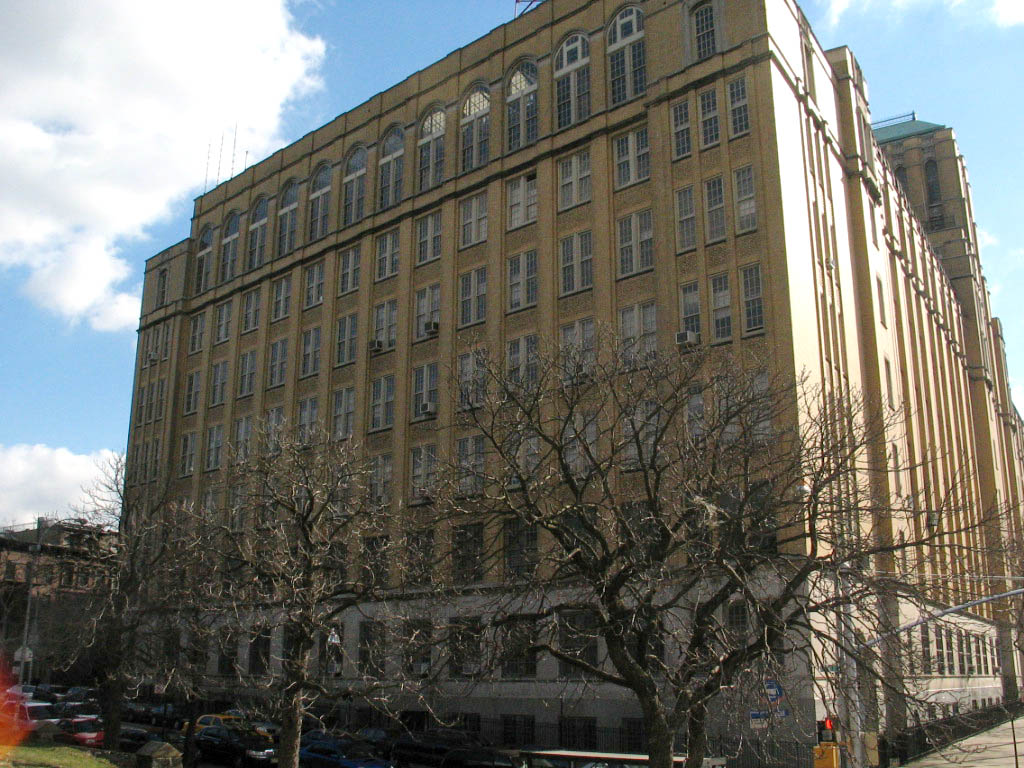
ブルックリン工科高校(公立)

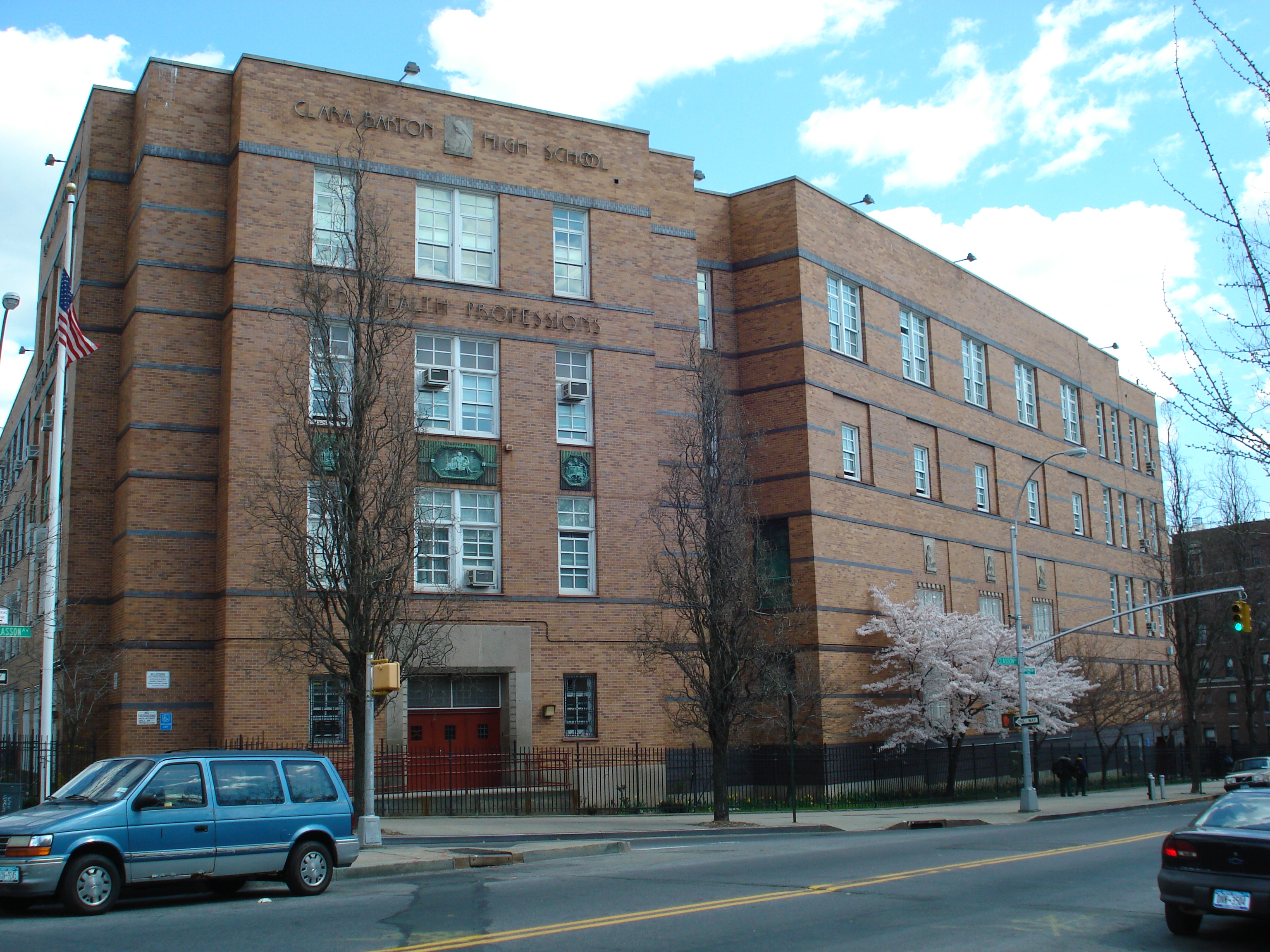
クララ・バートン高校(公立)

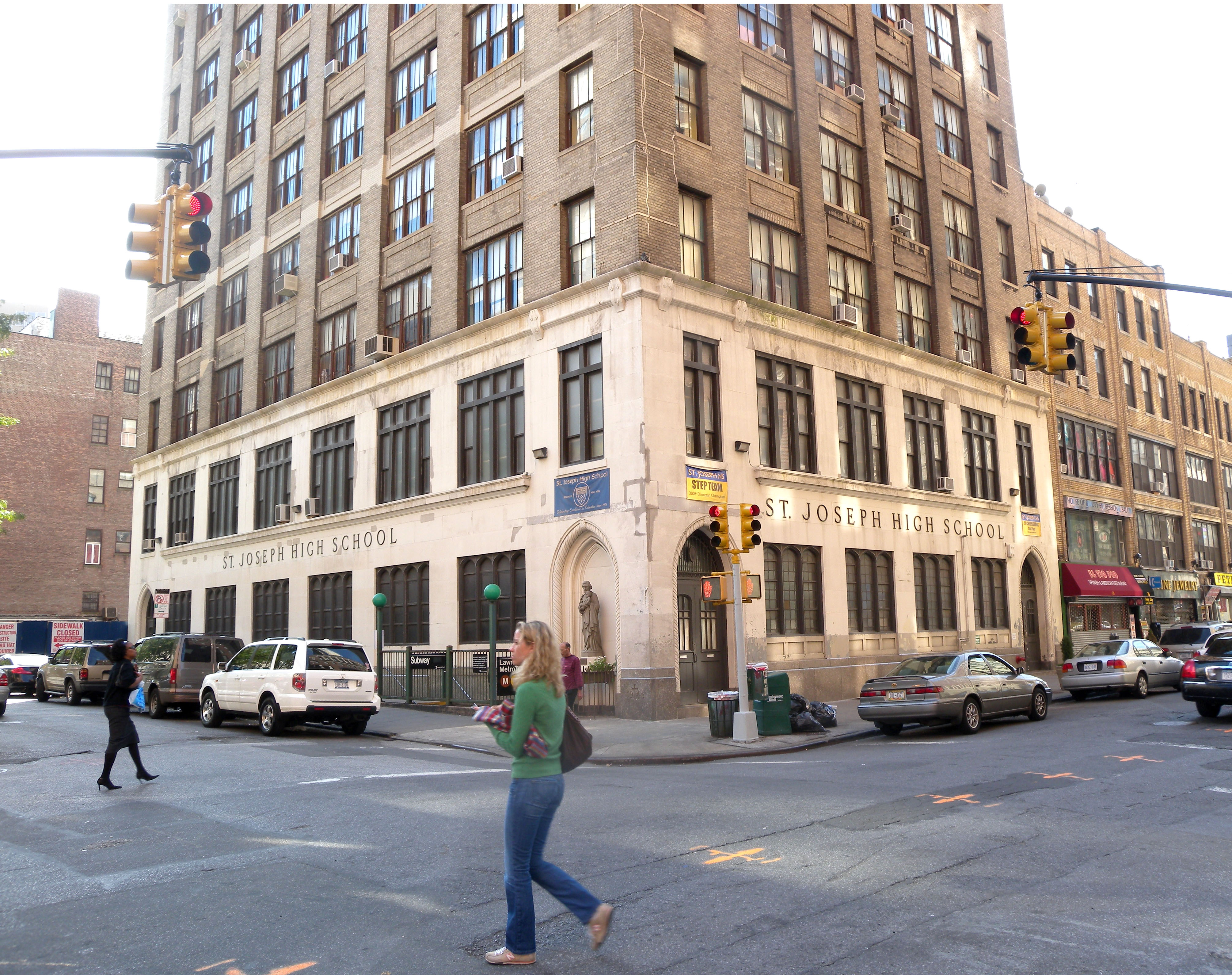
セント・ジョセフ高校(私立)

| 著名な高等学校(抜粋) 公立 - エイブラハム・リンカーン高校 - 環境リーダーシップ・アカデミー - 都市計画アカデミー - ベンジャミン・バンカー・アカデミー - ボーイズ・アンド・ガールズ高校 - ブルックリン科学環境アカデミー - ブルックリン・カレッジ・アカデミー - ブルックリン民主アカデミー - ブルックリン芸術高校 - ブルックリン・ラテン・スクール - ブルックリン工科高校 - ブッシュウィック・リーダース高校 - ブッシュウィック・スクール - カナーシー高校 - クララ・バートン高校 - イーストニューヨーク・ファミリー・アカデミー - エドワード・R・マロー高校 - エンタープライズ・ビジネス・テクノロジー高校 - エラスマス高校 - フォートハミルトン高校 - フランクリン・デラノ・ルーズベルト高校 - フランクリン・K・レーン高校 - ジョージ・W・ウィンゲート高校 - プロスペクトハイツ国際高校 - ジェームズ・マディソン高校 - ジョン・ディウェイ高校 - ジョン・ジェイ高校 - ラファイエット高校 - レオン・M・ゴールドスタイン高校 私立 - カトリック系 - ビショップ・フォード中央カトリック高校 - ビショップ・カーネイ高校 - ビショップ・ラフリン記念高校 - キャサリン・マクアリー高校（女子） - フォントボン・ホール・アカデミー（女子） - セント・アン・スクール - セント・エドモンド高校 - セント・ジョセフ高校（女子） - ナザレ・リージョナル高校 - ザベリオ高校 - ユダヤ系 - イェシーバー・フラットブッシュ高校 - シュラミス高校（女子） - イェシーヴァ・シャーレ・トロー高校（男子） - イェシーヴァ・シャーレ・トロー高校（女子） - バシス・リヴカ（女子） - イェシーヴァ・ラビ・チャイム・ベルリン - マイアー・イェシーヴァ - 無宗教 - バークレイ・キャロル・スクール |

ブルックリン工科高校（通称ブルックリン・テック）（1922年開校）は市の公立高校の一つで科学・数学・工学・技術の特化教育を行う高校としては全米最大で理系を中心に優秀な生徒が集まる。1930年から33年までは600万ドルをかけて新校舎を設立。12階建ての校舎は1区画の半分を占有する。卒業生はアイビーリーグなど東海岸の一流大学へと進学する者が多くノーベル賞受賞者も2人輩出している。

### 大学

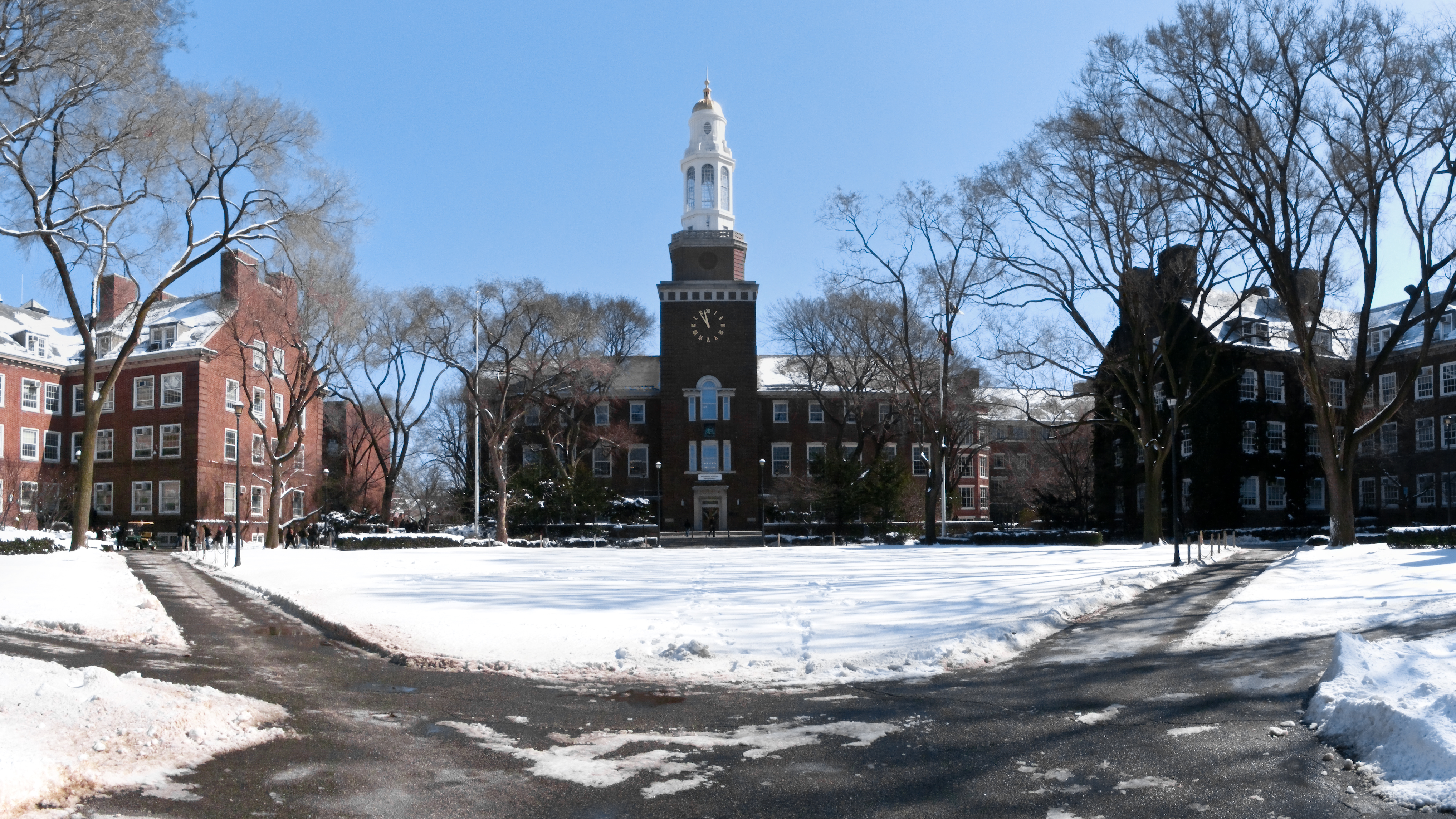
ニューヨーク市立大学ブルックリン校

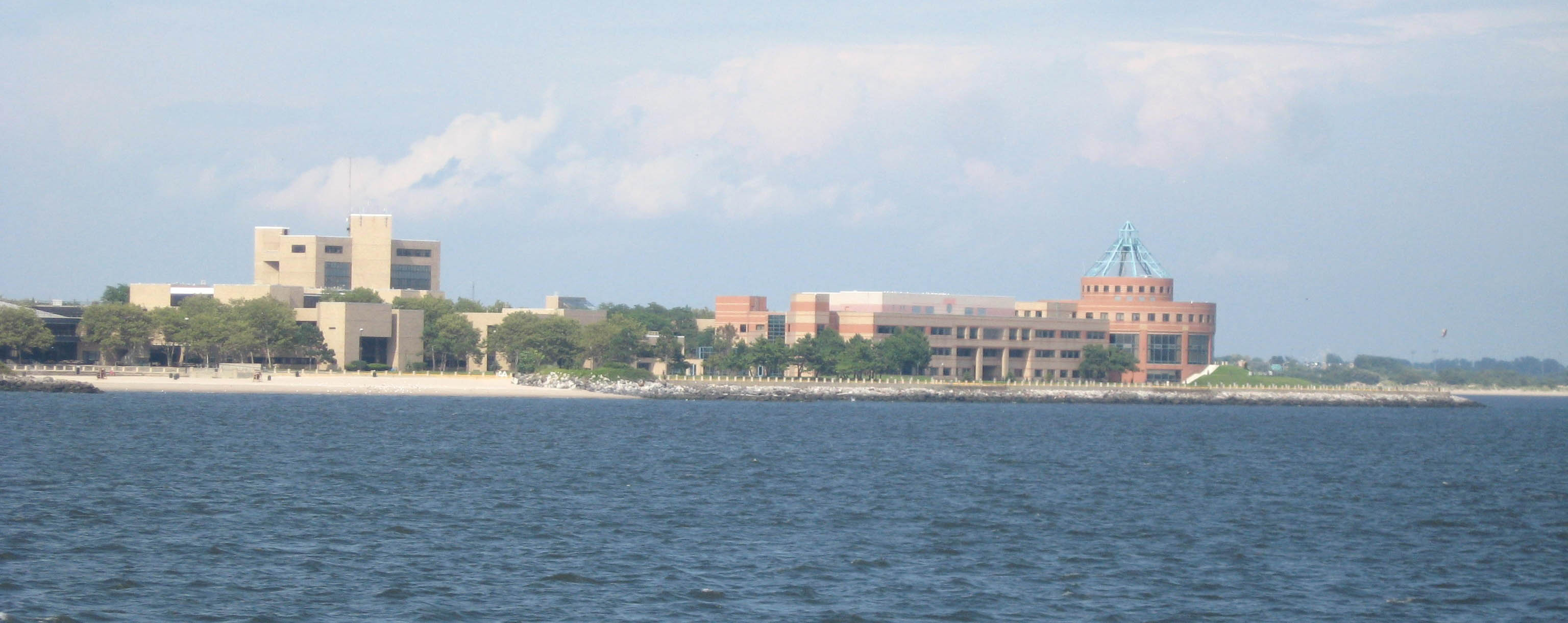
キングスボロー短期大学

| 公立 - ニューヨーク市立大学機構 - ニューヨーク市立大学ブルックリン校 - メドガー・エヴァース大学 - ニューヨーク市工科大学 - キングスボロー短期大学 - ニューヨーク州立大学機構 - ニューヨーク州立大学ダウンステイト医療センター 私立 - ニューヨーク大学科学技術専門校 - ロングアイランド大学 - セント・フランシス大学 - セント・ジョセフ大学 - ボリクア大学 - プラット・インスティテュート - ブルックリン法科大学院 |

ブルックリンには公立、私立ともに数多くの教育機関が存在する。同区の公立学校は全米最大の教育委員会でもあるニューヨーク市教育委員会が管轄している。
ニューヨーク市立大学ブルックリン校はニューヨーク市立大学の後期大学部（3・4年）の一つでニューヨーク市で最初のリベラル・アーツ・カレッジである。学生の多くは移民第一世代か第二世代でユージーン・シェデロフというロシア人移民第2世の学生は学士課程を終える直前の2005年にローズ奨学制度の授与者に選ばれた（イギリスのオックスフォード大学発祥でアメリカでは年約30人程度しか選出されない国際的・歴史的に最も名誉ある制度）。キャンパスはブルックリン・センターをパフォーミング・アーツの教室とし4つの劇場なども備えている。
1970年に創立されたメドガー・エヴァース大学もニューヨーク市立大学機構の後期大学部の一つでリベラル・アーツ教育を中心とした学士課程の全体的な学力向上を目的として設立された。同大学は学士・準学士共に取得可能でブルックリン区民の為の生涯教育プログラムも用意されている。
1901年創立のブルックリン法科大学院は学生の多様性でも有名であり1909年時点で女性やアフリカ系にも入学許可を出している。尚、ブライアン・レイターが発表した法科大学院全米ランキングでは31位になっている。
キングスボロー短期大学はニューヨーク市大機構の前期大学部（1・2年）にあたる学校でニューヨーク・タイムズは同校は全米上位10校に入る短大であると発表した。
ニューヨーク州立大学ダウンステイト医療センターは1860年に創立されたロングアイランド大学病院が母体となっており、アメリカで大学と病院が連結した（大学病院を設立した）最も古い教育機関でもあった。センターの中には医科大学、看護大学、大学病院が用意されており大学院の教員にはノーベル生理学賞受賞者のロバート・ファーチゴット（薬理学科）もいた。学生の約半数はマイノリティか移民で構成されており医科大でのマイノリティの比率はニューヨーク州にある医大の中では最大。
ニューヨーク大学科学技術専門校は1854年に創立されアメリカで2番目に古い工科大学である。2008年7月に巨大な母体を持つニューヨーク大学と合併した。
ニューヨーク市工科大学（通称シティ・テック）はニューヨーク市大機構に属しニューヨーク州最大の公立工科大であり公立工科大のモデルともなっている学校である。1946年に設立、前身は1881年メトロポリタン美術館技術大学改名後のニューヨーク貿易学校。その後ヴォーヒーズ工科大学が設立され工学技術の専門校として世界的なモデルとなった。ヴォーヒーズは1971年にシティ・テックと合併。

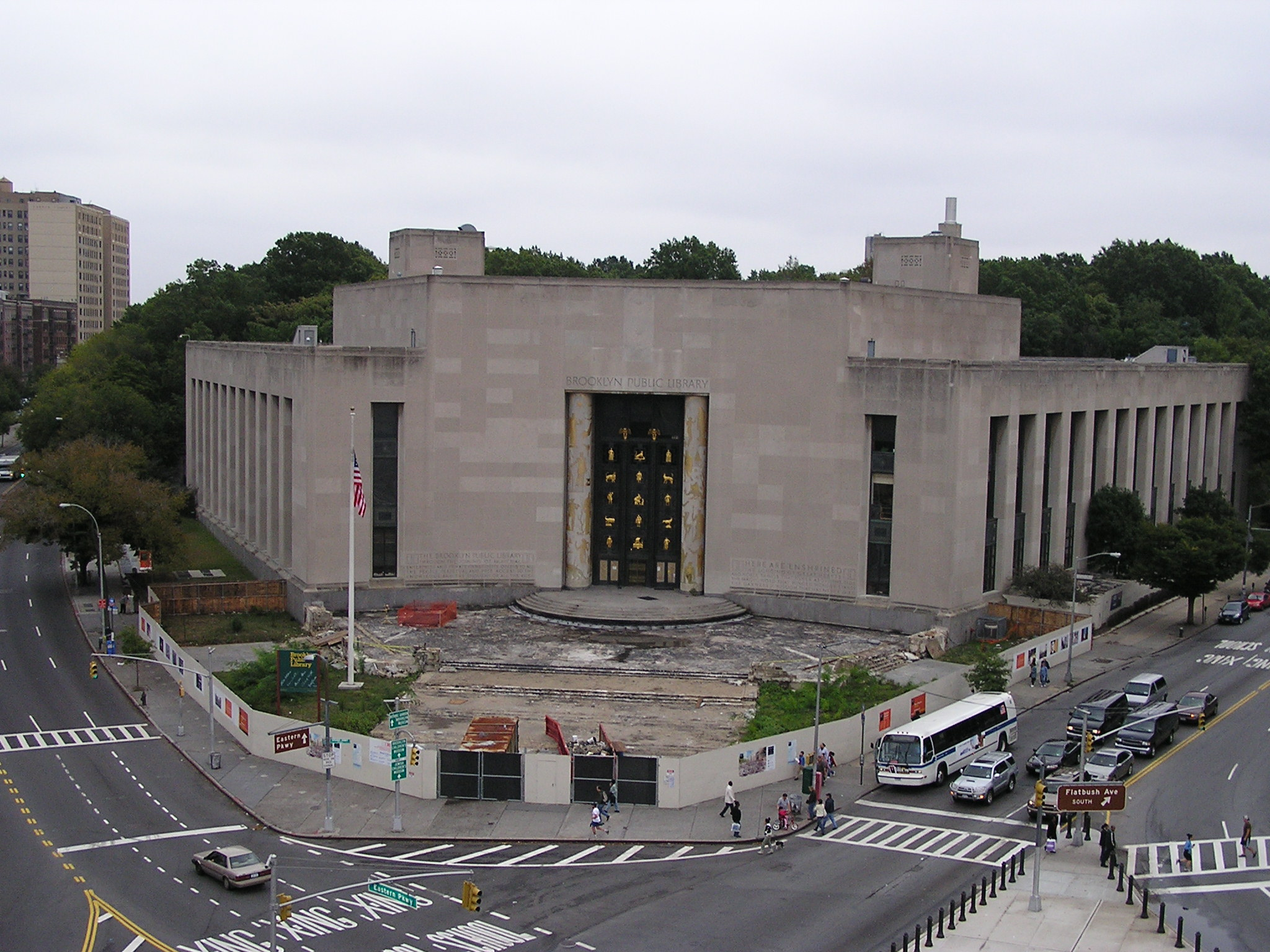
ブルックリン公立図書館・中央図書館

ロングアイランド大学は学部生約6400人を抱える私立大学である。
プラット・インスティテュートはアメリカの美術教育を牽引する学校であり、美術、建築、デザイン、ファッションデザイン、クリエイティブ・ライティングなど総合的なアートプログラムを用意している。
その他、セント・フランシス大学、セント・ジョセフ大学、ボリクア大学など小さなリベラル・アーツ・カレッジがある。
マンハッタンとクイーンズとは独立したシステムを持つブルックリン公立図書館は数千のプログラム、100万冊以上の書籍、約850台の無料インターネットアクセスなどを備えている。書籍はロシア語、中国語、スペイン語、ヘブライ語、ハイチ語、フランス語、イタリア語、アラビア語などブルックリンで使用されている言語の多くを揃えている。建物はグランド・アーミー・プラザ正面にあるランドマークともなっており地下などの改修工事を完了した。
分館は58館あり、ブルックリンハイツにはビジネス・ライブラリーもある。現在、ブルックリン公立図書館はビジュアル＆パフォーミングアーツ・ライブラリーの設立を模索しており芸術と最新技術などをフォーカスした施設になるという。

## その他
英語のブルックリン訛り（ニューヨーク方言に属する）はテレビや映画などで典型的なニューヨーカーを表す特徴のひとつとして使用されることが多かった。徐々に廃れてきてはいるがブルックリンの労働階級は「ブルックリン訛り」または「ブルックリニーズ」という独特な英語を話す。実際は「ブルックリン訛り」とは言ってもニューヨーク5区全体及び隣接のニュージャージー州北部の労働階級でもよく聞かれる。このブルックリン訛りは、主に、第二次世界大戦終了以前まで国語の教師にイギリス出身者を雇用していた影響と、ドイツから来たユダヤ系、アイルランド系、イタリア系の訛りや慣用表現、それに加えて最近では黒人系、ヒスパニック系の表現の影響もみられる。ブルックリン育ちのヨーロッパ系よりはかなり一般アメリカ英語に近いがアジア系の間でも確認できる。基本的に人種を問わず公立の学校の生徒の間では幅広く聞かれる。
古い世代ではマンハッタンに行く事を「ニューヨークに行く」と言う場合がある（マンハッタンの公式名称はニューヨーク州ニューヨーク郡であるため誤認ではない）。そのほかマンハッタンを「ザ・シティ（The City）」と呼ぶ場合もあるが、ザ・シティというのはアメリカ全土で通用するニューヨーク市の通称であるため必ずしもマンハッタンのみを指すわけではない（例:アメリカのテレビドラマ「セックス・アンド・ザ・シティ」はアメリカ人であればニューヨーク市が舞台の物語であることをタイトルから読み取れる）

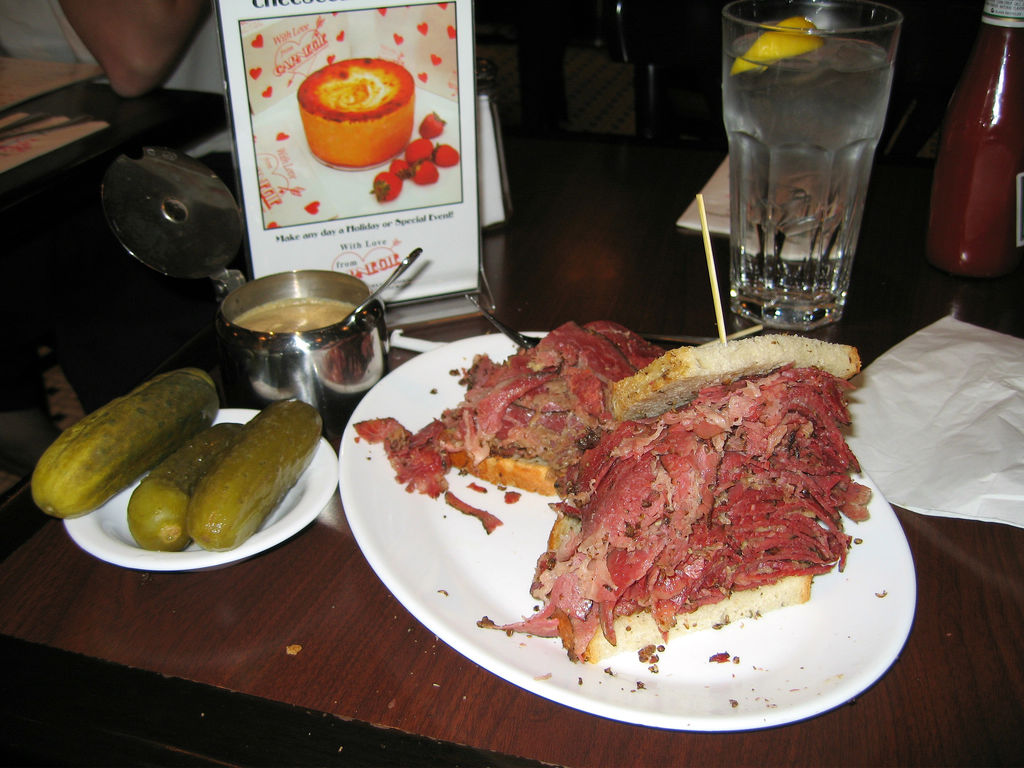
パストラミ

1907年にヴィタグラフがミッドウッド地区のアヴェニューMにスタジオを構えたのが映画産業の始まり。後にワーナーブラザーズに売却されるが、1939年に現在のカリフォルニア州ロサンジェルス市ハリウッド地区に移動され現在の映画産業の元となる。
ブルックリンのいたるところで売っているポピュラーなストリートフードに、シンプルなチーズピザのスライス、ジャマイカンビーフパティー、ギリシャ・トルコ系のジャイロやシシカバブ、ホットドッグ、ヒーロー（他の町ではサブ等と呼ばれる）と呼ばれる長いパンにはさんだサンドイッチ、ユダヤ系のパストラミのサンドイッチ、中国系のフライドチキン等がある。
有名なブルックリン出身のギャングにシカゴで組織を作ったアル・カポネとラスベガスのカジノ産業を始めたユダヤ系のバグジーがいる。

## ブルックリン出身の著名人
生まれ、育ち、どちらかブルックリンの著名人を含む

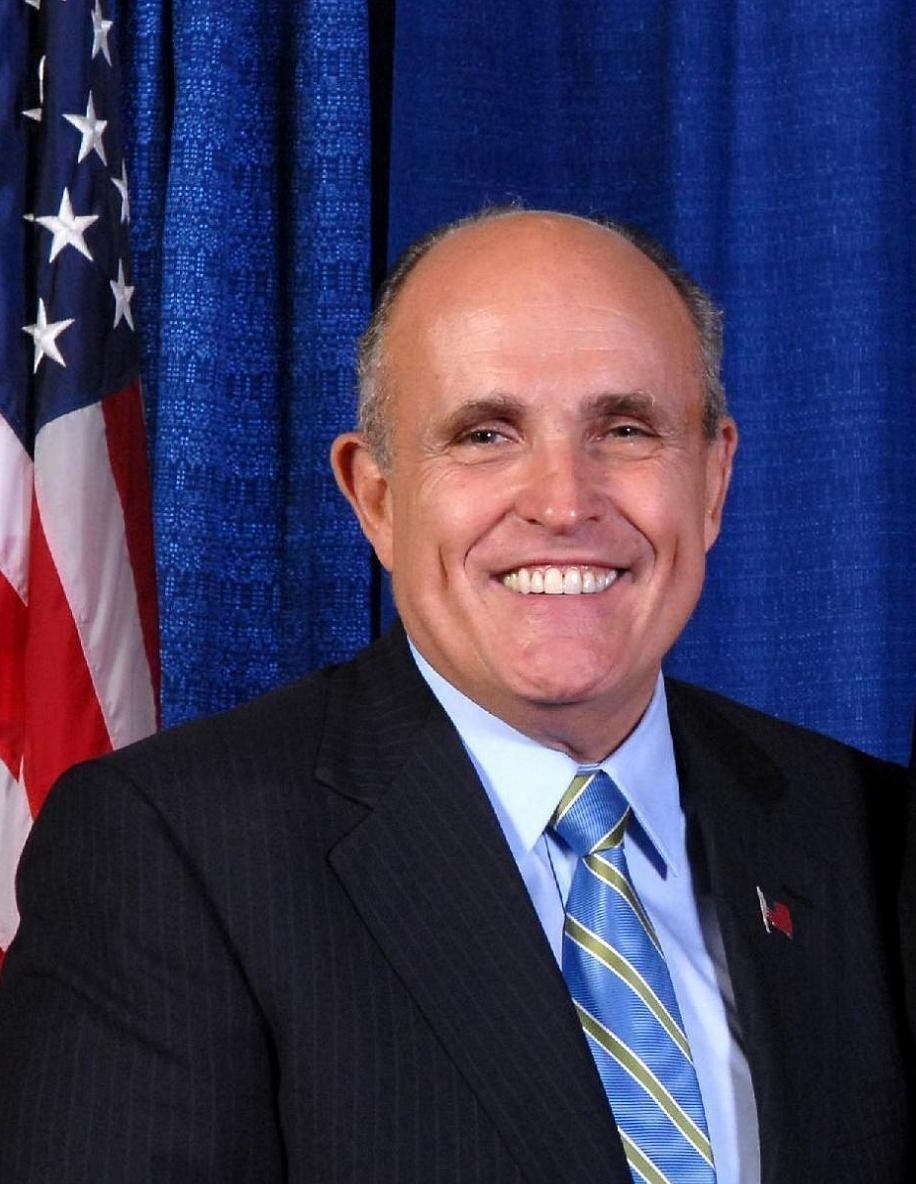
ルドルフ・ジュリアーニ

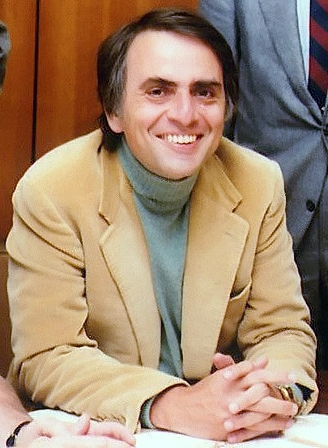
カール・セーガン

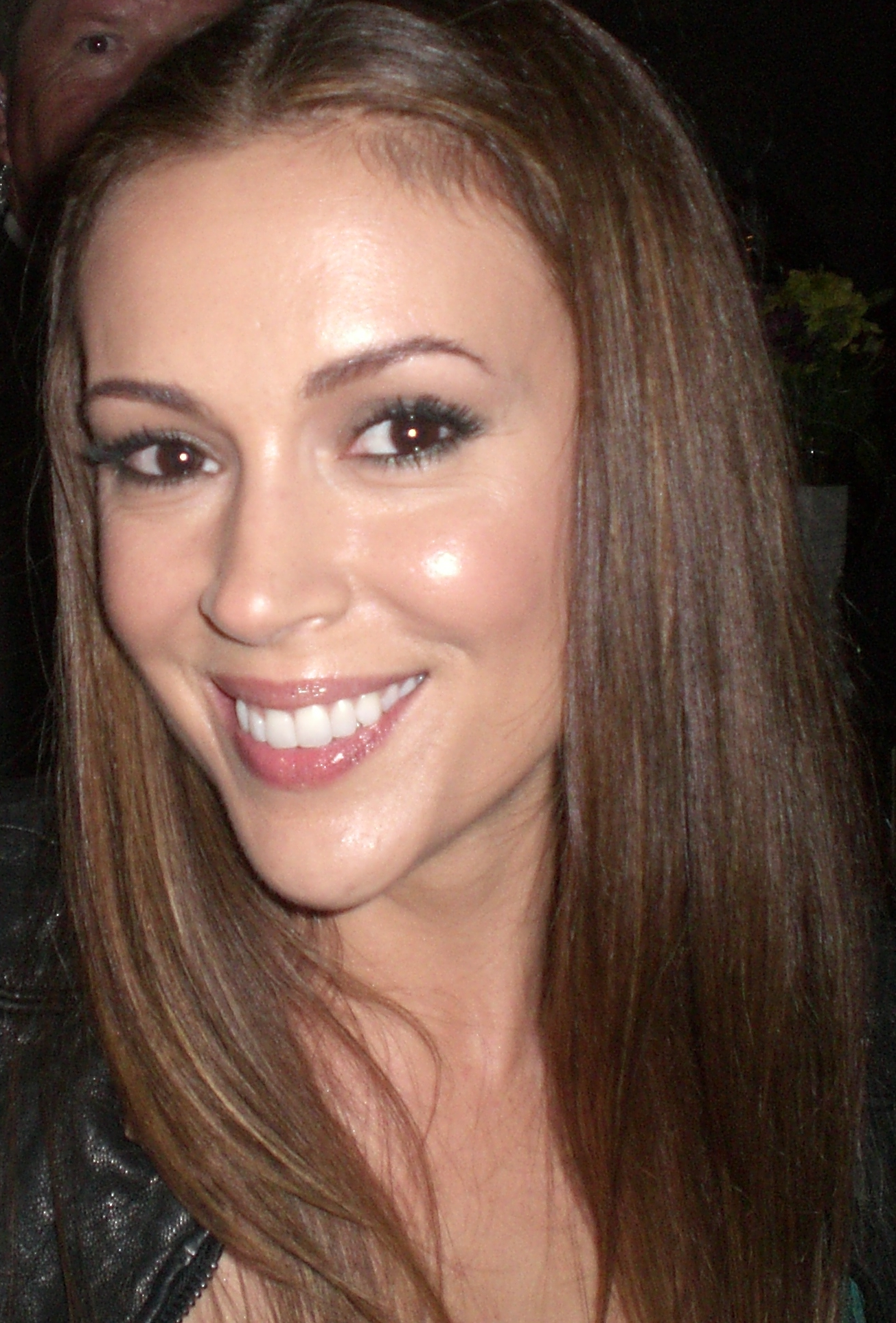
アリッサ・ミラノ

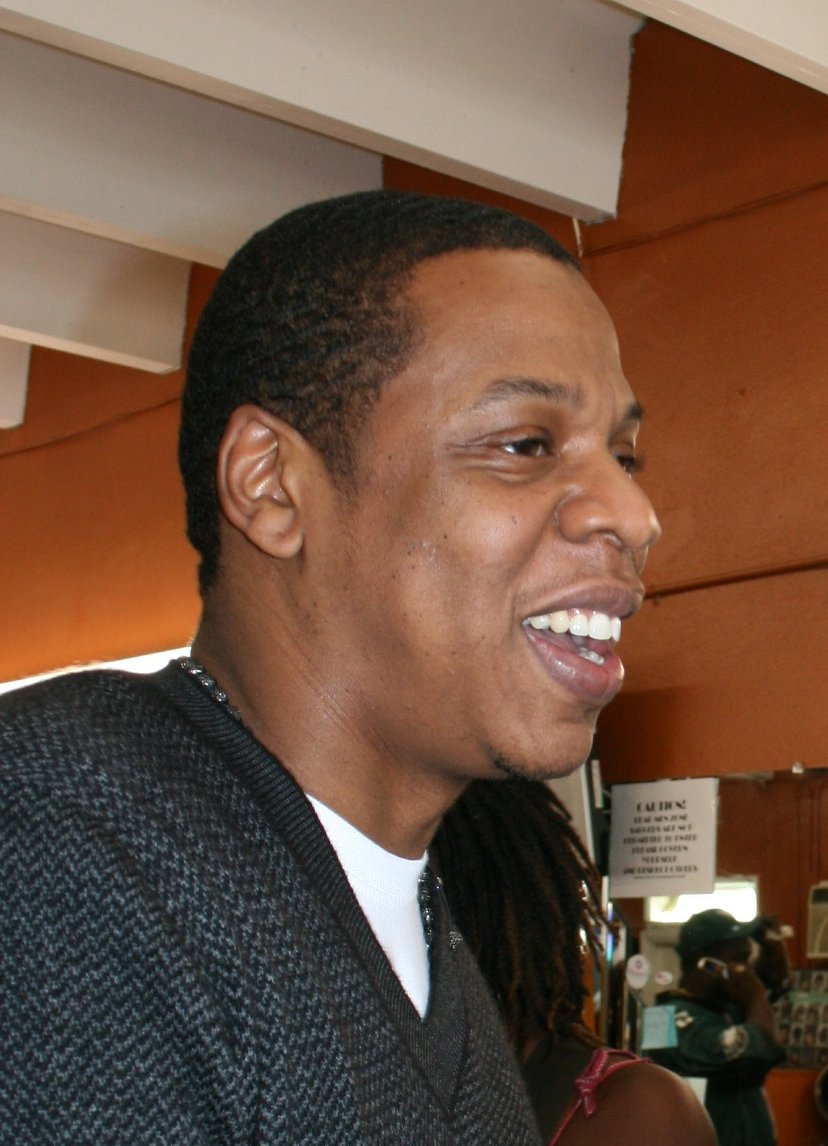
ジェイ・Z

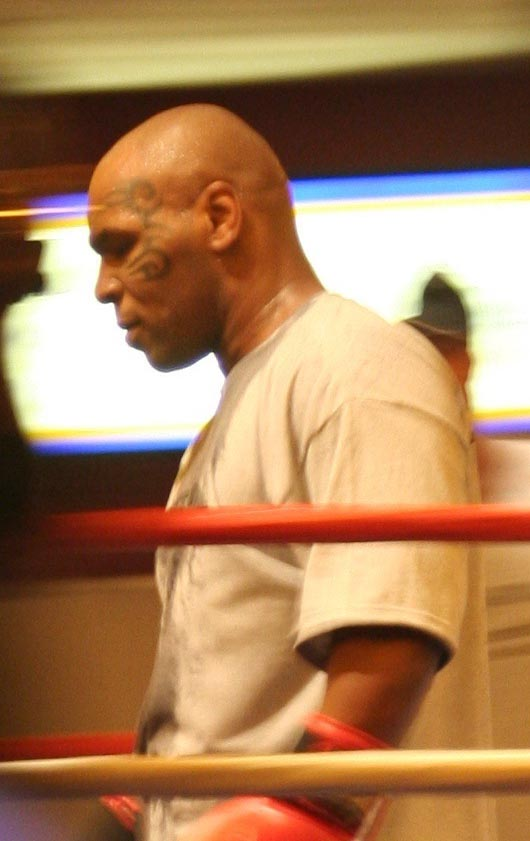
マイク・タイソン

### 政治家
- ジャネット・イエレン（前FRB議長、現財務長官）
- バーニー・サンダース（連邦上院議員）
- ルドルフ・ジュリアーニ（元ニューヨーク市長）
- ビアンキ・アンソニー（犬山市議会議員）

### 作家
- アーサー・ミラー
- アイラ・ガーシュウィン
- ウォルト・ホイットマン
- カール・セーガン
- ヒューバート・セルビー・ジュニア
- ヘンリー・ミラー
- ポール・オースター
- ノーマン・メイラー
- ロバート・アントン・ウィルソン

### 芸術家
- オール・ダーティー・バスタード
- ジャン＝ミシェル・バスキア

### 映画監督
- ウディ・アレン
- スパイク・リー
- ダーレン・アロノフスキー
- メル・ブルックス

### 男優
| - アダム・サンドラー - イーライ・ウォラック - ヴィンセント・ドノフリオ - エイドリアン・グレニアー - エディ・マーフィ - エリオット・グールド - クリス・ロック - コービン・ブルー - ジェリー・サインフェルド - ジョン・タトゥーロ - ジミー・デュランテ | - ジミー・ファロン - ダニー・ケイ - ハーヴェイ・ファイアスタイン - ハロルド・ペリノー・ジュニア - ベン・スティラー - ポール・ソルヴィノ - マイケル・ピット - ミッキー・ルーニー - リチャード・ドレイファス - ルイス・ゴセット・ジュニア - ルー・フェリグノ |

### 女優
| - アン・ハサウェイ - アリーヤ - アリッサ・ミラノ - イーディ・ファルコ - ガボレイ・シディベ - クララ・ボウ - シェリー・ウィンタース - スーザン・ヘイワード | - スザンヌ・プレシェット - デブラ・メッシング - バーバラ・スタンウィック - マリサ・トメイ - メイ・ウエスト - リタ・ヘイワース - レナ・ホーン |

### ミュージシャン
| - アーロン・コープランド - アストロ (ラッパー) - ウルフマン・ジャック - MCA（ビースティ・ボーイズ） - キャロル・キング - シンディ・ローパー - ジェイ・Z - ジョージ・ガーシュウィン - ジョニー・ジョエリ（Crush 40） - タリブ・クウェリ - デボラ・ギブソン - ニール・セダカ - ニール・ダイアモンド - ノトーリアス・B.I.G. - バスタ・ライムス - パット・ベネター - ハリー・ニルソン | - バリー・マニロウ - ビリー・ジョエル - ビヴァリー・シルズ - ビッグ・ダディ・ケイン - ピーター・クリス - ファボラス - モス・デフ - リル・キム - リル・ママ - ルー・リード - DJプレミア - GZA - RZA |

### スポーツ
| - ヴィンス・ロンバルディ (アメフト) - カーメロ・アンソニー（バスケ） - クリス・マリン (バスケ) - ザブ・ジュダー (ボクサー) - サンディー・コーファックス (野球) - ジャッキー・ロビンソン (野球) - シャノン・ブリッグス（ボクサー） - ジョアキム・ノア (バスケ) - ジョー・トーリ (野球) - スティーブ・ロンバルディ (プロレス) - ステフォン・マーブリー (バスケ) - セバスチャン・テルフェア - タズ (プロレス) | - デビッド・デヘスース (野球) - フィル・リズート (野球) - ポール・マリナッジ (ボクサー) - ポール・ロデューカ (野球) - ボビー・フィッシャー (チェス) - ボブ・ファーガソン (バスケ) - ホミサイド (プロレス) - マイク・タイソン (ボクサー) - マイケル・ジョーダン (バスケ) - ミッキー・ウェルチ (野球) - ラリー・コーコラン (野球) - リディック・ボウ（ボクサー） - アレックス・ロドリゲス（野球） |

### その他
- アル・カポネ（ギャングスター)
- デヴィッド・ゲフィン(音楽プロデューサー)
- ドナルド・キーン(日本文学者)
- ノーマン・ポドレツ(思想家)
- ピエール・ラルマン(発明家)
- ベンジャミン・シーゲル(ギャングスター)
- ラリー・キング(TV司会者)
- ロバート・ノージック(哲学者)
- ヤン・ヴィルスガールド(自動車デザイナー)

| ニューヨーク市の行政区要覧     |                |                           |        |         |
| 領域                           | 領域           | 人口                      | 面積   | 面積    |
| 行政区                         | 郡             | （2010年4月1日 国勢調査） | mi²    | km²     |
| 1. マンハッタン                | ニューヨーク   | 1,626,159                 | 23     | 59      |
| 2. ブルックリン                | キングズ       | 2,592,149                 | 71     | 183     |
| 3. クイーンズ                  | クイーンズ     | 2,296,175                 | 109    | 283     |
| 4. ブロンクス                  | ブロンクス     | 1,418,733                 | 42     | 109     |
| 5. スタテンアイランド          | リッチモンド   | 472,621                   | 58     | 151     |
| ニューヨーク市                 | ニューヨーク市 | 8,405,830                 | 303    | 786     |
| ニューヨーク州                 | ニューヨーク州 | 19,651,127                | 47,214 | 122,284 |
| 出典: アメリカ合衆国国勢調査局 |                |                           |        |         |

## 外国とのパートナーシップ関係
- アンツィオ、イタリア共和国
- フエ、ベトナム社会主義共和国
- グディニャ、ポーランド共和国
- ベシクタシュ、トルコ共和国
- レオポルトシュタット、オーストリア共和国
- ランベス区、グレートブリテン及び北アイルランド連合王国
- ブネイ・ブラク、イスラエル国
- コナク（英語版）、トルコ共和国
- 朝陽区、中華人民共和国
- 義烏市、中華人民共和国
- ユスキュダル、トルコ